# Liste der Titel der Insel-Bücherei
Diese Liste enthält die einzelnen Titel der Insel-Bücherei des Insel Verlages in numerischer Reihenfolge seit 1912. Sie ist nicht vollständig.
| Seitennavigation der Titelnummer: \| 1–100 \| 101–200 \| 201–300 \| 301–400 \| 401–500 \| 501–559 \| 560–600 \| 601–700 \| 701–800 \| 801–900 \| 901–1000 \| \| 1001–1100 \| 1101–1100 \| 1201–1300 \| 1301–1400 \| 1401–1500 \| 1501–1600 \| \| Großformat: 2001–2100 \| Kleinformat: 2501–2600 \| |
| --- |

## Übersicht
Seit 1912 wird die Buchreihe Insel-Bücherei an den verschiedenen Verlagsorten des Insel-Verlags Leipzig, Wiesbaden, Frankfurt am Main und Berlin herausgegeben. Bis 2011 erschien ausschließlich das Insel-Buch im klassischen Normalformat, das 2024 die Bandnummer 1543 erreicht hat. Viele IB-Nummern wurden durch Neubelegung mit anderen Buchtiteln aus verlegerischen und/oder kulturpolitischen Gründen mehrfach belegt. Neubelegungen mit geänderten Titeln unter derselben IB-Nummer werden mit nachgestelltem Schrägstrich (/) und zusätzlicher aufsteigender Nummer gekennzeichnet (der jeweils zuerst erschienene Titel mit „…/1“ usw.). Inhaltlich leicht veränderte Ausgaben desselben Titels (so genannte Varianten) und Nachauflagen, mit lediglich geändertem Verlagsort, sind hier nicht verzeichnet (siehe dazu Liste der Auflagen und Varianten der Insel-Bücherei). Zusätzlich werden seit 2012 Titel im Groß- und seit 2013 auch im Kleinformat mit den Nummerfolgen 2001 ff. (2025: 2057) bzw. 2501 ff. (2025: 2536) verlegt.
Die Liste gliedert sich in drei Abteilungen entsprechend den laufenden Nummernfolgen. Die Abteilung für die im Standardformat erscheinenden Bände ist grundsätzlich in Blöcke zu jeweils 100 Titeln unterteilt. Lediglich bei den Ausgaben von IB 501 bis IB 600 wurde kriegsbedingt eine Zäsur nach IB 559 vorgenommen, da dies die letzte vor dem Kriegsende 1945 erschienene Nummer war und die Reihe danach an den beiden Verlagsorten Leipzig und Wiesbaden (später Frankfurt am Main) fortgesetzt wurde. Die beiden Verlagshäuser erarbeiteten bis 1989/1990 jeweils eigene Programme. Es gab jedoch auch gemeinsame Titel, insbesondere bei Kunstthemen.
Die Angaben zum Verlagsort und Jahr beziehen sich jeweils auf die Erstauflage des jeweiligen Titels in der Reihe (L = Leipzig, W = Wiesbaden, F = Frankfurt a. M., F/L = Frankfurt a. M. und Leipzig). Bis 1945 erschienen alle Erstauflagen der Reihe in Leipzig. Danach bis 1990 wurden die Bände in Leipzig sowie Wiesbaden und später Frankfurt am Main verlegt. Von 1991 bis 2009 trugen die Bände als Verlagsangabe: Frankfurt am Main und Leipzig. Ab 2010 (IB 1327) ist der Verlagsort Berlin.

## IB-Titel im Standardformat 1–1543 (1912 bis 2025)

### IB 1–100
| \| 1–100 \| 101– \| 201– \| 301– \| 401– \| 501– \| 560– \| 601– \| 701– \| 801– \| 901– \| 1001– \| 1101– \| 1201– \| 1301– \| 1401– \| 1501– \| 2001– \| 2501– \| |
| --- |

- IB 1 Rainer Maria Rilke: Die Weise von Liebe und Tod des Cornets Christoph Rilke, L 1912
- IB 2 Miguel de Cervantes: Geschichte des Zigeunermädchens, L 1912
- IB 3 Henry van de Velde: Amo, L. 1912
- IB 4/1 Bismarck: Vier Reden zur äußeren Politik. L 1912 (dann IB 5/2)
- IB 4/2 Alte deutsche Liebeslieder. Mit Titelholzschnitt, L [1937] (vorher IB 281/1)
- IB 5/1 Emile Verhaeren: Hymnen an das Leben, L 1912
- IB 5/2 Otto von Bismarck: Vier Reden zur äußeren Politik. L [1939] (vorher IB 4/1)
- IB 6/1 Friedrich der Große: Drei politische Schriften, L 1912
- IB 6/2 Leo N. Tolstoi: Eheglück. Ein Roman, L 1928
- IB 7 Gottfried August Bürger: Wunderbare Reisen zu Wasser und zu Lande des Freiherrn von Münchhausen, L 1912
- IB 8 Hugo von Hofmannsthal: Der Tod des Tizian. Idylle, L 1912
- IB 9 Plato: Die Verteidigung des Sokrates - Kriton. L 1912
- IB 10 Max Hecker (Hrsg.): Goethes Briefe an Auguste zu Stolberg. L 1912 (dann IB 1015/2)
- IB 11 Jens Peter Jacobsen: Mogens. Eine Novelle, übersetzt von Mathilde Mann, L 1912
- IB 12 Gustave Flaubert: Die Sage von St. Julian dem Gastfreien, L 1912
- IB 13 Ernst Hardt: An den Toren des Lebens, L 1912
- IB 14 Die Geschichte von Aucassin und Nicolette, übertragen von Paul Hansmann, L 1912
- IB 15 Heinrich von Treitschke: Die Freiheit, L 1912
- IB 16 Giovanni di Boccaccio: Fünf sehr anmutige Geschichten des vielgelästerten Giovanni di Boccaccio aus Certaldo, L 1912
- IB 17/1 Friedrich Rochlitz: Tage der Gefahr. Ein Tagebuch der Leipziger Schlacht, L 1912
- IB 17/2 Theodor Fontane: Die Poggenpuhls. Roman, L 1929
- IB 18/1 Jobst Sackmanns plattdütsche Predigten von Jobst Sackmann, L 1912
- IB 18/2 Alte und neue Lieder mit Weisen und mit Bildern von Ludwig Richter, L 1932
- IB 19 Honoré de Balzac: Facino Cane. Sarrasine, L 1912
- IB 20 Johannes Schlaf: In Dingsda, L 1912
- IB 21 Novalis: Hymnen an die Nacht. Die Christenheit oder Europa, L 1912
- IB 22 Ricarda Huch: Liebesgedichte, L 1912
- IB 23 Rudolf G. Binding: Der Opfergang, L 1912
- IB 24 Nicolaj Gogol: Der Mantel, L 1912
- IB 25/1 Oskar Walzel: Henrik Ibsen, L 1912
- IB 25/2 Wilhelm Busch: Bilderpossen, L 1934
- IB 26 Des Johannes Butzbach Wanderbüchlein, L 1912
- IB 27 Sophokles: Antigone, L 1912
- IB 28 Hugo von Hofmannsthal: Der Tor und der Tod, L 1913
- IB 29 Die Saga vom Freysgoden Hrafnkel, L 1913
- IB 30/1 J. W. von Goethe: Pandora, L 1913
- IB 30/2 Rainer Maria Rilke: Requiem, L 1931
- IB 31 Immanuel Kant: Über das Schöne und Erhabene, L 1913
- IB 32 Friedrich Hebbel: Mutter und Kind. Ein Gedicht in sieben Gesängen, L 1913
- IB 33 Georg Christoph Lichtenberg: Aphorismen, L 1913
- IB 34 Anakreon, übertragen von Eduard Mörike, L 1913
- IB 35 Louise von François: Die goldene Hochzeit. Erzählung, L 1913
- IB 36 Leo N. Tolstoi: Leinwandmesser. Erzählung, L 1913
- IB 37 Björnstjerne Björnson: Synnøve Solbakken, L 1913
- IB 38 Wilhelm von Humboldt: Über Schiller und den Gang seiner Geistesentwicklung, L 1913
- IB 39/1 Die Schön Magelona, mit Holzschnitten, ausgewählt von Severin Rüttgers, L 1913
- IB 39/2 Theodor Fontane: Stine. Ein Roman, L 1913
- IB 40 Jens Peter Jacobsen: Erzählungen, L 1913
- IB 41 Angelus Silesius: Der Cherubinische Wandersmann, L 1913
- IB 42 Alphonse Daudet: Tartarin von Tarascon. übertragen und Nachbemerkung von Paul Stefan, L 1913
- IB 43 Rainer Maria Rilke: Das Marien-Leben, L 1913
- IB 44 J. W. von Goethe: Goethe über seinen Faust, L 1913
- IB 45/1 Kaiser Friedrich III.: Tagebuch von seiner Reise nach dem Morgenlande 1869, L 1913
- IB 45/2 Theodor Storm: Pole Poppenspäler, L 1919
- IB 46 Hans Sachs: Drei Fastnachtsspiele, L 1913
- IB 47 Lieder der alten Edda, übertragen von Wilhelm und Jacob Grimm, L 1913
- IB 48 Björnstjerne Björnson: Arne, L 1913
- IB 49/1 Johannes Schlaf: Frühling, L 1913
- IB 49/2 Heraklit: Urworte der Philosophie, griechisch/deutsch, übertragen von Georg Burckhardt, W 1952
- IB 50 Friedrich Hölderlin: Gedichte, L 1913
- IB 51 Jean Paul: Leben des vergnügten Schulmeisterlein Maria Wutz in Auenthal, L 1913
- IB 52 Leo N. Tolstoi: Der Tod des Iwan Iljitsch, L 1913
- IB 53/1 Oscar Wilde: Lehren und Sprüche, L 1913 (dann IB 781)
- IB 53/2 Hans Carossa: Wirkungen Goethes in der Gegenwart, W 1950
- IB 54/1 Johann Christian Günther: Leonorenlieder, L 1913
- IB 54/2 Das kleine Buch der Edelsteine. Mit 24 farbigen Tafeln von Hans Lang, L 1938
- IB 55 Arthur Schopenhauer: Über Schriftstellerei und Stil, L 1913
- IB 56 Ein kurzweilig Lesen vom Till Ulenspiegel, L 1913
- IB 57 Prosper Mérimée: Carmen. Novelle, L 1913
- IB 58 Ricarda Huch: Lebenslauf des heiligen Wonnebald Pück, L 1913
- IB 59 Friedrich Hebbel: Gedichte, L 1913
- IB 60 Kinderlieder aus des Knaben Wunderhorn, L 1913
- IB 61 J. W. von Goethe: Goethes Faust in ursprünglicher Gestalt (Der Urfaust), L 1913
- IB 62/1 Heinrich Mann: Auferstehung, L 1913
- IB 62/2 Hermann Stehr: Gudnatz. Eine Novelle, L 1934
- IB 63/1 Hippolyte Taine: Honoré de Balzac. Essay, L 1913
- IB 63/2 Detlev v. Liliencron: Ausgewählte Gedichte, L 1933
- IB 64 Per Hallström: Drei Novellen. Thanatos. Der Kuckuck. Dornröschen, L 1913
- IB 65 Stendhal: Römerinnen. Zwei Novellen, L 1913
- IB 66/1 Rudolf Alexander Schröder: Deutsche Oden, L 1913
- IB 66/2 Heinrich Hoffmann: Der Struwwelpeter, L 1933
- IB 67/1 Hermann Bahr: Dialog vom Marsyas, L 1913
- IB 67/2 Johann Peter Hebel: Alemannische Gedichte. ausgewählt von Eberhard Meckel, L 1939 (vorher IB 254/1)
- IB 68 Leo N. Tolstoi: Volkserzählungen, L 1913
- IB 69 Adalbert Stifter: Nachkommenschaften, L 1913
- IB 70 Die schönsten Legenden des heiligen Franz, L 1913
- IB 71/1 Historie eines edlen Fürsten. Herzog Ernst von Bayern und Österreich. Mit 31 Holzschnitten, L 1913
- IB 71/2 Maxim Gorki: Geschichten von Landstreichern. übertragen von Arthur Luther, L 1927
- IB 71/3 Ernst Moritz Arndt: Katechismus für den deutschen Kriegs- und Wehrmann, L 1937 (vorher IB 157/1)
- IB 72 Natur. 2 Essays von Emerson nebst dem Goetheschen Hymnus an die Natur, übertragen von Thora Weigand, L 1913
- IB 73 Leo N. Tolstoi: Der Schneesturm. Die drei Tode, L 1913
- IB 74 Portugiesische Briefe. übertragen von Rainer Maria Rilke, L 1913
- IB 75 Eduard Mörike: Gedichte, L 1913
- IB 76/1 Gustave Flaubert: Herodias, L 1913
- IB 76/2 Molière: Tartuffe, W 1947
- IB 77 Tacitus: Die Germania. Übertragung, Nachwort und Erläuterungen von Paul Stefan, L 1913
- IB 78 Hugo von Hofmannsthal: Das kleine Welttheater, L 1913
- IB 79/1 Arthur Graf Gobineau: Der Turkmenenkrieg, L 1913
- IB 79/2 Blaise Pascal: Gedanken über Gott und den Menschen, L 1944
- IB 80 Friedrich Hebbel: Meister Schnock. Ein niederländisches Gemälde mit 27 Holzschnitten, L 1913
- IB 81 Von Gottes- und Liebfrauenminne. Lieder aus der deutschen Mystik, L 1913 (ab 1923 Titel geändert)
- IB 82 Franz Grillparzer: Der arme Spielmann. Erzählung, L 1913
- IB 83/1 Briefe Kaiser Wilhelms I. an Bismarck. ausgewählt von Erich Brandenburg, L 1913
- IB 83/2 Grigol Robakidse: Kaukasische Novellen. übertragen von Richard Meckelein und Käthe Rosenberg, L 1932
- IB 84 Aischylos: Der gefesselte Prometheus, L 1913
- IB 85 Leo N. Tolstoi: Herr und Knecht. Novelle, L 1913
- IB 86/1 Gottfried August Bürger: Liebeslieder, L 1913
- IB 86/2 Paul Heyse: Andrea Delfin. Novelle, L 1927
- IB 87/1 Henrik Pontoppidan: Aus jungen Tagen, L 1913
- IB 87/2 Albrecht Schaeffer: Die Sage von Odysseus, L 1930
- IB 87/3 Ernst Bertram: Persische Spruchgedichte, L 1944
- IB 88 Georg Büchner: Dantons Tod, L 1913
- IB 89 Charles Dickens: Silvesterglocken. Mit 11 Abbildungen, L 1913
- IB 90/1 O. Fr. von der Groeben: Guineische Reisebeschreibung, L 1913
- IB 90/2 Abraham a Sancta Clara: Auswahl aus seinen Schriften, L 1915 (dann IB 697)
- IB 90/3 Theodor Fontane: Mathilde Möhring. Ein Roman, L 1929
- IB 91 Georg Büchner: Leonce und Lena. Ein Lustspiel, L 1913 (dann IB 799)
- IB 92 Georg Büchner: Wozzeck / Lenz, L 1913 (dann IB 799, 1056 und 1260)
- IB 93/1 Richard Wagner: Das Rheingold, L 1914 (DNB: 362997144)
- IB 93/2 Rudolf Borchardt: Das Buch Joram, L 1920
- IB 93/3 Friedrich Hölderlin: Hyperion oder Der Eremit in Griechenland, Briefroman, L 1940
- IB 94/1 Richard Wagner: Die Walküre, L 1914
- IB 94/2 Theodor Storm: Beim Vetter Christian. Die Söhne des Senators. Zwei Novellen, L 1920
- IB 95/1 Richard Wagner: Siegfried. Bühnenfestspiel, L 1914
- IB 95/2 Theodor Storm: Im Schloß. Novelle, L 1920
- IB 95/3 Holbein d. J.: Bildnisse. 24 farbige Handzeichnungen, ausgewählt von Detlev von Einsiedel, L 1938
- IB 96/1 Richard Wagner: Götterdämmerung, L 1914
- IB 96/2 Friedrich Eckstein (Hrsg.): Comenius und die Böhmischen Brüder, L 1922 (vorher ÖB-Nr. 13, 1915)
- IB 96/3 Carl Gustav Carus: Gedanken über große Kunst. ausgewählt von Paul Stöcklein, L 1940
- IB 97/1 Richard Wagner: Rienzi, der letzte der Tribunen. Tragische Oper in 5 Akten, L 1914
- IB 97/2 Selma Lagerlöf: Eine Gutsgeschichte. übertragen von M.v.Borch, L 1925
- IB 98/1 Richard Wagner: Der fliegende Holländer, L 1914
- IB 98/2 Honoré de Balzac: Der Pfarrer von Tours, übertragen von Johannes Schlaf, L 1925
- IB 99/1 Richard Wagner: Tannhäuser und der Sängerkrieg auf der Wartburg, L 1914
- IB 99/2 Alexander Pope: Der Lockenraub. ein komisches Heldengedicht, mit Zeichnungen von Aubrey Beardsley, übertragen von Rudolf Alexander Schröder, L 1920 (dann IB 879)
- IB 99/3 Edwin Redslob: Des Jahres Lauf. ein Kalender der Feste und Bräuche, mit Holzschnitten von Fritz Kredel und Lisa Hampe, L 1943
- IB 99/4 Anna Seghers: Crisanta. mexikanische Novelle, L 1951
- IB 100/1 Richard Wagner: Die Meistersinger von Nürnberg, L 1914 (dann IB 502/1)
- IB 100/2 Theodor Storm: Hans und Heinz Kirch. Novelle, L 1920
- IB 100/3 Das kleine Buch der Vögel und Nester. 32 farbige Bilder des Vogelbuches von Schinz [1819], L 1934
- IB 100/4 Das kleine Buch der Vögel und Nester. 24 farbige Bilder von Fritz Kredel, L 1935

### IB 101–200
| \| 1–100 \| 101–200 \| 201– \| 301– \| 401– \| 501– \| 560– \| 601– \| 701– \| 801– \| 901– \| 1001– \| 1101– \| 1201– \| 1301– \| 1401– \| 1501– \| 2001– \| 2501– \| |
| --- |

- IB 101/1 Richard Wagner: Lohengrin, L 1914
- IB 101/2 Nikolaus Lenau: Briefe an Sophie Löwenthal, L 1916 (Rest ÖB-Nr. 16, 1922)
- IB 101/3 Dante Alighieri: Dantes Neues Leben. Deutsch von Friedrich Freiherrn von Falkenhausen, L 1942
- IB 102/1 Richard Wagner: Tristan und Isolde, L 1914
- IB 102/2 Theodor Storm: Renate, L 1920
- IB 103/1 Richard Wagner: Parsifal. Ein Bühnenweihfestspiel, L 1914
- IB 103/2 Slowakische Anthologie. Übertragen von Paul Eisner, L 1920
- IB 103/3 Conrad Ferdinand Meyer: Der Schuß von der Kanzel. Novelle, L 1927
- IB 104/1 Richard Wagner: Die Wibelungen. Weltgeschichte aus der Sage, L 1914
- IB 104/2 Menandros: Das Schiedsgericht. Komödie in 5 Akten, übertragen von Alfred Körte, L 1920 (dann IB 497/2)
- IB 104/3 Honoré de Balzac: Leb wohl! El Verdugo. Zwei Novellen, L 1951
- IB 105/1 Richard Wagner: Wieland der Schmied, L 1914
- IB 105/2 Walther von der Vogelweide: Gedichte und Sprüche in Auswahl, L 1922 (vorher ÖB-Nr. 19, 1916)
- IB 106/1 Richard Wagner: Jesus von Nazareth. Ein dichterischer Entwurf, L 1914
- IB 106/2 Tschechische Anthologie. Vrchlický – Sova – Brezina, Übertragen von Paul Eisner, L 1922 (vorher ÖB-Nr. 21, 1917)
- IB 106/3 Heinrich von Kleist: Der zerbrochene Krug. Mit Bildern von Adolph Menzel, L 1933
- IB 107 Fünf Gedichte von Mathilde Wesendonck in Musik gesetzt von Richard Wagner, L 1914
- IB 108/1 Richard Wagner: Ein deutscher Musiker in Paris, L 1914
- IB 108/2 Richard Graul (Hrsg.): Rembrandt: Handzeichnungen. 48 Bildtafeln, L 1934
- IB 109/1 Richard Wagner: Über das Dirigieren, L 1914
- IB 109/2 Gunnar Gunnarsson: Der Königssohn, übertragen von Jóhann Jónsson, L 1932
- IB 110/1 Richard Wagner: Zukunftsmusik, L 1914
- IB 110/2 Hans Friedrich Blunck: Der Trost der Wittenfru. Ein Märchenbuch, L 1933
- IB 110/3 Rudolf Kassner: Von der Eitelkeit. Zwei Essays, W 1951
- IB 111/1 Richard Wagner: Beethoven, L 1914
- IB 111/2 Gertrud von le Fort: Das Reich des Kindes. Die Vöglein von Theres, W 1950
- IB 112/1 Richard Wagner: Kleine Aufsätze, mit Notenbeispielen, L 1914
- IB 112/2 Theodor Storm: Eekenhof, Novelle, L 1919
- IB 112/3 Christian Morgenstern: Zeit und Ewigkeit. Ausgewählte Gedichte, L 1940
- IB 113 Ricarda Huch: Gottfried Keller, L 1914
- IB 114/1 Karl Brügmann (Hrsg.): Die Geschichten von Karl dem Großen. Aufgezeichnet von Notker dem Stammler, L 1914
- IB 114/2 Wilhelm Technitz (Hrsg.): Geschichten aus Herodot. Übertragen von Theodor Braun, L 1931
- IB 115/1 Karl Vollmoeller: Parcival, L 1914
- IB 115/2 Rainer Maria Rilke: Die Sonette an Orpheus, L 1930
- IB 116 Fjodor M. Dostojewski: Die Sanfte. Eine phantastische Erzählung, L 1914
- IB 117 Clemens Brentano: Gedichte. Ausgewählt von Albrecht Schaeffer, L 1914
- IB 118/1 Christopher Marlowe: Eduard II. Tragödie, übertragen von Alfred Walter Heymel, L 1914
- IB 118/2 Alfred Walter Heymel: Gedichte, Der Tag von Charleroi, Feldpostbriefe. Ausgewählt von Rudolf Alexander Schröder, L 1925
- IB 118/3 Stephan Hermlin: Zeit der Einsamkeit. Erzählung, L 1951
- IB 119/1 Charles Baudelaire: Vers choisis des Fleurs du mal. nur in Französisch, L 1914
- IB 119/2 Charles Baudelaire: Gedichte. in Deutsch übertragen von Friedhelm Kemp, W 1958
- IB 120/1 Jacob Grimm: Über die deutsche Sprache, L 1914
- IB 120/2 Jacob Grimm: Über den Ursprung der Sprache. gelesen am 9. Januar 1851, W 1958
- IB 121/1 Das Buch Judith. mit 3 Holzschnitten und einem Nachwort von Martin Luther, L 1914
- IB 121/2 Das Buch Ruth, Das Buch Judith. Mit 5 Holzschnitten, L 1919 (zuvor IB 121/1 und IB 152/1)
- IB 122/1 Stefan Zweig: Brennendes Geheimnis. Erzählung, L 1914
- IB 122/2 Plutarch: Das Leben des Themistokles. übertragen von Wilhelm Capelle, L 1937
- IB 123/1 Walt Whitman: Hymnen für die Erde. übertragen von Franz Blei, L 1914
- IB 123/2 Walt Whitman: Grashalme. Eine Auswahl in Englisch und Deutsch, übertragen von Hans Reisiger, L 1968
- IB 124/1 Griechische Lyrik. Ausgewählt von Karl Preisendanz, L 1914
- IB 124/2 Häusliches Leben. Schattenbilder und Schriftblätter von Rudolf Koch, L 1934
- IB 125 Das Puppenspiel vom Doktor Johannes Faust. Nachwort von Conrad Höfer, L 1914
- IB 126/1 Betrachtungen oder Moralische Sentenzen und Maximen des Herzogs von La Rochefoucauld. Übertragen von Fritz Adler u. Wilhelm Willige, L 1914
- IB 126/2 Jacob Burckhardt: Größe, Glück und Unglück in der Weltgeschichte, L 1930
- IB 127/1 Gräfin A. A. Tolstoi: Erinnerungen an Leo N. Tolstoi. L 1914
- IB 127/2 Maxim Gorki: Konowalow. Novelle, übertragen von Arthur Luther, L 1930
- IB 127/3 Das Evangelium und die Briefe Sankt Johannis, in letzter Luther-Übertragung, L 1937 (vorher IB 251/1; dann IB 1139)
- IB 128 Die Abenteuer Sindbads des Seefahrers wie sie aufgezeichnet sind in dem Buche geannt Tausend und eine Nacht,

nach englischer Fassung von Richard Francis Burton, übertragen von Felix Paul Greve, L 1914
- IB 129 Edgar Allan Poe: Phantastische Erzählungen. übertragen von Bruno Busse, L 1914
- IB 130 Johann Joachim Winckelmann: Ausgewählte Schriften, L 1914
- IB 131/1 Paul Verlaine: Meine Gefängnisse. Übertragen von Johannes Schlaf, L 1914
- IB 131/2 Blumen vom Gipfel der Berge. Nach Aquarellen von Josef Weisz, L 1944
- IB 132 Das Rollwagenbüchlein... Anno 1555, 54 Schwänke von Jörg Wickram, L 1914
- IB 133/1 Willy Seidel: Yali und sein weißes Weib. Vom kleinen Albert. Novellen, L 1914
- IB 133/2 Das Ständebuch. Mit 114 Holzschnitten von Jost Amman und Reimen von Hans Sachs, L 1934
- IB 134/1 Josef Winckler: Eiserne Sonette. Der Nyland-Werke erster Band, L 1914
- IB 134/2 Hugo von Hofmannsthal: Alkestis. Ein Trauerspiel nach Euripides, L 1930
- IB 135 Charles Baudelaire: Gedichte in Prosa. übertragen von Camill Hoffmann, L 1914
- IB 136/1 Leo N.Tolstoi: Luzern, Albert. Erzählungen, übertragen von Alexander Eliasberg, L 1914
- IB 136/2 Leo N. Tolstoi: Der Morgen eines Gutsbesitzers. Bruchstücke aus einem unvollendeten Roman übertragen von Karl Nötzel, L 1922
- IB 137 Ernst Elias Niebergall: Datterich. Lokalposse in 6 Bilder in Darmstädter Mundart, L 1914
- IB 138 Arthur Schopenhauer: Über Lesen und Bücher, L 1914
- IB 139 Annette von Droste-Hülshoff: Gedichte. Ausgewählt von Albrecht Schaeffer, L 1914
- IB 140/1 Serbische Volkslieder. Ausgewählt von M. Curcin, L 1914
- IB 140/2 Die Bildwerke des Bamberger Doms. mit 46 Bildtafeln, Aufnahmen von Karl Gröber, L 1938
- IB 141 Charles Sealsfield (Karl Anton Postl): Die Prärie am Jacinto, L 1914
- IB 142 E. T. A. Hoffmann: Musikalische Novellen und Aufsätze. Auswahl und Nachwort von Paul Stefan, L 1914
- IB 143 André Gide: Die Rückkehr des verlorenen Sohnes. übertragen von Rainer Maria Rilke, L 1914
- IB 144/1 Martin Luthers geistliche Lieder. ausgewählt von Conrad Höfer, L 1914
- IB 144/2 Ricarda Huch: Herbstfeuer. Gedichte, L 1944
- IB 145 Unser lieben Frauen Wunder. Altfranzösische Marienlegenden, übertragen von Severin Rüttgers, L 1914
- IB 146/1 Paul Claudel: Aus der Erkenntnis des Ostens. übertragen von Jakob Hegner, L 1914
- IB 146/2 Friedrich Nietzsche: Die Geburt der Tragödie aus dem Geiste der Musik, L 1940
- IB 147 Karl Scheffler: Du sollst den Werktag heiligen. 9 Essays, L 1914
- IB 148/1 Robert Browning: Pippa geht vorüber. übertragen von Henry Heiseler, L 1914
- IB 148/2 Theodor Fontane: Schach von Wuthenow. Erzählung, L 1929
- IB 149 Fjodor M. Dostojewski: Der Großinquisitor. übertragen von Rudolf Kassner, L 1914
- IB 150 Albrecht Dürer: Tagebuch der Reise in die Niederlande. mit Handzeichnungen, L 1914
- IB 151 Erich Ebstein (Hrsg.): Hippokrates. Grundsätze seiner Schriftensammlung, L 1914
- IB 152/1 Das Buch Ruth. mit einem Holzschnitt, in Übertragung Martin Luthers, L 1914 (1919 mit in IB 121/2)
- IB 152/2 Theodor Storm: Der Schimmelreiter. Novelle, L 1919
- IB 153/1 Deutsche Kriegslieder (1515–1914). ausgewählt von Fritz Adolf Hünich, L 1914
- IB 153/2 Thomas B. Macaulay: Lord Clive. Ein Essay, L 1925
- IB 154/1 Deutsche Vaterlandslieder. ausgewählt von Fritz Adolf Hünich, L 1914
- IB 154/2 Ernst Bertram: Gedichte und Sprüche, W 1951
- IB 155 Deutsche Choräle. ausgewählt von Katharina Kippenberg, L 1914
- IB 156 Heinrich von Kleist: Die Hermannsschlacht. Ein Drama, L 1914
- IB 157/1 Ernst Moritz Arndt: Katechismus für den deutschen Kriegs- und Wehrmann, L 1914 (dann IB 71/3)
- IB 157/2 Bekannte und unbekannte Historien vom Rübezahl. mit 13 Holzschnitten, ausgewählt von Fritz Bergemann, L 1925
- IB 158/1 Lieder der Landsknechte. Mit Holzschnitten ausgewählt von Fritz Adolf Hünich, L 1915
- IB 158/2 Maxim Gorki: Erinnerungen an Leo N. Tolstoi. übertragen von Fritz Böhme, L 1928
- IB 158/3 Das kleine Buch der Meereswunder – Muscheln und Schnecken. Kolorierte Stiche von Franz Michael Regenfuß, L 1936
- IB 159 Anekdoten von Friedrich dem Großen. Mit Holzschnitten von Adolph Menzel, ausgewählt von Emil Schaeffer, L 1915
- IB 160 Goethe: Geschichte Gottfriedens von Berlichingen mit der eisernen Hand. Dramatisiert (der Urgötz), L 1915
- IB 161 Heinrich von Kleist: Michael Kohlhaas. aus einer alten Chronik, L 1915
- IB 162/1 Weimars Kriegsdrangsale in den Jahren 1806–1814. Berichte von Zeitgenossen, ausgewählt von Friedrich Schulze, L 1915
- IB 162/2 Christian Dietrich Grabbe: Scherz, Satire, Ironie und tiefere Bedeutung. Lustspiel in 3 Zügen, L 1925
- IB 162/3 Marcus Aurelius: Selbstgespräche. ausgewählt von Klaus Preisendanz, W 1950
- IB 163/1 Ernst Moritz Arndt: Gedichte. ausgewählt von Albrecht Schaeffer, L 1915
- IB 163/2 Jack London: Der Mexikaner Felipe Rivera. Der Schrei des Pferdes. 2 Erzählungen, übertragen von Erwin Magnus, L 1951
- IB 164/1 Krieg und Friede 1870. Zwei Briefe von David Friedrich Strauß an Ernst Renan und dessen Antwort, übertragen von Hedwig Lachmann, L 1915
- IB 164/2 Émile Zola: Der Sturm auf die Mühle. Novelle, L 1925
- IB 164/3 Chinesische Holzschnitte. mit Abbildungen ausgewählt von Emil Preetorius, L 1942
- IB 165/1 Friedrich Schiller: Belagerung von Antwerpen durch den Prinzen von Parma in den Jahren 1584 und 1585, mit Übersichtskarte, L 1915
- IB 165/2 Stefan Zweig: Sternstunden der Menschheit. 5 historische Miniaturen, L 1927 (dann IB 1362)
- IB 165/3 Michelangelo: Sibyllen und Propheten. 24 farbige Tafeln, L 1939 (dann IB 616)
- IB 166/1 Reden Bismarcks nach seinem Ausscheiden aus dem Amte. mit Anmerkungen, L 1915
- IB 166/2 Wilhelm Schüßler (Hrsg.): Bismarck-Brevier. L 1933
- IB 166/3 Henry Becque: Die Raben. Komödie in 4 Akten, übertragen von Karin Rohde, L 1967
- IB 167/1 Wilhelm Weigand: Wendelins Heimkehr. Erzählung aus der Fremdenlegion, L 1915
- IB 167/2 Max Mell: Das Apostelspiel, L 1926
- IB 168/1 Kaiser Wilhelm I.: Briefe aus den Kriegsjahren 1870/1871, L 1915
- IB 168/2 Schubert im Freundeskreis. ein Lebensbild aus Briefen, Erinnerungen, Tagebüchern ausgewählt von Felix Braun, L 1925 (vorher ÖB-Nr. 26)
- IB 169/1 General Karl von Clausewitz: Grundgedanken über Krieg und Kriegführung, ausgewählt von Arthur Schurig, L 1915
- IB 169/2 Der König und der Bettler. Indische Märchen, übertragen von Friedrich von der Leyen, W 1951
- IB 170/1 Blüchers Briefe. ausgewählt von Wilhelm Capelle, L 1915
- IB 170/2 Theodor Fontane: L’Adultera. Ein Roman, L 1929
- IB 170/3 Die Tempel von Paestum. 41 Bildtafeln mit schematischen Grundrissen, L 1944
- IB 171/1 Der alte deutsche Kriegsgesang in Worten und Weisen. ausgewählt von Georg Witkowski, L 1915
- IB 171/2 Voltaire: Zadig oder Das Geschick. Eine morgenländische Geschichte, übertragen von Ernst Hardt, L 1925
- IB 172/1 Ernst Hader (Hrsg.): Der Koran, L 1915
- IB 172/2 Ricarda Huch: Der letzte Sommer. Eine Erzählung in Briefen, L 1931
- IB 173/1 Emanuel Geibel: Heroldsrufe, L 1915
- IB 173/2 Theodor Storm: Ein Fest auf Haderslevhuus. Novelle, L 1919
- IB 174/1 Die deutschen Lande im deutschen Gedicht. ausgewählt von Fritz Adolf Hünich, L 1915 (dann IB 553/1)
- IB 174/2 Wolfgang Goetz: Franz Hofdemel. Eine Mozart-Novelle, L 1932
- IB 174/3 Stefan Zweig: Ausgewählte Gedichte, W 1950 (vorher IB 422/1)
- IB 175 Clemens Brentano: Geschichte vom braven Kasperl und dem schönen Annerl, mit Zeichnungen von Hans Meid (1915), Helga Paditz (1974), L 1915
- IB 176 Ostpreußisches Sagenbuch. ausgewählt von Christian Krollmann, L 1915
- IB 177 Johann Peter Hebel: Die schönsten Erzählungen aus Johann Peter Hebels Schatzkästlein des rheinländischen Hausfreundes, L 1915
- IB 178/1 Regina Ullmann: Feldpredigt. Dramatische Dichtung in einen Akt, L 1915
- IB 178/2 Giovanni Verga: Sizilianische Geschichten. übertragen von Bettina Seipp, L 1940
- IB 179/1 Friedrich Schlegel: Fragmente. ausgewählt von Carl Enders, L 1915
- IB 179/2 Albrecht Schaeffer: Nachtschatten. 4 Novellen aus kriegerischen Zeiten, L 1932
- IB 179/3 Die Goldene Pforte zu Freiberg. 48 Bildtafeln mit schematischen Figurenplan, L 1943
- IB 180/1 Friedrich Hölderlin: Hymnen an die Ideale der Menschheit. Ausgewählte Gedichte 2. Teil, L 1915 (vorher IB 50)
- IB 180/2 Gerhart Hauptmann: Hanneles Himmelfahrt. Traumdichtung in 2 Akten, L 1942
- IB 181 Alfred Mombert: Musik der Welt. Aus meinen Werk, L 1915
- IB 182/1 Heinrich von Treitschke: Das deutsche Ordensland Preußen, L 1915
- IB 182/2 Prosper Mérimée, Maxim Gorki und Heinrich Mann: Das unergründliche Herz. 3 Erzählungen, L 1952
- IB 183 Klabund: Dumpfe Trommel und berauschtes Gong. Nachdichtung chinesischer Kriegslyrik, L 1915
- IB 184 Ludwig Tieck: Des Lebens Überfluß. Erzählung, L 1915
- IB 185 Jean de Lafontaine: Lafontaines Fabeln. mit Holzschnitten von Grandville, übertragen von Theodor Etzel, L 1915
- IB 186 Hermann Hesse (Hrsg.): Der Wandsbecker Bote. Eine Auswahl aus den Werken von Matthias Claudius, L 1915
- IB 187 Gustav Theodor Fechner: Das Büchlein vom Leben nach dem Tode, L 1915 (dann IB 1336)
- IB 188 Theodor Däubler: Das Sternenkind. Gedichte, L 1916
- IB 189 Das Nibelungenlied. Nacherzählt von August Christian Vilmar, L 1916
- IB 190 E. T. A. Hoffmann: Das Fräulein von Scuderi. Erzählung aus dem Zeitalter Ludwig des XIV., L 1916
- IB 191/1 Joachim Nettelbeck: Stücke aus seiner Lebensbeschreibung. ausgewählt von Wilhelm Capelle, L 1916
- IB 191/2 Benjamin Franklin: Jugenderinnerungen. Übertragen von Hedwig Lachmann-Landauer, L 1952 (vorher IB 223/1)
- IB 192 Hans Christian Andersen: Bilderbuch ohne Bilder. Übertragen von Bernhard Jolles, L 1916 (dann IB 1319)
- IB 193 Ricarda Huch: Das Judengrab. Aus Bimbos Seelenwanderungen. Zwei Erzählungen, L 1916
- IB 194 Adelbert von Chamisso: Peter Schlemihls wundersame Geschichte, mit Radierungen von Adolf Schrödter, L 1916
- IB 195 Karl Stieler: Ein Winteridyll, L 1916
- IB 196 Joseph von Eichendorff: Die Glücksritter. Das Schloß Dürande, Erzählungen, L 1916
- IB 197/1 Arthur Graf Gobineau: Gamber-Alis Geschichte. Aus den asiatischen Novellen, übertragen von Bernhard Jolles, L 1915
- IB 197/2 Serbische Volkslieder. Vorwort und Anmerkungen von M. Curcin, L 1939 (vorher IB 140/1)
- IB 198 Johannes von Saaz: Der Ackermann und der Tod. übertragen von Alois Bernt, L 1915
- IB 199 Björnstjerne Björnson: Ein fröhlicher Bursch. Erzählung, übertragen von Mathilde Mann, L 1915
- IB 200 Friedrich Meinecke (Hrsg.): Leopold von Ranke: Die großen Mächte, L 1915

### IB 201–300
| \| 1–100 \| 101– \| 201–300 \| 301– \| 401– \| 501– \| 560– \| 601– \| 701– \| 801– \| 901– \| 1001– \| 1101– \| 1201– \| 1301– \| 1401– \| 1501– \| 2001– \| 2501– \| |
| --- |

- IB 201 Li-Tai-Pe: Gedichte Nachdichtungen von Klabund, L 1916
- IB 202 Ferruccio Busoni: Entwurf einer neuen Ästhetik der Tonkunst, L 1916
- IB 203 Georg E. Burckhardt (Gestaltung): Gilgamesch Eine Erzählung aus dem alten Orient, L 1916
- IB 204/1 Jizchok Lejb Perez: Jüdische Geschichten, übertragen aus dem Jiddischen von Alexander Eliasberg, L 1916
- IB 204/2 Karl Heinrich Waggerl: Du und Angela, Fünf Erzählungen, L 1933
- IB 205/1 Emile Zola: Gustave Flaubert, übertragen von Leo Berg, L 1916
- IB 205/2 Felix Timmermans, Anton Thiry: Die Elfenbeinflöte Seltsame Geschichten aus dem Beginenhof, übertragen von Peter Mertens, L 1933
- IB 206/1 Jan van Ruisbroeck: Das Buch von den zwölf Beghinen, übertragen von Friedrich Markus Huebner, L 1916
- IB 206/2 Theodor Fontane: Unterm Birnbaum, eine Novelle, L 1929
- IB 207/1 Schwester Hadewich: Visionen, übertragen von Friedrich Markus Huebner, L 1916
- IB 207/2 Adalbert Stifter: Briefe, L 1922 (vorher ÖB-Nr. 22)
- IB 208 Lanzelot und Sanderein. aus dem Flämischen übertragen von Friedrich Markus Huebner, L 1916
- IB 209/1 Johannes Bolte (Hrsg.): Alte flämische Lieder Im Urtext mit den Singweisen, ausgewählt von Johannes Bolte, L 1916 (dann IB 290/2)
- IB 209/2 Isolde Kurz: Solleone, eine Geschichte von Liebe und Tod, L 1933
- IB 210/1 Hendrik Conscience: Der Rekrut Erzählung, übertragen von Herbert Alberti, L 1916
- IB 210/2 Gertrud von le Fort: Das Gericht des Meeres. Erzählung, L 1943
- IB 211/1 Anton Bergmann: Das Ziegelhaus. aus dem Flämischen übertragen von Anton Kippenberg, L 1916
- IB 211/2 Theodor Storm: Zur Chronik von Grieshuus. Novelle, L 1928
- IB 212 Charles de Coster: Herr Halewijn. eine flämische Märe, übertragen von Albert Wesselski, L 1916
- IB 213/1 Guido Gezelle: Gedichte. übertragen von Rudolf Alexander Schröder, L 1916
- IB 213/2 Das kleine Schmetterlingsbuch. Die Tagfalter, kolorierte Stiche von Jakob Hübner, L 1934
- IB 214 Stijn Streuvels: Die Ernte. Erzählung, übertragen von Rudolf Alexander Schröder, L 1916
- IB 215/1 Stijn Streuvels: Der Arbeiter. Erzählung, übertragen von Anton Kippenberg, L 1916 (dann IB 468)
- IB 215/2 François Mauriac: Der Aussätzige und die Heilige. Roman, übertragen von Iwan Goll, L 1928
- IB 216/1 Georges Eekhoud: Burch Mitsu. Erzählung, übertragen von Jean Paul Ardeschah, L 1916
- IB 216/2 Georges Eekhoud: Kees Doorik. Ein flämischer Sittenroman, übertragen von Tony Kellen, L 1919
- IB 216/3 Das Perlenhemd. Eine chinesische Liebesgeschichte, übertragen von Franz Kuhn, L 1928
- IB 217/1 Herman Teirlinck: Johann Doxa. Szenen aus dem Leben eines Brabanter Gotikers, übertragen von Rudolf Alexander Schröder, L 1916
- IB 217/2 Conrad Ferdinand Meyer: Das Amulett. Novelle, L 1929
- IB 218/1 Ernst Hardt: Ninon von Lenclos. Drama in einem Akt, L 1917
- IB 218/2 Molière: Der Menschenfeind. Komödie in fünf Akten, übertragen von Arthur Luther, W 1949
- IB 219/1 Gertrud Siemes (Hrsg.): Eine wunderbarliche und kurzweilige Historie, wie Schiltberger ... mit 13 Holzschnitten, L 1917
- IB 219/2 Bilder-Rätsel in Holzstichen von Karl Rössing, L 1935
- IB 219/3 Anton Kippenberg: Benno Papentrigk’s Schüttelreime wie er sie seiner Freundschaft auf den Ostertisch zu legen pflegte, L 1942
- IB 220 Oscar Wilde: Die Ballade vom Zuchthaus zu Reading. übertragen von Albrecht Schaeffer, L 1917
- IB 221 Hans Holbein (d. J.): Bilder des Todes. mit 41 Holzschnitten, L 1917
- IB 222 Die vierundzwanzig Sonette der Louïze Labé. Deutsch und französisch, übertragen von Rainer Maria Rilke, L 1917
- IB 223/1 Benjamin Franklin: Die Jugenderinnerungen. übertragen von Hedwig Lachmann-Landauer, L 1917 (dann IB 191/2)
- IB 223/2 Pedro de Alarcón: Der Dreispitz. eine spanische Novelle, übertragen von Helene Weyl, L 1928
- IB 224 Joseph von Eichendorff: Aus dem Leben eines Taugenichts. Novelle, L 1917
- IB 225 Leopold von Ranke: Deutsche Männer. Charakterbilder aus den Werken, ausgewählt von Kurt Jagow, L 1917
- IB 226/1 Johann Gottlieb Fichte: Der geschloßne Handelsstaat. ein philosophischer Entwurf, ausgewählt von Reinhard Buchwald, L 1917
- IB 226/2 Das kleine Buch der Nachtfalter. Kolorierten Stiche von Jakob Hübner, L 1936
- IB 227 Luther im Kreise der Seinen. Familienbriefe und Fabeln, ausgewählt von Otto Clemen, L 1917
- IB 228/1 Immanuel Kant: Zum ewigen Frieden. ein philosophischer Entwurf, ausgewählt von Franz Kobler, L 1917
- IB 228/2 Immanuel Kant: Von der Würde des Menschen. ausgewählt von Hans Thomae, L 1941
- IB 229/1 Richard Dehmel: Kriegs-Brevier. Gedichte, L 1917
- IB 229/2 Albrecht Schaeffer: Der Reiter mit dem Mandelbaum, Legende, L 1925
- IB 229/3 A. S. Nowikow-Priboi, A.I. Kuprin: Aufopferung. Zwei Erzählungen, übertragen von Horst Wolf, L 1951
- IB 230 Eduard Mörike: Mozart auf der Reise nach Prag. eine Novelle, L 1918
- IB 231 Buch der göttlichen Tröstung von Meister Eckhart, übertragen von Alois Bernt, L 1918
- IB 232 Friedrichs des Großen Tagewerk. in Revision von Friedrich M. Kircheisen, L 1918
- IB 233 Leo N.Tolstoi: Macht der Finsternis. Drama in fünf Akten, übertragen von Pawel Barchan, L 1918
- IB 234 Robert Louis Stevenson: Quartier für die Nacht. Will von der Mühle. Zwei Erzählungen, übertragen von Irma und Albrecht Schaeffer, L 1918
- IB 235 Nikolaus Lenau: Lyrische Gedichte. ausgewählt von Albrecht Schaeffer, L 1918
- IB 236/1 Die Gesichte der Schwester Mechtild von Magdeburg. ausgewählt von Heinrich Adolf Grimm, L 1918
- IB 236/2 Wer will unter die Soldaten? Deutsche Soldatenlieder, mit farbigen Bilder von Fritz Kredel, L 1934
- IB 237 Kurt Jagow (Hrsg.): Leopold von Ranke / Männer der Weltgeschichte / Erster Teil", L 1918
- IB 238 Kurt Jagow (Hrsg.): Leopold von Ranke / Männer der Weltgeschichte / Zweiter Teil", L 1918
- IB 239/1 Rudolf Alexander Schröder: Elysium. Gedichte, L 1918
- IB 239/2 Aus Minnesangs Frühling. ausgewählt von Carl von Kraus, W 1950
- IB 240 Gedanken Machiavellis. ausgewählt und übertragen von Emil Schaeffer, L 1918
- IB 241 Beethovens Briefe und Aufzeichnungen. ausgewählt von Albert Leitzmann, L 1918
- IB 242 Theodor Storm: Gedichte. ausgewählt von Albert Köster, L 1919
- IB 243/1 Mariechen von Nymwegen. Ein altflämisches Mirakelspiel, übertragen von Friedrich Markus Huebner, L 1919
- IB 243/2 Gottfried Keller: Die mißbrauchten Liebesbriefe. Novelle, L 1928
- IB 244/1 Reden aus der ersten deutschen Nationalversammlung 1848/49. ausgewählt von Hermann Strunk, L 1919
- IB 244/2 Zelter auf Reisen. Briefe Friedrich Zelters an Goethe. ausgewählt von Katharina Kippenberg, L 1925
- IB 245/1 Romeo und Julia. Der Kaufmann von Venedig. 2 altitalienische Novellen, übertragen von Walter Keller, L 1919
- IB 245/2 Ludwig Christoph Heinrich Hölty: Gedichte. ausgewählt von Walter Lampe, L 1938 (vorher IB 334/1)
- IB 246 Theodor Storm: Immensee. Novelle, L 1919
- IB 247 Oscar Wilde: Salome. Tragödie in einem Akt, mit Zeichnungen von Aubrey Beardsley, übertragen von Hedwig Lachmann, L 1919
- IB 248 Johann Heinrich Jung-Stilling: Heinrich Stillings Jugend. Eine wahrhafte Geschichte, L 1919
- IB 249 Theodor Storm: Aquis submersus. Novelle, L 1919
- IB 250 Albrecht Dürer: Die kleine Passion. mit 37 Holzschnitten, L 1919
- IB 251/1 Das Evangelium und die Briefe S.Johannis. in der Luther-Übertragung, L 1919 (dann IB 127/3 und IB 1139)
- IB 251/2 Theodor Fontane: Gedichte, L 1927
- IB 252 Elizabeth Barrett-Browning: Sonette aus dem Portugiesischen. Englisch und deutsch, übertragen von Rainer Maria Rilke, L 1919
- IB 253/1 Johann Gottlieb Fichte: Über die Bestimmung des Gelehrten. 5 Vorlesungen, L 1919
- IB 253/2A Die Bahn und der rechte Weg des Lao-Tse. aus der chinesischen Urschrift von Alexander Ular, L 1927 (dann IB 991/2)
- IB 253/2B Führung und Kraft aus der Ewigkeit (Dau-Dö-Ging). Aus dem chinesischen Urtext übertragen von Erwin Rousselle, L 1942
- IB 254/1 Johann Peter Hebel: Alemannische Gedichte in Auswahl. ausgewählt von Heinrich Ernst Kromer, L 1919 (dann IB 67/2)
- IB 254/2 Fjodor M. Dostojewski: Helle Nächte. Roman, übertragen von Hermann Röhl, L 1928
- IB 255/1 Heinz Amelung (Hrsg.): Goethes Lili in ihren Briefen, L 1919
- IB 255/2 François-Nicolas Martinet (Illustrationen) Der kleine Goldfischteich. In vielen Farben. Nachdruck kolorierter Stiche aus: Histoire naturelle des Dorades de la Chine (von 1780), L 1935
- IB 256/1 Ernst Elias Niebergall: Des Burschen Heimkehr oder Der tolle Hund. Lustspiel in Darmstädter Mundart, hrsg. von Ludwig Voltz, L 1919
- IB 256/2 Euripides: Elektra. übertragen von Ernst Buschor, L 1943
- IB 257 Novalis: Fragmente. ausgewählt von Felix Braun, L 1919
- IB 258 Anton Tschechow: Eine langweilige Geschichte. übertragen von Hermann Röhl, L 1919
- IB 259 Iwan Turgenjew: Gedichte in Prosa. übertragen von Theodor Commichau, L 1919
- IB 260/1 Friedrich List: Gedanken und Lehren. ausgewählt von Otto Jöhlinger, L 1919
- IB 260/2 Otto Julius Bierbaum: Aus dem Irrgarten der Liebe. Lieder und Gedichte, L 1927
- IB 261/1 Albert Ehrenstein: Tubutsch. mit Zeichnungen von Oskar Kokoschka, L 1919
- IB 261/2 Max Mell: Barbara Naderer. Novelle, L 1933
- IB 262 Jeremias Gotthelf: Die schwarze Spinne. Novelle, L 1919
- IB 263 Max Klinger: Malerei und Zeichnung. mit einer Federzeichnung Klingers, L 1919
- IB 264/1 Luiz de Camões: Ausgewählte Sonette. ausgewählt und übertragen von Otto Freiherr von Taube, L 1919
- IB 264/2 Ernest Hello: Ludovik. Erzählung, übertragen von Hans Kauders, L 1927
- IB 265/1 Heinz Amelung (Hrsg.): Altdänische Heldenlieder. übertragen von Wilhelm Grimm, L 1919
- IB 265/2 Richard Graul (Hrsg.): Grünewalds Handzeichnungen, L 1935
- IB 266 Björnstjerne Björnson: Der Brautmarsch. Erzählung, übertragen von Mathilde Mann, L 1919
- IB 267/1 Paul Verlaine: Meine Spitäler.übertragen von Hanns von Gumppenberg, L 1919
- IB 267/2 Gunnar Gunnarsson: Der Knabe. Erzählung, übertragen von Elisabeth Göhlsdorf, L 1933
- IB 268 Joseph von Eichendorff: Gedichte. ausgewählt von Albrecht Schaeffer, L 1919
- IB 269/1 Wilhelm von Humboldt: Über die Aufgabe des Geschichtsschreibers, L 1919
- IB 269/2 Das kleine Kräuterbuch. mit Naturzeichnungen von Willi Harwerth, L 1936
- IB 270/1 Nicolaj Gogol: Taras Bulba. Novelle, übertragen von Karl Nötzel, L 1919
- IB 270/2 Max Hirmer: Römische Kaisermünzen. mit 48 Bildtafeln, L 1941
- IB 271 Annette von Droste-Hülshoff: Die Judenbuche. mit Zeichnungen von Max Unold, L 1919
- IB 272 Äsop: Fabeln des Äsop. bearbeitet von Victor Zobel, mit Holzschnitten von Virgil Solis, L 1919
- IB 273 Leo Tolstoi: Polikuschka. Novelle, übertragen von Karl Nötzel, L 1919
- IB 274 Kakuzo Okakura: Das Buch vom Tee. übertragen aus dem Englischen von Marguerite und Ulrich Steindorff, L 1919
- IB 275 Giovanni di Boccaccio: Das Leben Dantes. übertragen von Otto Freiherr von Taube, L 1919
- IB 276 E. T. A. Hoffmann: Die Abenteuer der Silvesternacht mit Zeichnungen von Amandus Goetzell, L 1919
- IB 277 Ludwig Aurbacher: Die Abenteuer von den sieben Schwaben. mit Zeichnungen von Ferdinand Fellner, L 1919
- IB 278 Adalbert Stifter: Brigitta. Erzählung, L 1919
- IB 279 Theodor Storm: Zwei Weihnachtsgeschichten, L 1919
- IB 280 Meister Eckhart: Ein Breviarium aus seinen Schriften. ausgewählt und übertragen von Alois Bernt, L 1919
- IB 281/1 Alte deutsche Liebeslieder. ausgewählt von Peter Jerusalem, L 1919 (dann IB 4/2)
- IB 281/2 Das kleine Blumenbuch. mit farbigen Zeichnungen von Rudolf Koch in Holz geschnitten von Fritz Kredel, L 1933
- IB 282/1 Kalidasa: Der Kreis der Jahreszeiten (Rtusamhara). nach der Übersetzung von Peter von Bohlen, hrsg. von Herman Kreyenborg, L 1919
- IB 282/2 Wladimir Korolenko: Der Wald rauscht. In der Osternacht. Zwei Erzählungen, übertragen von Michael Feofanoff, L 1951
- IB 283 Friedrich Gottlieb Klopstock: Oden. ausgewählt von Albrecht Schaeffer, L 1919
- IB 284/1 Benjamin Constant: Adolf. Roman, übertragen von Elisabeth Schellenberg, L 1919
- IB 284/2 Franz Schubert: Goethe-Lieder mit Klavierbegleitung. umgeschrieben von Max Friedlaender, L 1928
- IB 285/1 Joost van den Vondel: Luzifer. Ein Trauerspiel, übertragen von Marie von Seydewitz, L 1919
- IB 285/2 Selma Lagerlöf: Das Mädchen vom Moorhof. Erzählung, übertragen von Marie Franzos, L 1927
- IB 286/1 Victor Hehn: Das Salz. Eine kulturhistorische Studie, L 1919
- IB 286/2 Conrad Ferdinand Meyer: Gustav Adolfs Page. Eine Novelle, L 1929
- IB 287/1 August Strindberg: Ehegeschichten. übertragen von Pauline Klaiber-Gottschau, L 1919
- IB 287/2 Juri Tynjanow: Sekondeleutnant Saber. Erzählung, übertragen von Maria Einstein, L 1954
- IB 288/1 August Strindberg: Fabeln. übertragen von Pauline Klaiber-Gottschau, L 1919
- IB 288/2 August Strindberg: Der romantische Küster auf Rånö. übertragen von Erich Holm, L 1921
- IB 288/3 Stephen Vincent Benét: Des Bischofs Bettler. Erzählung, übertragen von Paridam von dem Knesebeck, W 1952
- IB 289/1 August Strindberg: Die Kronbraut. Ein Märchenspiel, übertragen von Pauline Klaiber-Gottschau, L 1919
- IB 289/2 Josef Ponten: Der Meister. Novelle, L 1933
- IB 290/1 August Strindberg: Schwanenweiß. Ein Märchenspiel, übertragen von Pauline Klaiber-Gottschau, L 1919
- IB 290/2 Johannes Bolte (Hrsg.): Alte flämische Lieder. im Urtext mit Singweisen, L 1941 (vorher IB 209/1)
- IB 290/3 Alexander Grin: Das Purpursegel. Eine Feerie, übertragen von Lena Klementinowskaja, L 1952
- IB 291/1 August Strindberg: Ein Traumspiel. übertragen von Pauline Klaiber-Gottschau, L 1920
- IB 291/2 Johannes R. Becher: Dreimal bebende Erde. Aus dem Tagebuch. ausgewählte Prosa, L 1953
- IB 292/1 August Strindberg: Ostern. Schauspiel, übertragen von Mathilde Mann, L 1919
- IB 292/2 Christopher Marlowe: Die tragische Historie vom Doktor Faustus, übertragen von Adolf Seebaß, W 1953
- IB 293 August Strindberg: Die Gespenstersonate, übertragen von Mathilde Mann, L 1919
- IB 294/1 Christian Reuter: Schelmuffsky Curiose und Sehr gefährliche Reißebeschreibung zu Wasser und Land, L 1919
- IB 294/2 Paul Klee: Handzeichnungen, ausgewählt von Will Grohmann, W 1951
- IB 295/1 Friedrich Schlegel: Lucinde. Ein Roman, L 1919 (dann IB 759)
- IB 295/2 Friedrich Wolf: Die Matrosen von Cattaro. Ein Schauspiel, L 1951
- IB 296 J.W. Goethe: Novelle. mit Zeichnungen von Bernhard Hasler, L 1919
- IB 297/1 Wilhelm Weigand: Die Hexe. Erzählung, L 1920
- IB 297/2 Jack London: Feuer auf See. Geschichten aus der Südsee und aus den Wäldern des Nordens, übertragen von Erwin Magnus, L 1927
- IB 298/1 Plutarch: Das Leben des Themistokles. übertragen von Wilhelm Capelle, L 1919
- IB 298/2 Conrad Ferdinand Meyer: Die Hochzeit des Mönchs, Eine Novelle, L 1929
- IB 299/1 Kymrische Dichtungen. übertragen von Adolf Knoblauch, L 1919
- IB 299/2 Hans Sachs: Vier Fastnachtsspiele, L 1927
- IB 300/1 Georg Wilhelm Friedrich Hegel: Einführung in die Phänomenologie des Geistes, hrsg. von Friedrich Blaschke, L 1919
- IB 300/2 Conrad Ferdinand Meyer: Huttens letzte Tage, Verserzählung, L 1929

### IB 301–400
| \| 1–100 \| 101– \| 201– \| 301–400 \| 401– \| 501– \| 560– \| 601– \| 701– \| 801– \| 901– \| 1001– \| 1101– \| 1201– \| 1301– \| 1401– \| 1501– \| 2001– \| 2501– \| |
| --- |

- IB 301/1 Berichte über die Entdeckung Perus., übertragen von Clemens Robert Markham, L 1919
- IB 301/2 Robert Louis Stevenson: Der seltsame Fall von Doktor Jekyll und Mr. Hyde., Übertragen von Grete Rambach, L 1930
- IB 302/1 Rudolf G. Binding: Legende von der Keuschheit, L 1919
- IB 302/2 Robert Louis Stevenson: Das Flaschenteufelchen., eine Erzählung, mit Holzstichen von Hans Alexander Müller, übertragen von Li Wegner, L 1925
- IB 303/1 Herman Kreyenborg (Hrsg.): Gitagovinda. Das indische Hohelied des bengalischen Dichters Jayadeva, L 1919
- IB 303/2 Conrad Ferdinand Meyer: Gedichte., ausgewählt von Albrecht Schaeffer, L 1929
- IB 304 Wernher der Gärtner: Helmbrecht., übertragen von Fritz Bergemann, L 1919
- IB 305/1 Graf August von Platen: Gedichte., ausgewählt von Albrecht Schaeffer, L 1919
- IB 305/2 Martin Andersen Nexö: Das Glück., Erzählung aus dem Bornholmer Nordland, übertragen von Hermann Kiy, L 1929
- IB 306/1 Justus Möser: Patriotische Phantasien., ausgewählt von Karl Scheffler, L 1919
- IB 306/2 Conrad Ferdinand Meyer: Die Richterin., Novelle, L 1927
- IB 307/1 Miguel de Cervantes: Der eifersüchtige Extremadurer, Novelle, L 1919
- IB 307/2 Thomas Hardy: Der angekündigte Gast, mit Zeichnungen von Alfred Kubin, übertragen von Adolf Walter Freund, L 1929
- IB 308 Felix Timmermans: Die sehr schönen Stunden von Jungfer Symforosa, dem Beginchen., übertragen von Friedrich Markus Huebner, L 1920
- IB 309/1 Was sich Wüstenväter und Mönche erzählten., übertragen von Johannes Bühler, L 1920
- IB 309/2 Wilhelm Hey: Fünfzig Fabeln für Kinder., mit Bildern von Otto Speckter, L 1929
- IB 310 Zwei Reden Gotamo Buddhos., übertragen von Karl Eugen Neumann, L 1920
- IB 311/1 Albrecht Schaeffer: Der Raub der Persefone, eine attische Mythe, L 1920
- IB 311/2 Wolfgang Joho: Die Hirtenflöte, Erzählung, L 1952
- IB 312/1 Das Leben des Burkhard Zink nebst Auszügen aus seiner Chronik., ausgewählt von Werner Mahrholz, L 1920
- IB 312/2 Thomas Mann: Die Bekenntnisse des Hochstaplers Felix Krull, L 1930
- IB 312/3 Annette von Droste in ihren Briefen., ausgewählt von Levin Ludwig Schücking, L 1940 (dann IB 372/2)
- IB 313/1 Deutsche Wanderlieder., mit Holzschnitt von Hans Speckter, ausgewählt von Fritz Adolf Hünich, L 1920
- IB 313/2 Gedichte des deutschen Barock., ausgewählt von Wolfgang Kayser, L 1943
- IB 314 Alexander Puschkin: Pique Dame, Novelle, L 1920
- IB 315 Philipp Otto Runge: Von dem Fischer un syner Fru., ein Märchen, mit Radierungen nach Marcus Behmer, L 1920
- IB 316/1 Heinrich Heine: Elementargeister, L 1920
- IB 316/2 Das kleine Baumbuch (Die deutschen Waldbäume), mit farbigen Bildern von Willi Harwerth, L 1935
- IB 317/1 Ludwig Tieck: Die Gesellschaft auf dem Lande., eine Novelle, L 1920
- IB 317/2 Jack London: Der alte Argonaute., zwei exotische Erzählungen, übertragen von Erwin Magnus, L 1933
- IB 318/1 Oscar Wilde: Ein Gespräch von der Kunst und vom Leben, übertragen von Hedwig Lachmann und Gustav Landauer, L 1920
- IB 318/2 Christian Morgenstern: Palmström, L 1942
- IB 319/1 Gustave Flaubert: Ein schlichtes Herz, übertragen von Ernst Hardt, L 1920
- IB 319/2 Gustave Flaubert: November, übertragen von Ernst Sander, F 1964
- IB 320 Gottfried Keller: Gedichte., ausgewählt von Albert Köster, L 1921
- IB 321 Gottfried Keller: Der Landvogt von Greifensee., Novelle, L 1921
- IB 322 Gottfried Keller: Kleider machen Leute., Erzählung, L 1921
- IB 323 Gottfried Keller: Pankraz, der Schmoller, Erzählung, L 1921
- IB 324 Gottfried Keller: Romeo und Julia auf dem Dorfe, Erzählung, L 1921
- IB 325 Gottfried Keller: Das Fähnlein der sieben Aufrechten, Novelle, L 1921
- IB 326 Gottfried Keller: Frau Regel Amrain und ihr Jüngster, Erzählung, L 1921
- IB 327 Gottfried Keller: Sieben Legenden, L 1921
- IB 328 Gottfried Keller: Der Schmied seines Glückes., Erzählung, mit Holzschnitten von Karl Rössing, L 1921
- IB 329 Gottfried Keller: Die drei gerechten Kammacher, Spiegel das Kätzchen, Erzählungen, L 1921
- IB 330/1 Peter Hille: Das Mysterium Jesu, L 1921
- IB 330/2 Peter Vischer: Das Sebaldusgrab zu Nürnberg, mit Bildtafeln, L 1938
- IB 331/1 Tibull: Sulpicia, übertragen von Eduard Ad. F. Michaelis, L 1921
- IB 331/2 Jacob Burckhardt: Briefe, ausgewählt von Walther Rehm, W 1946
- IB 332 August Strindberg: Schärenleute, Erzählungen, übertragen von Erich Holm, L 1921
- IB 333/1 Das Leben Kaiser Heinrichs des Vierten., übertragen von Johannes Bühler, L 1921
- IB 333/2 Emanuel Geibel, Paul Heyse: Spanisches Liederbuch, ausgewählt von Florian Stern, W 1952
- IB 334/1 Ludwig Christoph Heinrich Hölty: Gedichte, ausgewählt von Fritz Adolf Hünich, L 1921
- IB 334/2 Hans Carossa: Die Schicksale Doktor Bürgers, L 1930
- IB 335 Albrecht Dürer: Das Marienleben, eine Holzschnittfolge, L 1921
- IB 336 Ferdinand Raimund: Der Alpenkönig und der Menschenfeind, Zauberspiel in 2 Aufzügen, L 1921
- IB 337 Jakob Böhme: Sex Puncta Theosophica., nach der Ausgabe von 1730, L 1921
- IB 338/1 Paul Ernst: Fünf Novellen, L 1921
- IB 338/2 Anatole France: Der Statthalter von Judäa und andere Novellen, übertragen von Otto M.Mittler und Wilhelm Stein, L 1928
- IB 339 Hugo von Hofmannsthal: Reden und Aufsätze, L 1921
- IB 340/1 Hans Jakob Christoffel von Grimmelshausen: Der erste Beernhäuter, mit Radierungen von Marcus Behmer, L 1922
- IB 340/2 Ferdinand Gregorovius: Neapel und Capri, L 1943
- IB 341 Leo N. Tolstoi: Der lebende Leichnam, Drama, übertragen von Hermann Röhl, L 1922
- IB 342/1 Aus Gerhard Tersteegens Briefen., ausgewählt von Ferdinand Weinhandl, L 1922
- IB 342/2 Friedrich Rückert: Gedichte und Sprüche, ausgewählt von Ernst Bertram, W 1952
- IB 343 George Moore: Die Wildgans, Erzählung aus Irland, übertragen von Clara Barth und Max Freund, L 1922
- IB 344 Wilhelm von Scholz: Vincenzo Trappola, ein Novellenkreis, L 1922
- IB 345 Gustav Theodor Fechner: Nanna oder Ǜber das Seelenleben der Pflanzen., ausgewählt von Max Fischer, L 1922
- IB 346/1 Kalidasa: Sakuntala., Drama, übertragen von Carl Cappeller, L 1922
- IB 346/2 Felix Braun (Hrsg.): Beethoven im Gespräch, L 1952
- IB 347/1 Altjüdische Legenden, übertragen von Rahel Ramberg, L 1922
- IB 347/2 Der Sachsenspiegel, mit Erläuterungen von Eberhard Freiherr von Künßberg, L 1934
- IB 348/1 Eugène Delacroix: Englische, marokkanische und spanische Reise, übertragen von Hans Graber, L 1922
- IB 348/2 Carl Sternheim: Die Hose, Ein bürgerliches Lustspiel, L 1951
- IB 349/1 Stefan Zweig: Die Augen des ewigen Bruders, eine Legende, L 1922
- IB 349/2 Leopold von Ranke: Politisches Gespräch, herausgegeben von Heinrich Ritter von Srbik, L 1941
- IB 350 Geistliche Auslegung des Lebens Jesu Christi, eine Holzschnittfolge aus dem 15. Jahrhundert, L 1922
- IB 351/1 Sándor Petöfi: Das Meer hat sich erhoben, Gedichte, ausgewählt von Robert Gragger, L 1923
- IB 351/2 Das kleine Buch der Tropenwunder, mit kolorierten Stichen von Maria Sibylla Merian, L 1935
- IB 352/1 Der Bauernkrieg in zeitgenössischen Schilderungen., ausgewählt von Otto H.Brandt, L 1923
- IB 352/2 Liselotte von der Pfalz: Briefe, ausgewählt von Karl Preisendanz, L 1941
- IB 353 Die mystische Hochzeit des heiligen Franziskus mit der Frau Armut, übertragen nach einem Text aus dem 14. Jh. von E. von Némethy, L 1923
- IB 354 Don Pedro Calderon de la Barca: Der Schulze von Zalamea, Schauspiel in drei Aufzügen, übertragen von Otto Freiherr von Taube, L 1923
- IB 355 Alexander von Villers: Briefe eines Unbekannten, eine Auswahl aus den Briefen von Z. und H. von Halben, L 1923
- IB 356/1 Jean Paul: Traumdichtungen, ausgewählt von Johannes Reiher, L 1923
- IB 356/2 Jean Paul: Begegnungen mit Zeitgenossen, ausgewählt von Gerhard W.Fieguth, F 1964
- IB 357/1 Bogumil Goltz: Die Deutschen, ausgewählt von Ewald Silvester, L 1923
- IB 357/2 Briefe des Feldmarschalls Blücher, ausgewählt von Wilhelm Capelle, L 1937 (vorher IB 170/1)
- IB 357/3 Norbert Frýd: Das verlorene Band, Erzählung, übertragen von Günter Müller, L 1966
- IB 358/1 Ein hübsch Spiel gehalten zu Ury in der ...., mit Holzschnitten, ausgewählt von Nold Halder, L 1923
- IB 358/2 Wilhelm Busch: Platonische Briefe an eine Frau, L 1942
- IB 359 Charles Dickens: Detektivgeschichten, übertragen von Franz Franzius, L 1923
- IB 360 Es war einmal. Ein Bilderbuch von Ludwig Richter, L 1923
- IB 361 Friedrich Nietzsche: Gedichte, L 1923
- IB 362 Felix Timmermans: Das Triptychon von den Heiligen drei Königen, Erzählung, mit Zeichnungen Felix Timmermans, übertragen von Anton Kippenberg, L 1924
- IB 363 J.W. von Goethe: Hermann und Dorothea., in 9 Gesängen, L 1932 (vorher Pandora-Nr. 16)
- IB 364 Jeremias Gotthelf: Das Erdbeeri-Mareili, Erzählung, L 1935 (vorher Pandora-Nr. 30)
- IB 365 F. M. Dostojewski: Aus dem Leben des Staretz Sosima, übertragen von Karl Nötzel, L 1924
- IB 366 Theophrastus Paracelsus: Labyrinthus medicorum oder Vom Irrgang der Ärzte., herausgegeben von Hans Kayser, L 1924
- IB 367 Adalbert Stifter: Der Waldsteig, eine Erzählung, L 1924 (vorher Pandora-Nr.31)
- IB 368/1 Christian Reuter: L’Honnéte Femme oder die Ehrliche Frau zu Plißine, Lustspiel, L 1924
- IB 368/2 Die Rede des Perikles für die Gefallenen, übertragen von Rudolf G. Binding, L 1938
- IB 369/1 Pjotr D. Boborykin: Am Herde, Erzählung, übertragen von Hermann Röhl, L 1924
- IB 369/2 Nikolai Gogol: Der Revisor, eine Komödie, übertragen von Valerian Tornius, L 1952
- IB 370/1 Einhard: Das Leben Karls des Großen, übertragen von Johannes Bühler, L 1924
- IB 370/2 Arnold Zweig: Familie Klopfer, Erzählung, L 1952
- IB 371 Ludwig van Beethoven: An die ferne Geliebte, ein Liederkreis, mit Noten, herausgegeben von Max Friedlaender, L 1924
- IB 372/1 Beduinischer Diwan, Lieder aus dem Libyschen Sandmeer übertragen von J. C. Ewald Falls, L 1924
- IB 372/2 Annette von Droste in ihren Briefen, ausgewählt von Levin L. Schücking, W 1949 (vorher IB 312/3)
- IB 373 William Shakespeare: Venus und Adonis, übertragen von Bruno Erich Werner, L 1924
- IB 374 Honoré de Balzac: Oberst Chabert, Novelle, übertragen von Felix Paul Greve, L 1925
- IB 375 Leo N. Tolstoi: Die Kreutzersonate, übertragen von Arthur Luther, L 1925
- IB 376 Wilhelm Heinse: Aphorismen, ausgewählt von Albert Leitzmann, L 1925
- IB 377 Stendhal: Schwester Scolastica, Novelle, übertragen von Arthur Schurig, L 1925
- IB 378 Robert Louis Stevenson: Die Zechkumpane. Erzählung
- IB 379 Franz Pocci: Lustige Kasperl-Komödien. Mit Holzschnitten nach Zeichnungen von Pocci
- IB 380 Goethe: Die Metamorphose der Pflanzen
- IB 381 Victor Hugo: Der letzte Tag eines Gerichteten. Übertragen von Li Werner
- IB 382/1 Joseph Görres: Die teutschen Volksbücher. Ausgewählt von Josef Prestel
- IB 382/2 Michail Saltykow-Schtschedrin, Valentin Katajew: Drei satirische Fabeln. Übertragen von Horst Wolf
- IB 383 Alfred Brehm: Die Singvögel des deutschen Waldes. Ausgewählt von Carl W.Neumann
- IB 384 D. H. Lawrence: Der Fuchs. Novelle, übertragen von E. Jaffe-Richthofen
- IB 385/1 Gustav Freytag: Die Entwicklung der deutschen Volksseele. Ausgewählt von Johannes Bühler
- Ib 385/2 Alexej S. Nowikow-Priboi: Zwei Seegeschichten. Übertragen von Horst Wolf
- IB 386 Nikolai Gogol: Das Bildnis. Erzählung
- IB 387 Chinesische Meisternovellen. Übertragen von Franz Kuhn
- IB 388 Märchen und Legenden aus den Gesta Romanorum. Übertragen von Johann Georg Theodor Graesse
- IB 389 Plato: Ein Gastmahl. übertragen von Emil Müller
- IB 390 Oscar Wilde: Das Gespenst von Canterville. Mit Bildern von Hans Alexander Müller
- IB 391 Jakob Schaffner: Das verkaufte Seelenheil. Erzählung
- IB 392/1 Max Eyth: Dunkle Blätter. Aus dem Taschenbuch eines deutschen Ingenieurs
- IB 392/2 Adelbert von Chamisso: Gedichte. Ausgewählt von Hans Klähn
- IB 393 Russische Volksmärchen. Ausgewählt von Xaver Schaffgotsch
- IB 394 Paul Verlaine: Gedichte. Ausgewählt von Stefan Zweig
- IB 395 Isolde Kurz: Die Vermählung der Toten. Eine Florentiner Novelle
- IB 396 Paul de Lagarde: Deutsche Politik und Religion. Eine Auswahl aus den Schriften
- IB 397 Hans Christian Andersen: Die schönsten Märchen
- IB 398 Nikolai Leskow: Das Schreckgespenst. Eine russische Erzählung
- IB 399 Sherwood Anderson: Aus dem Nirgends ins Nichts. Eine amerikanische Novelle
- IB 400 Rainer Maria Rilke: Ausgewählte Gedichte

### IB 401–500
| \| 1–100 \| 101– \| 201– \| 301– \| 401–500 \| 501– \| 560– \| 601– \| 701– \| 801– \| 901– \| 1001– \| 1101– \| 1201– \| 1301– \| 1401– \| 1501– \| 2001– \| 2501– \| |
| --- |

- IB 401 Felix Timmermans: Aus dem schönen Lier. Mit Zeichnungen des Dichters
- IB 402 Wilhelm Hey: Noch fünfzig Fabeln für Kinder. Mit Lithographien von Otto Speckter
- IB 403/1 Klabund: Pjotr. Roman eines Zaren
- IB 403/2 Clemens Brentano: Briefe. Ausgewählt von Hubert Schiel
- IB 404/1 Maxim Gorki: Malwa. Novelle, übertragen von Arthur Luther
- IB 404/2 Die Gesichte der Schwester Mechthild von Magdeburg. Ausgewählt von Heinrich Adolf Grimm
- IB 405 Ricarda Huch: Fra celeste. Erzählung
- IB 406 Rainer Maria Rilke: Briefe an einen jungen Dichter
- IB 407 Omar-i-Kajjam: Die Sinnsprüche Omars des Zeltmachers. Aus dem Persischen übersetzt von Friedrich Rosen
- IB 408/1A Stefan Zweig: Kleine Chronik. Erzählungen
- IB 408/1B Stefan Zweig: Buchmendel. Novelle
- IB 408/2 Die schöne Magelona. Dem deutschen Volksbuch nacherzählt von Severin Rüttgers
- IB 409 Rainer Maria Rilke: Briefe an eine junge Frau
- IB 410 Wilhelm Schmidtbonn: Der kleine Wunderbaum. Zwölf Legenden
- IB 411/1 Arnold Ulitz: Boykott/Scharlach. Zwei Schülernovellen
- IB 411/2 Goethe: Pandora. Ein Festspiel
- IB 412/1 Josef Ponten: Die Uhr von Gold. Eine Erzählung
- IB 412/2 Richard Gäng: Die Heimfahrt des Andreas Kumlin. Novelle
- IB 413 Oscar Wilde: Der glückliche Prinz und andere Erzählungen. Übertragen von Franz Blei
- IB 414 Wilhelm Schäfer: Das fremde Fräulein. Zehn Anekdoten
- IB 415/1 Flodoard Freiherr von Biedermann (Hrsg.): Chronik von Goethes Leben
- IB 415/2 Der Magus im Norden. Aus den Schriften und Briefen von Johann Georg Hamann
- IB 416 Plato: Phaidros, oder vom Schönen. Übersetzt von Wilhelm Rechnitz
- IB 417/1 Aldous Huxley: Das Lächeln der Gioconda. Jung-Archimedes. Zwei Novellen
- IB 417/2 Franz Grillparzer: Ein Bruderzwist in Habsburg. Trauerspiel in 5 Aufzügen
- IB 418 Ein altes deutsches Weihnachtsspiel. Bearbeitet von Max Mell
- IB 419 D. H. Lawrence: Die Frau, die davonritt. Novelle
- IB 420 Felix Timmermans: Sankt Nikolaus in Not und andere Erzählungen. Übertragen von Anna Valeton-Hoos
- IB 421/1 Friedrich Nietzsche: Freundesbriefe. Ausgewählt von Richard Oehler
- IB 421/2 Konstantin Fedin: Begegnungen zwischen Saratow und Leningrad. Erzählungen
- IB 422/1 Stefan Zweig: Ausgewählte Gedichte
- IB 422/2 Georg Kolbe: Bildwerke. Vom Künstler ausgewählt
- IB 423 Balthasar Gracian: Hand-Orakel und Kunst der Weltklugheit. Übertragen von Arthur Schopenhauer
- IB 424 Wilhelm Hauff: Die Karawane. Märchen
- IB 425 Hermann Löns: Tiergeschichten
- IB 426 Karl Heinrich Waggerl: Das Wiesenbuch. Mit 16 Scherenschnitten des Verfassers
- IB 427/1 Josef Ponten: Der Gletscher / Die letzte Reise. Bergreisegeschichten
- IB 427/2 Herbert von Hoerner: Die letzte Kugel. Erzählung
- IB 428 D. H. Lawrence: Frohe Geister, eine englische Familie. Erzählungen
- IB 429 Ernest Claes: Hannes Raps. Eine Landstreicher-Geschichte
- IB 430/1 Ernst Bertram: Von deutschen Schicksal. Gedichte
- IB 430/2 Tschingis Aitmatow: Der erste Lehrer. Erzählung
- IB 431 Peter Dörfler: Jakobäas Sühne. Zwei Erzählungen aus den Bergen
- IB 432 Karl Wolfskehl, Friedrich von der Leyen (Hrsg.): Älteste deutsche Dichtungen. Urtext und Übertragung
- IB 433 Frans Masereel: Geschichte ohne Worte. Ein Roman in Bildern
- IB 434/1 Graf Alfred von Schlieffen: Gneisenau
- IB 434/2 Jean Paul: Des Luftschiffers Giannozzo Seebuch. Almanach für Matrosen
- IB 435/1 Gespräche Friedrichs des Großen mit Henri de Catt. Ausgewählt von Friedrich von Oppeln-Bronikowski
- IB 435/2 Ulrich Bäker: Etwas über William Shakespeares Schauspiele.... Unveränderter Nachdruck
- IB 436 Georg Trakl: Gesang des Abgeschiedenen. Gedichte
- IB 437 Eduard Mörike: Die Historie von der schönen Lau. Mit Zeichnungen von Moritz Schwind
- IB 438/1 Nietzsche-Brevier. Ausgewählt von Richard Oehler
- IB 438/2 Ivo Andrić: Der Weg des Alija Djerzelez und andere Erzählungen. übertragen von Werner Creutziger
- IB 439 Fritz Adolf Hünich (Hrsg.): Das kleine Wunderhorn. Deutsche Volkslieder
- IB 440 Notker der Stammler: Die Geschichten von Karl dem Großen
- IB 441 Brüder Grimm: Die Hausmärchen. Der Märchen erster Teil
- IB 442 Brüder Grimm: Mutiges Herz und starke Hand. Der Märchen zweiter Teil
- IB 443 Brüder Grimm: Buntes Spiel. Der Märchen dritter Teil
- IB 444/1 Helmut Berve: Kaiser Augustus
- IB 444/2 Michelangelo: Handzeichnungen. 48 farbige Tafeln
- IB 445/1 Mythen und Märchen von germanischen Göttern
- IB 445/2 Franz Carl Weiskopf: Der Traum des Friseurs Cimbura. Zwei Erzählungen
- IB 446/1 Eduard Spranger: Goethes Weltanschauung
- IB 446/2 Worte Meister Leonardos. Ausgewählt von Ernst Bertram
- IB 447/1 Werner Kortwich: Friesennot
- IB 447/2 Arthur Suhle: Mittelalterliche Brakteaten. 40 Bildtafeln
- IB 448 Hans Leip: Die Klabauterflagge. Erzählung
- IB 449 Adalbert Stifter: Der Hochwald. Eine Erzählung
- IB 450 Die Minnesinger in Bildern der Manessischen Handschrift
- IB 451 Klaus Groth: Quickborn. Herausgegeben von Hans Friedrich Blunck
- IB 452 Das Hausbuch. Bilder aus dem deutschen Mittelalter
- IB 453 Adalbert Stifter: Der Hagestolz. Erzählung
- IB 454 Hermann Hesse: Vom Baum des Lebens. Ausgewählte Gedichte
- IB 455 Die Briefe der Diotima an Hölderlin
- IB 456 Otto Nebelthau: Mein Gemüsegarten. Eine nützliche Unterweisung
- IB 457 Die Schellenkappe. Alte deutsche Schwänke
- IB 458 Brüder Grimm: Deutsche Sagen
- IB 459/1 Friedrich Schnack: Land ohne Tränen
- IB 459/2 Friedrich Wolf: Lucie und der Angler von Paris. Erzählung
- IB 460/1 Martin Beheim-Schwarzbach: Das Buch vom Schach
- IB 460/2 Franz von Gaudy: Humoresken und Satiren
- IB 461 Hugo von Hofmannsthal: Gedichte
- IB 462/1 Bismarcks Briefe an Schwester und Schwager
- IB 462/2 Schrift und Buchmalerei der Maya-Indianer. 24 farbige Tafeln
- IB 463/1 Josef Ponten: Die Bockreiter
- IB 463/2 Clemens Brentano: Baron Hüpfenstich. Ein Märchen. Mit Zeichnungen von Hanna Preetorius
- IB 464/1 Eugen Kühnemann: Schiller und seine Welt
- IB 464/2 Stephan Hermlin: Reise eines Malers in Paris
- IB 465 Die chinesische Flöte. Nachdichtungen von Hans Bethge
- IB 466 Bettina in ihren Briefen
- IB 467 Wilhelm von Scholz: Die Beichte
- IB 468 Stijn Streuvels: Der Arbeiter. Erzählung
- IB 469 Ricarda Huch: Quellen des Lebens
- IB 470 Otto Nebelthau: Mein Obstgarten
- IB 471/1 Edzard H. Schaper: Die Arche, die Schiffbruch erlitt. Novelle
- IB 471/2 Nikolaus Lenau: Die Albigenser. Freie Dichtungen
- IB 472 Heinrich Seuse: Das Büchlein der ewigen Weisheit
- IB 473 Gottfried Keller: Hadlaub. Novelle
- IB 474 Gunnar Gunnarsson: Das Haus der Blinden. Erzählung
- IB 475/1 Rudolf G. Binding: Die Geliebten. Gedichte
- IB 475/2 Anna Seghers: Sagen von Artemis
- IB 476 Die höchst ergötzlichen Predigten des Jobst Sackmann
- IB 477 Deutsches Handwerk im Mittelalter. Bilder aus dem Nürnberger Stiftungsbuch
- IB 478 Wilhelm Busch: Schein und Sein
- IB 479 Wilhelm Hauff: Das kalte Herz
- IB 480 Rainer Maria Rilke: Der ausgewählten Gedichte anderer Teil
- IB 481 Heinrich von Kleist: Über das Marionettentheater. Aufsätze und Anekdoten
- IB 482 Goethes Spruchweisheit. Sprüche in Prosa
- IB 483 Ernest Claes: Die Heiligen von Sichem
- IB 484 Wolfram Eberhard (Hrsg., Übers.): Chinesische Volksmärchen
- IB 485/1 Ernst Bertram: Von der Freiheit des Wortes
- IB 485/2 Bodo Uhse: Der Weg zum Rio Grande. Erzählungen
- IB 486/1 Heinrich von Treitschke: Der Wiener Kongreß
- IB 486/2 Reinhold Schneider: Die Tarnkappe
- IB 487 Reinhard Buchwald (Hrsg.): Goethes schönste Briefe
- IB 488 Karl Preisendanz (Hrsg.): Griechische Lyrik
- IB 489 Theodor Mommsen: Römische Charaktere
- IB 490 Meister Eckhart: Reden der Unterweisung
- IB 491 Helene Voigt-Diederichs: Sonnenbrot. Mit Holzschnitten von J. L. Gampp
- IB 492 Hans Bethge: Japanischer Frühling. Nachdichtungen japanischer Lyrik
- IB 493 Goethe: Die Leiden des jungen Werthers (Urfassung von 1774)
- IB 494 Kurt Brzoska (Hrsg.): Das kleine Rätselbuch. Deutsche Volksrätsel
- IB 495 Freerk Haye Hamkens (Hrsg.): Der Bordesholmer Altar Meister Brüggemanns. 48 Bildtafeln
- IB 496 Dichtungen des Michelangelo. Übertragen von Rainer Maria Rilke
- IB 497/1 Hans Friedrich Blunck: Erstaunliche Geschichten
- IB 497/2 Menandros: Das Schiedsgericht. Komödie
- IB 498/1 Friedrich Schnack: Geschichten aus Heimat und Welt
- IB 498/2 Heinrich Böll: Irisches Tagebuch
- IB 499 Tschuang-Tse: Dichtung und Weisheit
- IB 500 Hans Carossa: Gedichte

### IB 501–559
| \| 1–100 \| 101– \| 201– \| 301– \| 401– \| 501–559 \| 560– \| 601– \| 701– \| 801– \| 901– \| 1001– \| 1101– \| 1201– \| 1301– \| 1401– \| 1501– \| 2001– \| 2501– \| |
| --- |

- IB 501 Goethe: West-östlicher Divan. Mit persischen Titelbild des Originals von 1819, 1937
- IB 502/1 Richard Wagner: Die Meistersinger von Nürnberg, 1937
- IB 502/2 Hermann Hesse: Klingsors letzter Sommer. Erzählung, W 1951
- IB 503 Das kleine Pilzbuch. Einheimische Pilze nach der Natur gezeichnet von Willi Harwerth, 1937
- IB 504/1 Georg Haupt (Hrsg.): Ein Deutscher, kleine Schriften von Rudolf Koch. Auswahl, 1937
- IB 504/2 Stephan Hermlin: Balladen. Ausgewählt von Sina Witt, L 1965
- IB 505 Die Bildwerke des Naumburger Doms. 44 Bildtafeln mit Grundriss und Tafelverzeichnis, 1937
- IB 506 Adolf von Grolman (Hrsg.): Briefe Hölderlins, 1937
- IB 507 Wilhelm Busch: Hernach. Mit 59 Illustrationen nach den Handzeichnungen, 1937
- IB 508 Felix Timmermans: Beim Krabbenkocher. Erzählung, übertragen von Peter Mertens, 1937
- IB 509 Kudrun. Dem alten Epos nacherzählt von Severin Rüttgers, 1937
- IB 510 Ruth Schaumann: Der Petersiliengarten. Ein Märchen, 1937
- IB 511 Joseph Conrad: Jugend. Erzählung übertragen von Ernst Wolfgang Freissler, 1937
- IB 512/1 Katharina Kiepenheuer (Hrsg.): Deutsche Gedichte. Auswahl, 1937
- IB 512/2 Heinrich Böll: Das Brot der frühen Jahre. Erzählung, L 1964
- IB 513 Pindars Olympische Hymnen. Übertragen von Franz Dornseiff, 1937
- IB 514/1 Edzard Schaper: Das Lied der Väter. Erzählung, 1937
- IB 514/2 Georg Maurer: Im Blick der Uralten, ein Zyklus. Gedichte, L 1965
- IB 515 Das kleine Buch der Greife, Einheimische Raubvögel. Mit 24 farbigen Bildtafeln, 1937
- IB 516 Max Mell (Hrsg.): Briefe Mozarts, 1937
- IB 517 Die Muttergottes, Deutsche Bildwerke. Ausgewählt von Richard Graul mit 47 Bildtafeln, 1937
- IB 518 Adalbert Stifter: Der Heilige Abend. Erzählung »Bergkristall«. Mit bibliographischer Bemerkung des Verlages, 1937
- IB 519 Peter Schäfer und Max Bense (Hrsg.): Kierkegaard-Brevier, 1937
- IB 520 Fujijama, Der ewige Berg Japans. 36 Holzschnitte von Hokusai, 1937
- IB 521/1 Konrad Weiß: Die kleine Schöpfung. Mit 38 Federzeichnungen von Karl Casper, 1937
- IB 521/2 Ricarda Huch: Der falsche Großvater. Erzählung, W 1950
- IB 522 Karl Heinrich Waggerl: Kalendergeschichten, 1937
- IB 523/1 Friedrich Nietzsche: Vom Nutzen und Nachteil der Historie für das Leben. Herausgegeben von Hans Freyer, 1937
- IB 523/2 Edith Fründt (Hrsg.): Spätgotische Bildwerke aus den Staatlichen Museen zu Berlin. Mit 48 Bildtafeln, L 1965
- IB 524 Frans Eemil Sillanpää: Die kleine Tellervo. Finnische Gestalten übertragen von Rita Öhquist, 1938
- IB 525 Friedrich Schiller: Gedichte, 1938
- IB 526 Otto Clemen (Hrsg.): Hutten der Deutsche / Gedichte / Aus der Türkenrede / Arminius. Mit Titel-Holzschnitt, 1938
- IB 527 Luther-Brevier. Gestaltet von Friedrich Schulze-Maizier, 1938
- IB 528 Gottfried Keller: Briefe. Ausgewählt von Carl Beck, 1938
- IB 529 Latinische Gärten. Eine Auswahl römischer Gedichte von Karl Preisendanz, 1938
- IB 530 Brüder Grimm: Hans im Glück. Märchen mit 10 farbigen Bildern von Willi Härwerth, 1938
- IB 531 Anton Coolen: Weihnachten in Brabant. Erzählungen, 1938
- IB 532 Johann Wilhelm Ritter: Fragmente aus dem Nachlaß eines jungen Physikers, 1938
- IB 533 Gertrud von le Fort: Die Opferflamme. Erzählung, 1938
- IB 534 Wilhelm Heinrich Wackenroder und Ludwig Tieck: Herzensergießungen eines kunstliebenden Klosterbruders, 1938
- IB 535/1 Briefe des Generalfeldmarschalls Graf Helmuth von Moltke. Ausgewählt von Friedrich von Cochenhausen, 1938
- IB 535/2 Edvard Munch: Graphik. 42 farbige Tafeln ausgewählt von Werner Timm, L+F
- IB 536/1 Charles Alexander Eastman: Die Seele des Indianers. Übertragen von Arno Dohm, 1938
- IB 536/2 Zsigmond Móricz: Sieben Kreuzer. Erzählungen, L 1967
- IB 537 Betrachtungen oder Moralische Sentenzen und Maximen des Herzogs von La Rochefoucauld. Übertragen von Fritz Adler, 1938
- IB 538/1 Hans Friedrich Blunck: Gestühl der Alten, 1939
- IB 538/2 Heinrich Heine: Geständnisse und Memoiren, L 1966
- IB 539/1 Manfred Mell: Adalbert Stifter. Essay, 1939
- IB 539/2 Steffen Dietzsch (Hrsg.): Nachtwachen von Bonaventura, L 1965
- IB 540 Reinhold Schneider: Elisabeth Tarakanow. Erzählung, 1939
- IB 541 Achim von Arnim: Der tolle Invalide auf dem Fort Ratonneau. Mit 10 Zeichnungen, 1939
- IB 542 Lieder des Hafis. Nachdichtungen von Hans Bethge, 1939
- IB 543 Marie von Ebner-Eschenbach: Aphorismen, 1939
- IB 544 Rudolf Bach (Hrsg.): Briefe der Frau Rat Goethe, 1939
- IB 545 Tilman Riemenschneider im Taubertal. Mit 48 Bildtafeln, 1939
- IB 546 Die Saga vom Skalden Gunnlang Schlangenzunge. Übertragen aus dem Altisländischen von Helmut de Boor, 1939
- IB 547 Felix Timmermans: Ich sah Cäcilie kommen. Erzählung übertragen von Peter Mertens
- IB 548/1 Maurice de Guérin: Der Kentauer. Übertragen von Rainer Maria Rilke, 1940
- IB 548/2 Maurice de Guérin: Der Kentauer. Die Bacchantin. Aufzeichnungen aus den Jahren 1833–1835, F 1964
- IB 549 Alfred Brehm: Das deutsche Wild. ausgewählt von Heinz Graupner, 1939
- IB 550 Albrecht Dürer: Aus dem Gebetbuch Kaiser Maximilians. 24 farbige Tafeln, 1939
- IN 551/1 Böhme-Brevier. Gestaltet von Friedrich Schulze-Maizier, 1939
- IB 551/2 William Makepeace Thackeray: Die Kickleburys am Rhein. Mit 15 Zeichnungen des Verfassers, L 1965
- IB 552/1 Friedrich Schnack: Das Waldkind. Ein kleiner Roman, 1939
- IB 552/2 Alphonse Daudet: Tartarin in den Alpen. Übertragen von Stephan Hermelin mit 10 Zeichnungen von Nuria Quevedo, L 1965
- IB 553/1 Die deutschen Lande im Gedicht. Ausgewählt von Rudolf Bach, 1939
- IB 553/2 Georg Maurer: Stromkreis. Gedichte, L 1964
- IB 554 Asciano Condivi: Das Leben des Michelangelo Buonarroti. Übertragen von Robert Diehl, 1939
- IB 555 Goethe: Handzeichnungen. Mit 24 farbigen Bildern, 1939
- IB 556 Philipp Otto Runge: Briefe. Ausgewählt von Hans Egon Gerlach, 1940
- IB 557 Christian Heinrich Kleukens: Die Kunst der Letter. Mit 39 Tafeln, 1940
- IB 558/1 Arthur Schopenhauer: Betrachtungen über die menschliche Seele und ihren Ausdruck. Psychologische Bemerkungen, 1939
- IB 558/2 Oscar Wilde: Das Granatapfelhaus. Der Märchen 2ter Teil mit 33 Zeichnungen von Rolf Kuhrt, 1965
- IB 559 Die schönsten Griechenmünzen Siziliens. 48 Bildtafeln ausgewählt von Max Hirmer, 1940

### IB 560–600
| \| 1–100 \| 101– \| 201– \| 301– \| 401– \| 501– \| 560–600 \| 601– \| 701– \| 801– \| 901– \| 1001– \| 1101– \| 1201– \| 1301– \| 1401– \| 1501– \| 2001– \| 2501– \| |
| --- |

Ab 1945 in Leipzig, danach auch in Wiesbaden
- IB 560 Die Minnesinger in Bilder der Manessischen Handschrift. Zweite Folge mit 24 farbigen Tafeln, Leipzig 1945
- IB 561 Apulejus: Amor und Psyche. Mit 6 Bildtafeln übertragen von August Rode, Wiesbaden 1952
- IB 562/1 Federico García Lorca: Bluthochzeit. Lyrische Tragödie in 3 Akten, übertragen von Enrique Beck, W 1952
- IB 562/2 Christian Fürchtegott Gellert: Leben der schwedischen Gräfin von G.. Roman mit 22 Holzstichen von Helga Paditz
- IB 563 Romain Rolland: Antoinette. Erzählung, L 1952
- IB 564/1 Johann Heinrich Pestalozzi: Entfaltung der Menschlichkeit. Gedanken aus seinen Werken, W 1953
- IB 564/2 Villiers de l’Isle-Adam: Grausame Geschichten. Mit 12 Zeichnungen von Jiří Šalamoun, L 1967
- IB 565/1 Der Elisabethschrein in Marburg. 40 Bildtafeln, W 1953
- IB 565/2 Anne Gabrisch (Hrsg.): Schattenbilder der Goethezeit. 55 Bildtafeln, L 1966
- IB 566/1 Federico García Lorca: Zigeuner-Romanzen. Übertragen von Enrique Beck W 1953
- IB 566/2 Rainer Schwarz (Hrsg.): Die Gingkofee. 8 chinesische Volksmärchen, L 1978
- IB 567/1 Franz Marc: Tierstudien. 36 Handzeichnungen, W 1953
- IB 567/2 Atanas Daltschew: Gedichte. Übertragen von Adolf Endler und Uwe Grüning, L 1975
- IB 568/1 Ernest Claes: Das Leben und der Tod des Victalis van Gille. Erzählung, Wiesbaden 1953
- IB 568/2 William Shakespeare: Der Sturm. Übertragen von August Wilhelm Schlegel, L 1976
- IB 569 Oleg Erberg: Die Hexe. Die letzte Exekution. 2 afghanische Erzählungen, L 1954
- IB 570 Francisco Goya: Pinselzeichnungen. 32 Bildtafeln, W 1953
- IB 571 Friedrich Wolf: Beaumarchais oder die Geburt des Figaro. Ein Schauspiel, L 1954
- IB 572/1 Friedrich Schnack: Clarissa mit dem Weidenkörbchen. Naturdichtung, W 1953
- IB 572/2 Guy de Maupassant: Mademoiselle Fifi und andere Novellen. Übertragen von Eberhard Wesemann, L 1977
- IB 573/1 Martin Buber: Einsichten. Aus den Schriften gesammelt, W 1953
- IB 573/2 Aischylos: Prometheus in Fesseln. Übertragen von Dietrich Ebener, 1975
- IB 574/1 Wilhelm Raabe: Vom alten Proteus. Eine Hochsommergeschichte, W 1953
- IB 574/2 John Millington Synge: Die Aran-Inseln. Übertragen von Helgrunde Seidler und Hubert Witt, L 1975
- IB 575/1 Paul Hindemith: Johann Sebastian Bach. Ein verpflichtendes Erbe - Rede zum Bachfest in Hamburg 12. September 1950, W 1953
- IB 575/2 Ferdinand Anton (Hrsg.): Die Kunst Altmexikos. 48 zum Teil farbige Tafeln, L 1975
- IB 576/1 Johannes Kepler: Der Mensch und die Sterne. Aus seinen Werken und Briefen ausgewählt von Martha List, W 1953
- IB 576/2 Jules Barbey d’Aurevilly: Der rote Vorhang. 3 Novellen übertragen von Helene und Herbert Kühn
- IB 577 Henri Matisse: Frauen. 32 Radierungen, W 1953
- IB 578/1 Juan Ramón Jiménez: Platero und ich. Andalusische Elegie, W 1953
- IB 578/2 Alexander Newerow: Taschkent, die brotreiche Stadt. Erzählung, L 1976
- IB 579/1 Jean Paul: Horn und Flöte. Ausgewählt von Ernst Bertram, W 1953
- IB 579/2 Ingeborg Spriewald (Hrsg.): Hans Sachs: Ein wunderlicher Dialogus und neue Zeitung. Prosadialoge, L 1976
- IB 580/1 Gertrud von le Fort: Gedichte, W 1953
- IB 580/2 Washington Irving: Rip van Winkle. Ausgewählte Kurzgeschichten mit 37 Holzstichen von Hans-Joachim Walch, L 1976
- IB 581/1 Josef Mühlberger: Die Knaben und der Fluß. Erzählung, W 1954
- IB 581/2 Gotthold Ephraim Lessing: Epigramme. Mit 19 Kupferstichen von Egbert Herfurth, L 1976
- IB 582/1 Euripides: Die Mänaden. Übertragen von Ernst Buschor, W 1957
- IB 582/2 Christian Dietrich Grabbe: Napoleon oder die hundert Tage. Ein Drama in 5 Aufzügen, L 1976
- IB 583 Wilhelm Busch: Von mir über mich. mit Bilder von ihm selbst, L 1955
- IB 584 Martin Andersen Nexö: Zugvögel. 3 Erzählungen, L 1957
- IB 585 Stephan Hermlin: Der Leutnant Yorck von Wartenburg. Erzählung, L 1954
- IB 586 Wilhelm Raabe: Die schwarze Galeere. Erzählung, L 1954
- IB 587 Albert Maltz: So ist das Leben. Amerikanische Erzählungen, L 1954
- IB 588 Arabische Märchen. Aus mündlicher Überlieferung gesammelt und übertragen von Enoo Littmann, L 1954
- IB 589 Mao Tun: Seidenraupen im Frühling. 2 Erzählungen übertragen von Joseph Kalmer, L 1955
- IB 590 Iwan Menschikow: Die Frauen Chalimankos. 2 Erzählungen aus dem Leben der Samojeden, 1950
- IB 591/1 Max Kommerell: Hieronyma. Erzählung, W 1954
- IB 591/2 Jakob Wassermann: Das Gold von Caxamalca. Novelle mit 30 Illustrationen von Peter Laube, L 1976
- IB 592/1 Arthur Rimbaud: Gedichte. Übertragen von K. L. Ammer, W 1954
- IB 592/2 Nikolai Gogol: Wie sich Iwan Iwanowitsch mit Iwan Nikiforowitsch verfeindete. Übertragen von Karl Noetzel, L 1983
- IB 593/1 Rudolf Kassner: Von den Elementen der menschlichen Größe, W 1954
- IB 593/2 Manfred Lemmer (Hrsg.): Die Holzschnitte zu Sebastian Brants »Narrenschiff«. 121 Bildtafeln, L 1964
- IB 594 Henri de Toulouse-Lautrec: Lithographien. 38 Bildtafeln, W 1954
- IB 595/1 Gerhard Marcks: Tierplastik. 28 Bildtafeln, W 1954
- IB 595/2 George Bernard Shaw: John Bulls andere Insel. Komödie, W 1955
- IB 596/1 Elisabeth Hering: Li Tseh. Liebesgeschichte aus dem alten Korea, L 1955
- IB 596/2 Aphra Behn: Oroonoko oder Die Geschichte des königlichen Sklaven. Übertragen von Christine Hoeppener, L 1966
- IB 597/1 Goethe: Über die Natur. Aus seinen Schriften, W 1955
- IB 597/2 Katherine Mansfield: Eine indiskrete Reise. Ausgewählte Kurzgeschichten, L 1955
- IB 598 Michail M. Prischwin: Shen-Schen. Erzählung übertragen von Manfred von Busch, L 1955
- IB 599 Wieland Herzfelde: Das Steinerne Meer. Ungewöhnliche Begebenheiten, L 1955
- IB 600 Ernst Barlach: Taschenbuchzeichnungen. 36 Bildtafeln, L+W 1955

### IB 601–700
| \| 1–100 \| 101– \| 201– \| 301– \| 401– \| 501– \| 560– \| 601–700 \| 701– \| 801– \| 901– \| 1001– \| 1101– \| 1201– \| 1301– \| 1401– \| 1501– \| 2001– \| 2501– \| |
| --- |

- IB 601 Georg Maurer: Die Elemente. Freie Rhythmen, L 1955
- IB 602 Franz Carl Weiskopf: Heimkehr. 2 Erzählungen, L 1955
- IB 603 Erich Arendt: Tolú. Gedichte aus Kolumbien,L 1956
- IB 604 Aristide Maillol: Hirtenleben. 36 Holzschnitte, W 1954
- IB 605/1 Hugo von Hofmannsthal: Das Salzburger Große Welttheater, W 1954
- IB 605/2 Konstantin Paustowski: Regen in der Morgendämmerung. Erzählungen, L 1977
- IB 606 Erhard Göpel (Hrsg.): Deutsche Holzschnitte des XX. Jahrhunderts. 42 Bildtafeln, W 1955
- IB 607 Ricarda Huch: Bilder aus dem Dreißigjährigen Krieg, L 1955
- IB 608 Pablo Neruda: Holzfäller, wach auf! Hymnus auf den Frieden, Spanisch und deutsch. L 1955
- IB 609/1 Rudolf Hagelstange: Venezianisches Credo. Sonette, W 1954
- IB 609/2 Plautus: Menaechmi. Eine Komödie, L 1977
- IB 610 Alfred de Vigny: Der Rohrstock. Die Geschichte vom Leben und Sterben des Hauptmann Renaud, W 1954
- IB 611 Emil Preetorius (Hrsg.): Japanische Farbenholzschnitte. 23 mehrfarbige Tafeln, W 1955
- IB 612/1 Dieter Ohly (Hrsg.): Griechische Gemmen. 27 Bildtafeln, W 1957
- IB 612/2 Arthur Schnitzler: Leutnant Gustl. Fräulein Else. Zwei Monolognovellen, L 1983
- IB 613/1 Jean-Etienne Liotard: Die Kinder der Kaiserin. 12 farbige Bildnisse, W 1955
- IB 613/2 Die Geschichte vom reichen Kaufmann Karp Sutulow und seiner klugen Frau. Russische Erzählungen, L 1977
- IB 614/1 Friedrich Schiller: Briefe. Ausgewählt von Reinhard Buchwald, W 1955
- IB 614/2 Friedrich von Logau: Die tapfere Wahrheit. Sinngedichte, L 1978
- IB 615/1 Gertrud von le Fort: Die Consolata. Erzählung, W 1955
- IB 615/2 Friedrich Schiller: Maria Stuart. Ein Trauerspiel, L 1978
- IB 616 Michelangelo: Sibyllen und Propheten. 24 farbige Bilder nach Fresken der sixtinischen Kapelle, L+W 1955 (vorher IB 165/3, 1939)
- IB 617 Ion Luca Caragiale: Eine stürmische Nacht. Lustspiel in 2 Akten, L 1956
- IB 618/1 Friedrich Michael (Hrsg.): Jahrhundertmitte. Deutsche Gedichte der Gegenwart, W 1955
- IB 618/2 E. T. A. Hoffmann: Klein Zaches genannt Zinnober. Mit elf Holzstichen von Christa Jahre, L 1978
- IB 619/1 Carl A. Willemsen (Hrsg.): Castel del Monte. Die Krone Apuliens mit 32 Bildtafeln, W 1955
- IB 619/2 Wilhelm Raabe: Die Chronik der Sperlingsgasse. Roman, L 1955
- IB 620 Gerhart Hauptmann: Der Ketzer von Soana. Erzählung, L 1958
- IB 621 Ferdinand von Saar: Die Steinklopfer. Erzählung, L 1962
- IB 622 Schwänke des Hodschas Nasreddin. Mit 17 Zeichnungen von Günter Blochberger, L 1962
- IB 623/1 William Faulkner: Scheckige Mustangs. Erzählung, W 1956
- IB 623/2 Aristophanes: Die Wolken. Komödie, L 1978
- IB 624/1 Scholem-Alejchem: Eine Hochzeit ohne Musikanten. Erzählungen. Mit 16 Zeichnungen von Ben Shahn, F 1961
- IB 624/2 Honoré de Balzac: Das verfluchte Kind. Novelle, L 1978
- IB 625/1 Franz Josef Nüß (Hrsg.): Der Passionsaltar des Meisters Loedewich in der St. Nikolaikirche zu Kalkar. 36 Bildtafeln, W 1956
- IB 625/2 Alexander Puschkin: Boris Godunow. Drama mit 13 Holzschnitten, L 1988
- IB 626 Ernst Buscher (Hrsg.): Carmina Burana. Benediktbeurer Lieder, lateinisch und deutsch, W 1956
- IB 627/1 Massimo Bontempelli: Fahrt der Europa. Erzählung mit 10 Federzeichnungen von Robert Pudlich, W 1956
- IB 627/2 William Shakespeare: Troilus und Cressida. übertragen von Bernd K.Tragelehn, L 1978
- IB 628/1 Peter Gan: Preis der Dinge. Gedichte vom Verfasser ausgewählt, W 1956
- IB 628/2 William Butler Yeats: Geschichten von Rot-Hanrahan, L 1978
- IB 629/1 Lyonel Feininger: Rotes Meer und gelbe Schiffe. 16 Farbtafeln nach Aquarellen des Künstlern, F 1961
- IB 629/2 Thüring von Ringoltingen: Die Historie von der schönen Melusina. Mit 54 Holzschnitten, L 1957
- IB 630 Robert Oertel (Hrsg.): Frühe italienische Tafelbilder. 20 Meisterwerke des Lindenau-Museums, L 1957
- IB 631 Christian Morgenstern: Briefe, L 1957
- IB 632 Michail Scholochow: Aljoschkas Herz. Fremdes Blut. Zwei Erzählungen, L 1962
- IB 633 Ernst Toller: Das Schwalbenbuch, L 1957
- IB 634 Alexander Puschkin: Dubrowskij. Erzählung, L 1960
- IB 635 Werner Gilles: Mythische Landschaft. 16 Farbtafeln nach Aquarellen des Künstlers, F 1962
- IB 636 Ch’i Po-shih: Farbige Pinselzeichnungen. 22 Tafeln, L+W 1956
- IB 637/1 Thomas Mann: Meerfahrt mit Don Quijote, W 1956
- IB 637/2 Heinrich Heine: Gedichte. Ausgewählt von Renate Francke, L 1979
- IB 638/1 Eine Welt schreibt an Goethe. Übertragung fremdsprachiger Briefe, W 1956
- IB 638/2 Hermann Hesse: Märchen, L 1979
- IB 639/1 Martin Buber: Stationen des Glaubens. Aus den Schriften gesammelt, W 1956
- IB 639/2 Wsewolod Garschin: Attalea Princeps. Erzählungen, L 1988
- IB 640/1 Hans Carossa: Die Frau vom guten Rat. Eine Erzählung von 1947, W 1956
- IB 640/2 Carl Blechen: Italienische Skizzen. 32 farbige Tafeln, L 1979
- IB 641/1 Frühe Plastik aus Sardinien. 30 Bildtafeln ausgewählt von Jürgen Thimme, W 1956
- IB 641/2 O. Henry: Bekenntnisse eines Humoristen. Ausgewählte Kurzgeschichten, L 1979
- IB 642/1 Paul Valéry: Die Krise des Geistes. 3 Essays, W 1956
- IB 642/2 Eugene O’Neill: Fast ein Poet. Drama in vier Akten, L 1979
- IB 643 Honoré Daumier: Das Parlament der Juli-Monarchie. 36 Bildtafeln nach den Bronzeplastiken, L+W 1959
- IB 644 Maxim Gorki: Nachtasyl. Szenen aus der Tiefe in 4 Akten, L 1957
- IB 645/1 Jack London: Geschichten aus Alaska. Übertragen von Erwin Magnus, W 1957
- IB 645/2 Albrecht von Eyb: Ehebüchlein. Bearbeiteter frühneuhochdeutscher Text, L 1986
- IB 646/1 José Ortega y Gasset: Gespräch beim Golf. 4 Essays, W 1957
- IB 646/2 Konstantinos Kavafis: Gedichte. Griechisch und deutsch, L 1979
- IB 647/1 Heinrich Böll: Im Tal der donnernden Hufe. Erzählung, W 1957
- IB 647/2 Ana Maria Matute: Seltsame Kinder. Erzählungen, L 1979
- IB 648 Pablo Neruda: Zwanzig Liebesgedichte und ein Lied der Verzweiflung. Spanisch und deutsch, L 1958
- IB 649 Heinrich Mann: Madame Legros. Drama in 3 Akten, L 1958
- IB 650 Deutsche Porträtplastik des 20. Jahrhunderts. 40 Bildtafeln ausgewählt von Gustav Seitz, L+W 1958
- IB 651/1 Gotthold Ephraim Lessing: Über das Theater. Aus seinen Schriften, W 1957
- IB 651/2 Percy Bysshe Shelley: Der entfesselte Prometheus. Lyrisches Drama in 4 Akten, L 1979
- IB 652/1 Rudyard Kipling: Geschichten aus Indien. Übertragen von Hans Reisiger, W 1957
- IB 652/2 Robert Musil: Drei Frauen. Novellen, L 1980
- IB 653/1 Thornton Wilder: Glückliche Reise. Zwei Einakter, W 1957
- IB 653/2 Nathaniel Hawthorne: Der schwarze Schleier. Ausgewählte Erzählungen, L 1980
- IB 654 Honoré de Balzac: Das Mädchen mit den Goldaugen. Erzählung mit 15 Holzstichen von Theo Kurpershoek, F 1961
- IB 655 Johann Sebastian Bach: Sonaten und Partiten für Violine allein. Wiedergabe von 44 Handschriftseiten, L+W 1958
- IB 656/1 Elsa Sophia von Kamphoevener: Ali, der Meisterdieb. Eine Geschichte alttürkischer Nomaden, W 1957
- IB 656/2 Leopold Friedrich Günther Goeckingk: Briefe eines Reisenden an Herrn Drost von LB, L 1981
- IB 657/1 Gertrud von le Fort: Plus ultra. Erzählung, W 1957
- IB 657/2 Alexander Blok: Des Himmels lichter Rand. Gedichte russisch und deutsch, L 1980
- IB 658/1 Paul Valéry: Herr Teste. Übertragen von Max Rychner, W 1957
- IB 658/2 Mihail Sadoveanu: Bärenauge. Erzählungen, L 1980
- IB 659 Maxim Gorki: Geschichten aus Italien. Russisch und deutsch, L 1957
- IB 660/1 T. S. Eliot: Das wüste Land. Gedichte englisch und deutsch, W 1957
- IB 660/2 Gianlorenzo Bernini: Zeichnungen. 32 farbige Tafeln, 1982
- IB 661 Wilhelm Busch: Hans Huckebein, der Unglücksrabe. Reproduktion, Handschrift mit 48 kolorierten Federzeichnungen, W 1958
- IB 662/1 Franz Kafka: Die Verwandlung. Erzählung, W 1958
- IB 662/2 Francis Scott Fitzgerald: Wiedersehen mit Babylon. Ausgewählte Erzählungen, L 1981
- IB 663/1 William Blake: Gedichte. Übertragen von Georg von der Vring, W 1958
- IB 663/2 Marcel Proust: Der Gleichgültige. Erzählung, französisch und deutsch, L 1981
- IB 664 Urs Graf: Federzeichnungen. 36 Bildtafeln, W 1958
- IB 665/1 Edwin Fischer: Von den Aufgaben des Musikers, W 1960
- IB 665/2 Joseph Conrad: Ein Vorposten des Fortschritts und andere Erzählungen. Übertragen von Irmgard Nickel, L 1981
- IB 666 Anton Tschechow: Meine Frau. Erzählung, W 1958
- IB 667/1 Günter Eich: Allah hat hundert Namen. Ein Hörspiel, W 1958
- IB 667/2 Johann Gottfried Herder: Der Cid. Nach spanischen Romanzen, L 1984
- IB 668/1 Ina Seidel: Gedichte. Von der Dichterin ausgewählt, W 1958
- IB 668/2 Nigellus von Longchamps: Narrenspiegel oder Burnellus der Esel, der einen längeren Schwanz haben wollte, L 1982
- IB 669/1 Hans Wimmer: Bildnisse einer Zeit. 32 Bildtafeln, W 1958
- IB 669/2 Enea Silvio Piccolomini: Euryalus und Lukrezia. Die Geschichte zweier Liebender, L 1982
- IB 670/1 Karl Heinrich Waggerl: Wagrainer Tagebuch, W 1959
- IB 670/2 Johann Wolfgang Goethe: Iphigenie auf Tauris. Prosafassung von 1781
- IB 671 Anna Seghers: Die Hochzeit von Haiti. Erzählung, L 1961
- IB 672 August Kopisch: Kleine Geister. Mit 39 Illustrationen von Rolf F. Müller, L 1959
- IB 673/1 Fürstliches Jagen. 16 Farbtafeln nach Gemälden von Johann Heinrich Tischbein, F 1961
- IB 673/2 Mihai Eminescu: Hunderte von Masten. Gedichte, L 1982
- IB 674/1 Werner Helwig: Der Gerechtigkeitssattel. Eine marokkanische Erzählung, F 1962
- IB 674/2 Rudolf Große (Hrsg.): Martin Luthers Sprichwortsammlung. Wiedergabe der Luther-Handschrift, L 1983
- IB 675 Frans Masereel: Die Idee. 83 Holzschnitte, L 1959
- IB 676 Langston Hughes: Lachen um nicht zu weinen. Erzählungen, W 1958
- IB 677/1 Tibor Déry: Der Riese. Erzählung, übertragen von Ivan Nagel, W 1958
- IB 677/2 Georg Heym: Der Dieb. Ein Novellenbuch, 7 Novellen, L 1958
- IB 678/1 Gerhard Wietek (Hrsg.): Maler der Brücke. Farbige Kartengrüße an Rosa Schapire, W 1958
- IB 678/2 Hviezdoslav: Mit dem Olivenzweig kehr bei uns ein. Sonette, slowakisch und deutsch, L 1983
- IB 679 Christian Fürchtegott Gellert: Fabeln und Erzählungen. Mit 9 Kupfern von Johann Heinrich Meil, W 1959
- IB 680/1 Rainer Maria Rilke: Ewald Tragy. Erzählung, W 1959
- IB 680/2 Washington Irving: Little Britain und andere Skizzen. Übertragen von Barbara Cramer-Neuhaus, L 1983
- IB 681/1 Federico García Lorca: Das kleine Don Cristóbal-Retabel. Posse für Puppentheater mit 8 Holzschnitten von Frans Masereel, W 1960
- IB 681/2 Marcel Schwob: Das Buch von Monelle. Übertragen von Franz Blei, 1983
- IB 682/1 Joan Miró: Farbige Lithographien. 22 Bildtafeln, W 1959
- IB 682/2 Paul Verlaine: Ausgewählte Gedichte. Übertragen von Wolf Graf v.Kalckreuth, L 1983
- IB 683/1 Arnold Schönberg: Fünfzehn Gedichte aus dem »Buch der hängenden Gärten« von Stefan George. Für Gesang und Klavier, W 1959
- IB 683/2 Païssi von Chilandar: Slawobulgarische Geschichte. Mit Herrschertabellen, L
- IB 684 Adalbert Stifter: Abdias. Eine Erzählung, L 1959
- IB 685/1 Dieter Narr (Hrsg.): Johann Michael Sailer: Die Weisheit auf der Gasse. Deutsche Sprichwörter, W 1959
- IB 685/2 Ugo Foscolo: Letzte Briefe des Jacopo Ortis. Übertragen von Heinrich Luden, L 1984
- IB 686/1 Albert Camus: Jonas oder Der Künstler bei der Arbeit. Erzählung, W 1959
- IB 686/2 Gustave Flaubert: November. Fragmente mit 10 Zeichnungen, L 1984
- IB 687/1 Rudolf Hagelstange: Ballade vom verschütteten Leben, W 1959
- IB 687/2 D. H. Lawrence: Chrysanthemenduft. Ausgewählte Erzählungen, L 1984
- IB 688/1 Karl Kraus: Die Sprache. Ausgewählt von Heinrich Fischer, W 1959
- IB 688/2 Wilhelm Raabe: Meister Autor oder Die Geschichten von versunkenen Garten, L 1985
- IB 689 Das Igor-Lied. Eine Heldendichtung. Russisch und deutsch übertragen von Rainer Maria Rilke, L 1960
- IB 690 Wilhelm Busch: Drei Märchen. Mit kolorierten Federzeichnungen aus 33 Tafeln, L+W 1959
- IB 691 Albert Schaefer-Ast: Fabuleux. 35 Radierungen, W+L 1960
- IB 692 Kuan Liang: Gestalten und Szenen der Peking-Oper. 24 farbige Pinselzeichnungen, L+W 1959
- IB 693/1 Henry James: Daisy Miller. Erzählung, W 1959
- IB 693/2 Stephen Crane: Schwarze Reiter. Ausgewählte Gedichte in Deutsch und Amerikanisch, L 1985
- IB 694/1 Gertrud von le Fort: Die Tochter Farinatas. Erzählung, W 1959
- IB 694/2 George W. Cable: Tite Poulette und andere Kreolengeschichten. Erzählungen, L 1986
- IB 695/1 Horst Rüdiger (Hrsg.): Winckelmanns Tod. Die Originalberichte, W 1959
- IB 695/2 Gisbert Jänicke (Übers., Hrsg.): Die Geschichte von Kullerwo. 6 Lieder aus dem »Kalewala«, L 1985
- IB 696/1 Christian Morgenstern: Das Mondschaf. Eine Auswahl an Galgenliedern deutsch und englisch, W 1959
- IB 696/2 Ilja und der Räuber Nachtigall. Altrussische Bylinen übertragen von Wolfgang E. Groeger, L 1986
- IB 697 Abraham a Santa Clara: Adams-Kinder, W 1959
- IB 698/1 Russische Lyrik des XX. Jahrhunderts. Ausgewählt von Gisela Drohla, W 1959
- IB 698/2 Ekkehart (I. von Sankt Gallen): Waltharius. Lateinisch und deutsch übertragen von Karl Langosch, L 1988
- IB 699 Wolfgang Borchert: Draußen vor der Tür. Schauspiel. Theaterstück, L 1960
- IB 700/1 Der Sankt-Annen-Altar des Wolf Huber. 20 farbige Tafeln, W 1959
- IB 700/2 Friedrich Wilhelm Zachariä: Der Renommist. Ein scherzhaftes Heldengedicht, L 1989

### IB 701–800
| \| 1–100 \| 101– \| 201– \| 301– \| 401– \| 501– \| 560– \| 601–\| 701–800 \| 801– \| 901– \| 1001– \| 1101– \| 1201– \| 1301– \| 1401– \| 1501– \| 2001– \| 2501– \| |
| --- |

- IB 701 Nikolai Leskow: Lady Macbeth von Mzensk. Erzählung
- IB 702 Iwan Turgenjew: Ein König Lear der Steppe. Erzählung
- IB 703 Andreas Gryphius: Gedichte. Ausgewählt von Magnus Enzensberger
- IB 704/1 Miguel Ángel Asturias: Legenden aus Guatemala. Vorwort von Paul Valéry
- IB 704/2 Cyprian Norwid: Das Geheimnis des Lord Singelworth. Novellen
- IB 705 Die schöne Li. 2 chinesische Liebesgeschichten aus der Tang-Zeit, übertragen von Franz Kuhn
- IB 706 Das Leben des Lazarillo von Tormes. Seine Freuden und Leiden. Erster Schelmenroman, übertragen von Helene Henze
- IB 707/1 K. F. Edmund von Freyhold: Hasenbuch. Mit Versen von Christian Morgenstern
- IB 707/2 August Strindberg: Historische Miniaturen. Erzählungen
- IB 708 Heinrich Mann: Zola. Essay
- IB 709 Ōgai Mori: Die Wildgans. Roman, übertragen aus dem Japanischen
- IB 710 Robert Schumann: Liederkreis. 12 Gesänge von Joseph von Eichendorff
- IB 711 Albrecht Goes: Goethes Mutter. Eine Rede
- IB 712 Bo Dschü-I: Gedichte. Mit 4 Holzschnitten übertragen aus dem Chinesischen
- IB 713 Igor Strawinsky: Musikalische Poetik. 7 Vorlesungen
- IB 714 Virginia Woolf: Die Dame im Spiegel. Fünf Erzählungen
- IB 715 Friedrich Sieburg: Helden und Opfer. 5 historische Miniaturen
- IB 716 John Keats: Gedichte. Übertragen von Heinz Piontek
- IB 717 Oskar Schlemmer: Aquarelle. Mit 20 farbigen Tafeln
- IB 718 Michel de Montaigne: Von der Freundschaft. Übertragen von Hans Staub
- IB 719 Rudolf Hagelstange: Huldigung. zu Droste, Eichendorff und Schiller
- IB 720 Jules Supervielle: Ochs und Esel bei der Krippe. Erzählung
- IB 721 Hans Purrmann: Sommer auf Ischia. 16 Farbtafeln nach Ölgemälden des Künstlers
- IB 722 Karl Krolow (Hrsg.): Spanische Gedichte des XX.Jahrhunderts. Spanisch und deutsch
- IB 723 Theodor Heuss: Friedrich Naumann und die deutsche Demokratie. Rede vom 8. März 1960 in Paris
- IB 724 Johann Nestroy: Des wüsten Lebens flücht’ger Reiz. Theaterlieder
- IB 725 Das kleine Insektenbuch. 22 farbige Tafeln nach Aquarellen von Uwe Bangert
- IB 726 Sophokles: König Oidipus. Eine Tragödie
- IB 727 Guan Hsiu: Die sechzehn Lohans. 32 Bildtafeln nach chinesischen Steinabreibungen
- IB 728 Arnold Zweig: Baruch Spinoza. Porträt eines freien Geists
- IB 729 Herman Melville: Kikeriki oder Das Krähen des edlen Hahnes Beneventano. Erzählung
- IB 730 Saint-John Perse: Exil. Gedicht an eine Fremde
- IB 731 Leo N. Tolstoi: Nach vierzig Jahren. Volkserzählung
- IB 732 Frank O’Connor: Bitterer Whisky. 5 irische Erzählungen
- IB 733 Oskar Loerke: Das alte Wagnis des Gedichts. Zwei Essays
- IB 734 Gottfried Benn: Roman des Phänotyp. Landsberger Fragment 1944
- IB 735 Wladimir Porché: Karamel. Eine Geschichte aus dem Vallespir
- IB 736 Angus Wilson: Mehr Freund als Untermieter. Erzählung
- IB 737 Paul-Wolfgang Wührl (Hrsg.): Italienische Gedichte des XX.Jahrhunderts. Italienisch und deutsch
- IB 738 Bettina Seipp: Rom – gestern und heute
- IB 739 Miguel de Unamuno:  San Manuel der Gute. Erzählung
- IB 740 Menander: Der Menschenfeind (Dyskolos). Komödie
- IB 741 Reinhold Schneider: Las Casas vor Karl V.. Szenen aus der Konquistadorenzeit
- IB 742 Alphonse Daudet: Tartarin von Tarascon. Roman
- IB 743 André Gide: Aufzeichnungen über Chopin. Mit 16 Notenbeispielen
- IB 744 Auf dem Berg Athos. Mit 26 Abbildungen nach Fotos von Jacques Lacarriere und Nachwort von Erich Kästner
- IB 745 Irmtraud Schaarschmidt-Richter (Hrsg.): Ikebana. Meisterwerke japanische Blumenkunst
- IB 746 Reinhold Schneider: Das Erdbeben. Erzählung
- IB 747 Clara Rilke (Hrsg.): Rainer Maria Rilke: Briefe über Cezanne
- IB 748 Wilhelm Lehmann: Kunst des Gedichts. 7 Essays
- IB 749 Georg Heym: Umbra vitae. Nachgelassene Gedichte mit 46 Holzschnitten
- IB 750 Hugo von Hofmannsthal: Kleine Dramen
- IB 751 Egon Erwin Kisch: Hintergründe der Geschichte
- IB 752 Rainer Behrends (Hrsg.): Künstlerische Schachfiguren aus zehn Jahrhunderten. 45 Bildtafeln
- IB 753 Niccolò Machiavelli: Mandragola. Komödie in 5 Aufzügen
- IB 754 Miguel de Cervantes Saavedra: Fräulein Cornelia. Novelle mit 7 Holzstichen von Imre Reiner
- IB 755 H. Rosenfeld / E. Kohlmann (Hrsg.): Die schönsten deutschen Spielkarten. 79 Abbildungen
- IB 756 František Kubka: Wie der Soldat Iwan Iwanowitsch zu einem Kreuz kam. Novelle
- IB 757 Kalidasa: Sakuntala. Drama übertragen von Carl Capeller
- IB 758 Gottfried-Keller-Brevier. Ausgewählt von Franz Hammer
- IB 759 Friedrich Schlegel / Friedrich Schleiermacher: Lucinde / Vertraute Briefe über Schlegels Lucinde
- IB 760 Anne Braun (Hrsg.): Kinderzeichnungen aus aller Welt. 36 farbige Tafeln
- IB 761 Georg Weerth: Streiflichter auf Old England
- IB 762 Barlach im Gespräch. ausgezeichnet von Friedrich Schult
- IB 763 Johann Gottfried Seume: Mit dem Stempel der Wahrheit
- IB 764 Louis Fürnberg: Ein Herz, von einem Traum genährt. Ausgewählte Gedichte
- IB 765 Albert Ebert: Poesie des Alltags. 20 farbige Tafeln
- IB 766 François Mauriac: Die Tat der Thérèse Desqueyroux. Roman
- IB 767 Adalbert Stifter: Der fromme Spruch. Erzählung
- IB 768 Heinrich Böll: Als der Krieg ausbrach. Als der Krieg zu Ende war. 2 Erzählungen
- IB 769 Trilussa (Carlo Alberto Salustri): Der erste Haifisch und andere Fabeln. Aus dem römischen Volksdialekt übertragen
- IB 770 Ernst Ludwig Kirchner: Im Tanzcafe. Mit 29 Zeichnungen
- IB 771 Robert Minder: Kultur und Literatur in Deutschland und Frankreich. 5 Essays
- IB 772 Paul Valéry: Gedanken. Cahier B 1910. Französisch und deutsch
- IB 773 Tschingis Aitmatow: Djamila. Erzählung. Aus dem Russischen übertragen von Gisela Drohla
- IB 774 Marcel Ayme: Der Bilderbrunnen. 3 Erzählungen, übertragen von Anneliese Botond
- IB 775 Die Bamberger Apokalypse. 16 farbige Miniaturen mit Essay von Reinhold Schneider
- IB 776 Benjamin Constant: Adolphe. Cécile. 2 Romane, übertragen von Max Hölzer und Hanns Helbling
- IB 777 Deutsche Künstler des 20. Jahrhunderts in Selbstbildnissen. ausgewählt von K.F.Ertel
- IB 778 Albert Paris Gütersloh: Fabeln vom Eros. 9 Erzählungen
- IB 779 Friedhelm Kemp (Hrsg.): Herrns Christians von Hoffmannswaldau sinnreiche Helden-Briefe verliebter Personen vom Stande
- IB 780 Ringe aus 4 Jahrtausenden. Gesammelt und beschrieben von Heinz Battke
- IB 781 Oscar Wilde: Leben und Sprüche. Übertragen von Franz Blei
- IB 782 Chronik von Goethes Leben. Zusammengestellt von Franz Götting
- IB 783 Ernst Stadler: Der Aufbruch. Gedichte
- IB 784 William Goyen: Der diebische Steppenwolf. 3 Erzählungen
- IB 785 Tempel Siziliens. 26 Bilder nach Aufnahmen von Konrad Helbig
- IB 786 Miroslav Krleža: Der Großmeister aller Schurken. In extremis. Erzählungen aus dem Serbokroatischen übertragen
- IB 787 Gau Tsching-Tschiu, der Meister vom grünen Hügel. Gedichte aus dem Chinesischen
- IB 788 Ingrid Bachér: Lasse Lar oder Die Kinderinsel. Erzählung
- IB 789 Alfred Scheidegger (Hrsg.): Pablo Picasso - Der Minotauros. 30 graphische Blätter
- IB 790 Josef Hegenbarth: Märchen und Fabeln. 24 farbige Tafeln
- IB 791 Erwin Strittmatter: Pony Pedro. Erzählung
- IB 792 György Bálint: Lob der Tiere. Mit 13 Zeichnungen von Vera Csillag
- IB 793 Halldór Laxness: Drei Erzählungen. Übertragen aus dem Isländischen von Ernst Harthern
- IB 794 Wladimir Majakowski: Vorwärts die Zeit!. Ausgewählte Gedichte
- IB 795 Arnold Zweig: Symphonie fantastique. 2 Novellen
- IB 796 Hugo von Hofmannsthal: Buch der Freunde
- IB 797 Albert Ehrenstein: Tubutsch und Der Selbstmord eines Katers. Erzählungen
- IB 798 Zen. Aussprüche und Verse der Zen-Meister ausgewählt von Peter Weber-Schäfer
- IB 799 Georg Büchner: Dantons Tod, Leonce und Lena, Woyzeck. Mit Paralipomena
- IB 800 Paul Klee: Traumlandschaft mit Mond. mit 16 Farbtafeln

### IB 801–900
| \| 1–100 \| 101– \| 201– \| 301– \| 401– \| 501– \| 560– \| 601–\| 701– \| 801–900 \| 901– \| 1001– \| 1101– \| 1201– \| 1301– \| 1401– \| 1501– \| 2001– \| 2501– \| |
| --- |

- IB 801 Carl Einstein: Bebuquin oder die Dilettanten des Wunders. Roman
- IB 802 Christian Morgenstern: Das aufgeklärte Mondschaf. 28 Galgenlieder
- IB 803 Hermann Hesse: Die späten Gedichte
- IB 804 Felix Timmermans: Das Jesuskind in Flandern, übertragen von Anton Kippenberg (nicht-IB)
- IB 805 Hans Erich Nossack: Sechs Etüden
- IB 806 Jacob Grimm über seine Entlassung. mit einem Anhang und einem Reprint des Titelblattes der Erstausgabe 1838
- IB 807 Hölderlin: Oden, Elegien, Gesänge. ausgewählt von Friedrich Beißner
- IB 808 Paul Valéry: La jeune parque / Die junge Parze. Gedichte in Französisch und Deutsch
- IB 809 Marguerite Yourcenar: Orientalische Erzählungen
- IB 810 Bertolt Brecht: Gedichte im Exil. Buckower Elegien
- IB 811 Wystan Hugh Auden: Shakespeare. 5 Aufsätze übertragen von Fritz Lorch
- IB 812 Walter Benjamin (Hrsg.): Goethes Wahlverwandschaften
- IB 813 Edward Lear’s Nonsense-Verse. Mit 55 Zeichnungen des Autors
- IB 814 Hermann Hesse: Kurgast. Aufzeichnungen
- IB 815 Thomas Mann: Pariser Rechenschaft. Essay
- IB 816 Alejo Carpentier: Das Reich von dieser Welt. Roman
- IB 817 Sigmund Freud: Der Moses des Michelangelo. Mit 2 Tafeln und 4 Zeichnungen
- IB 818 Arno Schmidt: Die Umsiedler. Erzählung
- IB 819 Die Geschichte von Kullerwo. 6 Lieder aus der 'Kawala'
- IB 820 Denis Diderot: Paradox über den Schauspieler
- IB 821 Minoische Kunst. Mit 26 Bildern
- IB 822 Jorge Luis Borges: Der Zahir und andere Erzählungen
- IB 823 S. J. Agnon: Der Verstoßene. Erzählung
- IB 824 Harry Graf Kessler: Notizen über Mexiko
- IB 825 Nelly Sachs: Glühende Rätsel. Gedichte
- IB 826 Horace Walpole: Die Burg von Otranto, eine phantastische Geschichte
- IB 827 Marcel Jouhandeau: Minos und ich. Tiergeschichten
- IB 828 Je länger ein Blinder lebt, desto mehr sieht er. Jiddische Sprichwörter, übertragen von Hans Carl Artmann
- IB 829 Gottfried Keller: Galatea-Legenden. Urtext
- IB 830 Die Weisheit des Konfuzius. Aus dem chinesischen Urtext von Hans O.H. Stange
- IB 831 Gotthold Ephraim Lessing: Fabeln
- IB 832 Heinrich Böll: Doktor Murke und andere. Drei Satiren
- IB 833 Bratakathas. Bengalische Erzählungen, aufgezeichnet von Arun Ray
- IB 834 Willi Bredel: Pater Brakel. Erzählung
- IB 835 Hanns-Ulrich Haedeke: Altes Zinn. Mit 42 Bildtafeln
- IB 836 Ivan Olbracht: Von der Liebe zur Monarchie. 2 Erzählungen
- IB 837 Manfred Lemmer (Hrsg.): Grimms Märchen in ursprünglicher Gestalt. Nach der Oelenburger Handschrift von 1810
- IB 838 Samuel Johnson: Die Geschichte von Rasselas Prinzen von Abessinien. Eine morgenländische Erzählung
- IB 839 Ambrose Bierce: Katzenfracht und andere Erzählungen. Mit 12 Zeichnungen von Hans Fronius
- IB 840 Eva Kovács (Hrsg.): Kopfreliquiare des Mittelalters. Mit 42 Tafeln
- IB 841 Heinrich Böll: Die Spurlosen. Drei Hörspiele
- IB 842 Grillparzer über sich selbst, aus den Tagebüchern. Auswahl von Heinz Politzer
- IB 843 Georg Schlocker (Hrsg.): Ozeanische Totenbeschwörung. Mit 29 Bildtafeln
- IB 844 Aubrey Beardsley: Unter dem Hügel. Romantische Erzählung mit 5 Illustrationen des Autors
- IB 845 Lewis Carroll: Briefe an kleine Mädchen. Mit 18 Tafeln und 5 Reprints
- IB 846 Ijob. Das Buch Ijob verdeutscht von Martin Buber
- IB 847 Paul Fleming: Gedichte. Mit Porträt als Frontispiz
- IB 848 Christoph Martin Wieland: Zweierlei Götterglück und andere Gedichte
- IB 849 HAP Grieshaber: Seestern und Tomahawk. 14 Collagen und 2 Farbholzschnitte
- IB 850 Jules Laforgue: Pierrot, der Spaßvogel. Kleine Auswahl der Gedichte
- IB 851 Hans-J. Weitz (Hrsg.): Goethe über die Deutschen
- IB 852 Bertolt Brecht: Liebesgedichte. Auswahl von Elisabeth Hauptmann
- IB 853 Edwin Fischer (Hrsg.): Ludwig van Beethovens Klaviersonaten. mit Notenbeispielen
- IB 854 Charles Baudelaire: Mein entblößtes Herz. Tagebücher
- IB 855 Johann Christoph Gottsched: Der Biedermann. Eine Auswahl
- IB 856 Oscar Wilde: Die Erzählungen. übertragen von Christine Hoeppner
- IB 857 Joseph von Eichendorff: Erlebtes. Autobiographische Schriften
- IB 858 Arnold Zweig: Westlandsaga. Erzählung
- IB 859 Robert Louis Stevenson: Der Selbstmörderclub. mit 17 Holzstichen von Karl Georg Hirsch
- IB 860 Günther Bröker (Hrsg.): Koptische Stoffe. 36 farbige Tafeln
- IB 861 Alexej Tolstoi: Der schwarze Freitag. Erzählungen
- IB 862 Johannes R. Becher: Das Atelier. Ausgewählte Gedichte 1914–1958
- IB 863 Johann Friedrich Reichardt: Das Leben des berühmten Tonkünstlers Heinrich Wilhelm Gulden nachher genannt Guglielmo Enrico Fiorino
- IB 864 Johann Wolfgang Goethe: Das Märchen Mit 4 Holzstichen von Heiner Vogel
- IB 865 Volkmar Enderlein (Hrsg.): Die Miniaturen der Berliner Baisonqur-Handschrift. 28 farbige Tafeln
- IB 866 Nikolai Gogol: Die schreckliche Rache. Erzählung mit 11 Zeichnungen von Jürgen Mau
- IB 867 Georg Herwegh: Morgenruf. Ausgewählte Gedichte
- IB 868 Victor Hugo: Hernani. Drama
- IB 869 Emilijan Stanev: Der Pfirsichdieb. Novelle
- IB 870 Martin Gimm (Hrsg.): Das Leben Buddhas. Ein chinesisches Holzschnittfragment. 22 farbige Tafeln
- IB 871 Werner Timm (Hrsg.): Russische Graphik des 20. Jahrhunderts. 100 Tafeln
- IB 872 Wilfried Fitzenreiter, Wieland Förster (Hrsg.): Bildnerische Etüden. 38 Kleinplastiken
- IB 873 Alphonse Daudet: Port-Tarascon. Mit 10 Zeichnungen von Nuria Quevedo-Mund
- IB 874 Erich Arendt (Hrsg.): Griechische Tempel. 42 Bildtafeln
- IB 875 Günther Bröker (Hrsg.): Ikonen. 32 farbige Tafeln
- IB 876 Anna Seghers: Das Licht auf dem Galgen. Erzählung
- IB 877 Maxim Gorki: Russische Märchen. Mit 18 Zeichnungen
- IB 878 Johann Beer: Der neu ausgefertigte Jungfer-Hobel. Erzählung
- IB 879 Alexander Pope: Der Lockenraub. Ein komisches Heldengedicht mit 9 Zeichnungen
- IB 880 Pablo Picasso: Traum und Lüge Francos. 20 Bildtafeln und Gedicht
- IB 881 Franz Tumler: Das Tal von Lausa und Duron. Erzählung
- IB 882 Rahel Varnhagen: Lichtstreifen und Glutwege. Aufzeichnungen
- IB 883 François Villon: Baladn. Deutsch und Wiener Mundart
- IB 884 Hans Jacob Christoffel von Grimmelshausen: Simplicianische Kalendergeschichten
- IB 885 Denis Diderot: Mystifikation oder Die Portraitgeschichte. mit 4 Tuschezeichnungen von Pablo Picasso
- IB 886 Martin Buber (Hrsg.): Die vier Zweige des Mabinogi. Ein keltisches Sagenbuch
- IB 887 Die Gedichte des Archipoeta. Lateinisch und deutsch, übertragen von Josef Eberle
- IB 888 Fürstin Marie von Thurn und Taxis-Hohenlohe »Erinnerungen an Rainer Maria Rilke«. Deutsche Ausgabe von Georg H.Blokesch
- IB 889 George Bernard Shaw: Über die Frauen. Aphorismen übertragen von Siegfried Triebitsch
- IB 890 Ambrose Bierce: Aus dem Wörterbuch des Teufels. übertragen von Dieter E.Zimmer
- IB 891 Irische Elfenmärchen, übersetzt von den Brüdern Grimm
- IB 892 Voltaire über den König von Preußen. Memoiren, übertragen von Anneliese Botond
- IB 893 G. C. Lichtenberg: Die Heirat nach der Mode. Mit 6 Kupfern nach W. Hogarth
- IB 894 Arthur Rimbaud: Illuminationen. Prosagedichte
- IB 895 Geschichten von Herrn B. 99 Brecht-Anekdoten
- IB 896 Lewis Carroll: Alice im Wunderland. mit 37 Illustrationen, übertragen von Christian Enzensberger
- IB 897 Daisy und Angela Ashford: Liebe und Ehe. 3 Geschichten mit Illustrationen von Ralph Steadman
- IB 898 William Shakespeare: Einundzwanzig Sonette. Englisch und deutsch, übertragen von Paul Celan
- IB 899 Friedensreich Hundertwasser: Der Weg zu Dir. 24 farbige Tafeln
- IB 900 Thomas Mann: Deutsche Hörer! 25 Radiosendungen nach Deutschland

### IB 901–1000
| \| 1–100 \| 101– \| 201– \| 301– \| 401– \| 501– \| 560– \| 601–\| 701– \| 801– \| 901–1000 \| 1001– \| 1101– \| 1201– \| 1301– \| 1401– \| 1501– \| 2001– \| 2501– \| |
| --- |

- IB 901 Samuel Taylor Coleridge: The Rime of the Ancient Mariner / Der alte Seefahrer. Eine Ballade. Deutsch von Heinz Politzer, F. 1968
- IB 902 Ernest Hemingway: Sturmfluten des Frühlings. Ein romantischer Roman, L. 1969
- IB 903 Johann Wolfgang Goethe: Gedichte. Auswahl von Hans Klähn, L. 1969
- IB 904 Martin Andersen Nexö: Die Küste der Kindheit. Novellen und Skizzen, L. 1969
- IB 905 Hannelore Sachs: Die Bildwerke des Magdeburger Doms. 48 Bildtafeln von Klaus G. Beyer, L. 1968
- IB 906 Manfred Lemmer (Hrsg.): Die lêre von der kocherie. Von mittelalterlichem Kochen und Speisen, L. 1969
- IB 907 Bertolt Brecht: Von der Freundlichkeit der Welt. Gedichte, L. 1971
- IB 908 Heinrich Böll: Wo warst du, Adam? Roman, L. 1969
- IB 909 Die Flucht eines Gefangenen. Ein mittellateinisches Tierepos übertragen von Winfried Trillitzsch, L. 1969
- IB 910 Hans-Joachim Krause, Ernst Schubert (Hrsg.): Die Bronzetür der Sophienkathedrale in Nowgorod. 44 Bildtafeln, L. 1968
- IB 911 Alexander Serafimowitsch: Auf den Flößen. Erzählungen übertragen von Friedrich Schwarz, L. 1969
- IB 912 Minna Canth: Die Trödel-Lopo. Zwei Erzählungen aus dem Finnischen übertragen von Heinz Goldberg, L. 1969
- IB 913 Lajos Nagy: Der ägyptische Schreiber. Erzählungen übertragen von Vera Thies, L. 1969
- IB 914 William Faulkner: Der Bär. Erzählung übertragen von Hermann Stresau, L. 1969
- IB 915 Heinrich L. Nickel (Hrsg.): Deutsche romanische Bildteppiche aus den Domschätzen zu Halberstadt und Quedlinburg. 36 farbige Tafeln, L. 1970
- IB 916 Leonid Leonow: Jewgenija Iwanowna. Erzählung mit 26 Zeichnungen, L. 1970
- IB 917 Ernst Barlach: Graphik. 48 Lithographien und Holzschnitte, L. 1970
- IB 918 Stephan Hermlin: Scardanelli. Ein Hörspiel, L. 1971
- IB 919 Heinrich Mann: Flaubert und George Sand. Ein Essay, L. 1971
- IB 920 Gerhard Pommeranz-Liedtke (Hrsg.): Graphikspiegel. Bildnerisches Volksschaffen der DDR, 100 Bildtafeln, L. 1969
- IB 921 Johann Wolfgang Goethe: Der Mann von funfzig Jahren. Erzählung mit 9 Holzstichen von Hans-Joachim Walch, L. 1971
- IB 922 Friedrich Schiller: Kabale und Liebe. ein Trauerspiel mit 12 Kupferstichen, L. 1971
- IB 923 Heinrich Böll: ...und sagte kein einziges Wort. Roman, L. 1970
- IB 924 Alexander S. Gribojedow: Verstand schafft Leiden. Komödie, L. 1970
- IB 925 Edith Fründt (Hrsg.): Der Bildhauer Andreas Schlüter. 48 Bildtafeln, L. 1969
- IB 926 Jack London: Das Haus des Stolzes. Südseegeschichten, L. 1971
- IB 927 Thomas Wolfe: Hinter jenen Bergen. Erzählung, L. 1971
- IB 928 Kristijonas Donelaitis: Die Jahreszeiten. Ein litauisches Epos, L. 1970
- IB 929 Ino Luca Caragiale: Thema mit Variationen. Prosaskizzen, L. 1970
- IB 930 Kinderzeichnungen zu Brecht. 34 Tafeln und die Texte, L. 1970
- IB 931 Johannes R. Becher: Die Korrektur. Erzählende Prosa, L. 1971
- IB 932 Jules Supervielle: Gedichte. Übertragen von Paul Celan, F. 1968
- IB 933 Jonathan Swift: Anweisungen für Dienstboten. Übertragen von J.J. Schwabe, F. 1968
- IB 934 Lewis Carroll: The Hunting of the Snark / Die Jagd nach dem Schnark. Englisch und deutsch, übertragen von Klaus Reichert, F. 1968
- IB 935 »Rudrabhatta« Zeichen der Liebe. Indisches Lehrbuch für Liebende und Dichter, übertragen von Heinrich Zimmer, F. 1975
- IB 936 G. C. Lichtenberg: Der Weg des Liederlichen. Mit 8 Kupfern nach Hogarth, F. 1968
- IB 937 Bohumil Hrabals Lesebuch. Einband und Frontispiz aus farbiger Collage, F. 1969
- IB 938 Literarische Nasen. Gesammelt von Michael Schulte, F. 1969
- IB 939 Dichter über Hölderlin. 20 Beiträge, F. 1969
- IB 940 Daisy Ashford: Wo Lieb am tiefsten liegt. Mit 17 Zeichnungen, F. 1969
- IB 941 Der Abbé de Choisy in Frauenkleidern. Memoiren, übertragen von Julia Kirchner, F. 1969
- IB 942 G. C. Lichtenberg: Der Weg der Buhlerin. Mit 6 Kupfern nach Hogarth, F. 1969
- IB 943 Jules Laforgue: Berlin, der Hof und die Stadt 1887, F. 1970
- IB 944 Edward Lear: Die Jumblies. Mit 20 Zeichnungen, F. 1970
- IB 945 Das große Nürnberg’sche ABC für Kinder .... Faksimiledruck. Nachwort von Walter Benjamin
- IB 946 Aristophanes: Die Vögel. Bühnenfassung, F. 1970
- IB 947 Alexander Adrion (Hrsg.): Taschenspieler-Kunst, F. 1970
- IB 948 Von Gestalt Natur.... Auszug aus der »Vollständigen Hauß- und Landbibliothec«, mit 31 Kupferstichen, F. 1971
- IB 949 Gershom Scholem: Die Geheimnisse der Schöpfung, F. 1971
- IB 950 Jost Amman: Das Frauentrachtenbuch. 122 Holzschnitte, L. 1972
- IB 951 Henry Becque: Die Pariserin. Komödie in 3 Akten, L. 1970
- IB 952 Wieland Herzfelde: Blau und Rot. Gedichte, L. 1971
- IB 953 Horst Sagert: Bühnenbilder und Figurinen zu Jewgeni Schwarz’ »Der Drache«. Mit 21 Farbtafeln, L. 1971
- IB 954 Georg Weerth: Humoristische Skizzen aus dem deutschen Handelsleben. Mit 14 Holzschnitten, L. 1972
- IB 955 Sabine Schultz (Hrsg.): Griechische Münzen der klassischen Zeit. 48 Bildtafeln, L. 1972
- IB 956 Sofroni von Wraza: Leben und Leiden des sündigen Sofroni. Mit 20 Holzschnitten, L. 1972
- IB 957 Pablo Neruda: España en el corazon / Spanien im Herzen. Spanisch und deutsch mit Radierung von Picasso, L. 1972
- IB 958 Alexander Iwanowitsch Kuprin: Smaragd. Drei Erzählungen, L. 1972
- IB 959 Erich Weinert: Das Lied von der roten Fahne. Ausgewählte Gedichte, L. 1976
- IB 960 Albrecht Dürer: Kupferstiche. 48 Bildtafeln, L./F. 1971
- IB 961/1 Aischylos: Orestie. Eine Trilogie, L. 1971
- IB 961/2 Wladimir W. Majakowskij: Die Wirbelsäulenflöte (1915). Russische Urfassung und deutsch übertragen von Karl Dedecius, F. 1971
- IB 962 Aristophanes: Die Frösche. Bühnenfassung, F. 1971
- IB 963 Ödön von Horvath: Sportmärchen, F. 1972
- IB 964 Szymon Kobylinski: Entschuldigen’s. Gezeichnete Aphorismen. 47 Zeichnungen, F. 1972
- IB 965 Torquato Tasso: Die Einkehr, F. 1972
- IB 966 Enno Littmann: Vom morgenländischen Floh. Dichtung und Wahrheit über den Floh bei Hebräern, Syriern, Arabern, Abessiniern und Türken, F. 1972
- IB 967 Aristophanes: Lysistrata. Übersetzung und Bearbeitung Wolfgang Schadewaldt, F. 1972
- IB 968 Dichter über Büchner. 20 Beiträge, F. 1973
- IB 969 Leben und Sterben der Kindsmörderin Susanna Margaretha Brandt, F. 1973
- IB 970 Werner Schade (Hrsg.): Lucas Cranach der Ältere: Zeichnungen. 31 farbige Tafeln, L./F. 1972
- IB 971 Theophrast: Charaktere, L. 1972
- IB 972 William Shakespeare: König Lear. Eine Tragödie, L. 1972
- IB 973 Heinrich Heine: Deutschland. Ein Wintermärchen. mit 13 Holzstichen, L. 1972
- IB 974 Luigi Pirandello: Das schwarze Umschlagtuch. Novellen, L. 1973
- IB 975 Anatoli Lwowitsch Kaplan: Farbige Keramik. 32 Tafeln, L. 1973
- IB 976 Stefan Zweig: Schachnovelle und andere, L. 1973
- IB 977 Jack London: Tochter des Nordlichts. Erzählungen mit 14 Holzstichen, L. 1973
- IB 978 Ferdinand Freiligrath: Gedichte, L. 1973
- IB 979 Johannes Wüsten: Kupferstiche. 32 Tafeln, L. 1973
- IB 980 Konrad Zimmermann (Hrsg.): Griechische Vasen des 7. bis 4. Jahrhunderts. 32 farbige Tafeln, L./F. 1973
- IB 981 Heinrich Vogeler: Dir. Gedichte, F. 1973
- IB 982/1 Andrei Platonow: Juligewitter. Acht Erzählungen, L. 1974
- IB 982/2 Felix Timmermans: Minneke Pus oder Die schönen Tage im Kempenland. Mit 54 Vignetten, F. 1978
- IB 983 Theodore Dreiser: St. Kolumban und der Fluß. Erzählungen, L. 1973
- IB 984/1 John Gay: Die Bettleroper. Mit zwölf Zeichnungen von Hans Brosch, L. 1973
- IB 984/2 Helmut Sembder (Hrsg.): Kleist in der Dichtung, F. 1977
- IB 985 Eberhard Paul (Hrsg.): Griechische Terrakotten. 32 farbige Tafeln, L. 1974
- IB 986/1 Erich Arendt: Feuerhalm. Gedichte, L. 1973
- IB 986/2 Werner Hofmann (Hrsg.): Philipp Otto Runge: Scherenschnitte 52 Abbildungen, F. 1977
- IB 987 E. T. A. Hoffmann: Der goldne Topf. Ein Märchen aus der neuen Zeit, L. 1974
- IB 988/1 Bret Harte: Wan Li, der Heide, L. 1974
- IB 988/2 Franz Graf Pocci: Viola Tricolor, F. 1977
- IB 989/1 Franz Fühmann: König Ödipus. Eine Idylle, L. 1974
- IB 989/2 Madame Leprince de Beaumont: Die Schöne und das Tier, F. 1977
- IB 990/1 Steffen Wenig (Hrsg.): Meisterwerke der Amarnakunst. 40 Bildtafeln, L. 1974
- IB 990/2 Die Ammenuhr. Aus Des Knaben Wunderhorn, F. 1976
- IB 991/1 Schiller: Die Verschwörung des Fiesco zu Genua, L. 1974
- IB 991/2 Lao-Tse: Die Bahn und der rechte Weg des Lao-Tse. Der chinesischen Urschrift nachgedacht von Alexander Ular, F. 1976
- IB 992/1 Brüder Grimm: Jorinde und Joringel. Acht Märchen der Brüder Grimm. Mit acht farbigen Bildern von Heinrich Vogeler, F. 1976
- IB 992/2 Bertolt Brecht: Der Städtebauer. Geschichten und Anekdoten 1919–1956, L. 1978
- IB 993 Peter Hacks: Der Schuhu und die fliegende Prinzessin, F. 1973
- IB 994/1 Jacques Stéphen Alexis: Der Tanz der Goldenen Blume, L. 1974
- IB 994/2 Clemens Brentano – Philipp Otto Runge: Briefwechsel, F. 1974
- IB 995/1 Francesco Petrarca: Sonette und Kanzonen, L. 1974
- IB 995/2 Maxim Gorki – Stefan Zweig: Briefwechsel, F. 1974
- IB 996/1 Johannes Bobrowski: Gedichte 1952–1965, L. 1974
- IB 996/2 Hugo von Hofmannsthal: Der Kaiser und die Hexe, F. 1974
- IB 997 Hugo Huppert: Quadrat im Rückspiegel. Gedichte aus vierzig Jahren, L. 1974
- IB 998/1 Henry Fielding: Das Tagebuch einer Reise nach Lissabon. Mit achtzehn Vignetten von Horst Hussel, L. 1974
- IB 998/2 Das Kopfkissenbuch der Dame Sei Shonagon, F. 1975
- IB 999/1 James Baldwin: Sonnys Blues, L. 1974
- IB 999/2 Hermann Hesse: Stunden im Garten. Der lahme Knabe. Zeichnungen Gunter Böhmer, F. 1976
- IB 1000/1 Volker Frank (Hrsg.): Ich will wirken in dieser Zeit. Druckgraphik in der DDR. 80 Bildtafeln, L. 1975
- IB 1000/2 »Das Tagebuch« Goethes und Rilkes »Sieben Gedichte«, F. 1978

### IB 1001–1100
| \| 1–100 \| 101– \| 201– \| 301– \| 401– \| 501– \| 560– \| 601–\| 701– \| 801– \| 901– \| 1001–1100 \| 1101– \| 1201– \| 1301– \| 1401– \| 1501– \| 2001– \| 2501– \| |
| --- |

- IB 1001/1 Iwan Turgenjew: Asja. Drei Erzählungen, L 1975
- IB 1002 Henrik Ibsen: Die Wildente. Schauspiel in fünf Akten. Übersetzung von Bernhard Schulze, L 1975
- IB 1003/1 Alberto Moravia: Römisches Journal, L 1975
- IB 1003/2 Vergil: Bucolica. Hirtengedichte. Mit Holzschnitten von Aristide Maillol, F 1978
- IB 1004/1 Carson McCullers: Die Ballade vom traurigen Café. Dramatisiert von Edward Albee, L 1975
- IB 1004/2 Kaiser Friedrich II.: Über die Kunst mit Vögeln zu jagen. Hrsg. Carl A. Willemsen, F 1979
- IB 1005/1 Käthe Kollwitz: Blätter über den Bauernkrieg, L 1975
- IB 1005/2 Katja Behrens (Hrsg.): Die Liebesbriefe der Babet, F 1979
- IB 1006/1 Heinrich Böll: Die verlorene Ehre der Katharina Blum, L 1975
- IB 1006/2 Edgar Allan Poe: Der Rabe. Zweisprachig. Deutsch von Hans Wollschläger, F 1982
- IB 1007/1 Günter Kunert: Kinobesuch. Geschichten, L 1976
- IB 1007/2 Karl Riha: Commedia dell’ arte. Mit den Figurinen Maurice Sands, F 1980
- IB 1008/1 Fjodor Gladkow: Das Birkenwäldchen, L 1976
- IB 1008/2 Polnische Liebesgedichte. Mit Zeichnungen von Pablo Picasso, F 1980
- IB 1009/1 Erskine Caldwell: Beechum, der Candy-Man. Ausgewählte Kurzgeschichten, L 1976
- IB 1009/2 Hafis: Liebesgedichte, F 1980
- IB 1010/1 Fritz Cremer: Zeichnungen. 48 Bildtafeln, L 1976
- IB 1010/2 Johann Wolfgang Goethe: Römische Elegien, F 1980
- IB 1011/1 Jorge Amado: Die drei Tode des Jochen Wasserbrüller. Erzählung, L 1976
- IB 1011/2 Das bucklicht Männlein. Ein altes Lied in Bild und Schrift gesetzt, F 1981
- IB 1012/1 Anatoli Kaplan: Variationen zu jiddischen Volksliedern, L 1976
- IB 1012/2 Nestroy-Brevier. Worte, Lieder, Szenen, F 1981
- IB 1013/1 Miguel Ángel Asturias: Don Niño oder Die Geographie der Träume, L 1977
- IB 1013/2 Jochen Schmidt (Hrsg.): Goethes schönste Gedichte, F 1982
- IB 1014/1 Miroslav Krleža: Beisetzung in Theresienburg, L 1977
- IB 1014/2 Johann Wolfgang Goethe: Iphigenie auf Tauris. Prosafassung, F 1982
- IB 1015/1 Annemarie Esche (Hrsg.): Das Goldene Kloster zu Mandalay. 40 Bildtafeln, L 1977
- IB 1015/2 Johann Wolfgang Goethe: Briefe an Auguste Gräfin zu Stolberg, F 1983
- IB 1016 Hermann Hesse: Demian. Die Geschichte von Emil Sinclairs Jugend, L 1977
- IB 1017 Sean O’Casey: Juno und der Pfau, L 1977
- IB 1018/1 Bolesław Prus: Die Welle strömt zurück. Mit zwölf Zeichnungen von Tamara Ebert, L 1977
- IB 1018/2 Der Prophet Jona. Nach Luther. Mit zwölf Radierungen von Marcus Behmer, F 1983
- IB 1019/1 Iwan Wasow: Die brennenden Garben. Ausgewählte Erzählungen, L 1978
- IB 1019/2 Das Buch Esther. Übersetzt von Martin Luther, F 1983
- IB 1020/1 Albert Kapr: Johannes Gutenberg. Tatsachen und Thesen, L 1977
- IB 1020/2 Joachim Heinrich Campe: Bilder-Abeze, F 1984
- IB 1021/1 Iwan Bunin: Nächtliches Gespräch. Erzählungen aus den Jahren 1892 bis 1912, L 1978
- IB 1021/2 Rudolf Koch: Das Zeichenbuch. Mit einem Nachwort von Christian Scheffler, F 1984
- IB 1022/1 William Somerset Maugham: Vor der Party. Ausgewählte Erzählungen, L 1978
- IB 1022/2 Das Silhouetten-Kabinett. Scherenschnitte und Schattenbilder aus zwei Jahrhunderten, F 1985
- IB 1023/1 Isaac Bashevis Singer: Der Spinoza von der Marktstraße, L 1982
- IB 1023/2 Manfred Clauss (Hrsg.): Sprüche der Spartaner, F 1985
- IB 1024/1 Maxim Gorki: Jakow Bogomolow. Drama, L 1978
- IB 1024/2 Manfred Dahmer: Qin. Die klassische chinesische Griffbrettzither, F 1985
- IB 1025/1 Otto Dix: Graphik aus fünf Jahrzehnten. 48 Bildtafeln, L 1978
- IB 1025/2 Wolfgang Hildesheimer: Der ferne Bach, F 1985
- IB 1026/1 Hans Liebau (Hrsg.): Bildhauerzeichnungen von 15 Künstlern der DDR. 48 Bildtafeln, L 1979
- IB 1026/2 Hannelore Schaffler: Die Scherenschnitte der Luise Duttenhofer, F 1986
- IB 1027/1 Steffen Wenig (Hrsg.): Meroitische Kleinkunst. 32 farbige Tafeln, L 1978
- IB 1027/2 Helmut Walcha (Satz): Deutsche Weihnachtslieder mit Noten und Bildern, F 1986
- IB 1028/1 Joseph Roth: Die Rebellion. Ein Roman, L 1979
- IB 1028/2 Johann Wolfgang Goethe: Alle Freuden, die unendlichen. Liebesgedichte und Interpretationen, F 1987
- IB 1029/1 Gabriel García Márquez: Laubsturm, L 1978
- IB 1029/2 Heinrich von Kleist: Prinz Friedrich von Homburg, F 1987
- IB 1030/1 Hans Theo Richter: Zeichnungen. 48 teils farbige Tafeln, L 1979
- IB 1030/2 Heinrich Heine: Der Doktor Faust. Mit Zeichnungen von József Divéky, F 1987
- IB 1031/1 Veränderte Landschaft. Gedichte, L 1979
- IB 1031/2 Honoré de Balzac: Das unbekannte Meisterwerk. mit Illustrationen von Pablo Picasso, F 1987
- IB 1032/1 Römische Funde. 32 farbige Tafeln, L 1979
- IB 1032/2 St. Brendans wundersame Seefahrt, F 1987
- IB 1033/1 Leonid Andrejew: Das Leben des Menschen. Ein Spiel in fünf Bildern, L 1979
- IB 1033/2 Präciosa’s Orakelsprüche in sechsunddreißig Rätselbildern, F 1987
- IB 1034/1 Rafael Alberti: Von den Engeln. Gedichte. Spanisch und deutsch, L 1980
- IB 1034/2 Friedrich der Große: Das Buch Blaubart. Eine Satire, F 1987
- IB 1035/1 Aldous Huxley: Das Genie und die Göttin. Roman, L 1984
- IB 1035/2 Thomas Bernhard: In hora mortis, F 1987
- IB 1036/1 Truman Capote: Baum der Nacht. Skizzen und Stories, L 1980
- IB 1036/2 Philipp Otto Runge, Wolfgang Koeppen: Von dem Machandelboom, F 1987
- IB 1037/1 Ingeborg Bachmann: Die Gedichte, F 1987
- IB 1037/2 Anita Albus: Eia popeia et cetera. Eine Sammlung alter Wiegenlieder, F 1987
- IB 1038/1 Japanische Netsuke. 32 farbige Tafeln, L 1980
- IB 1038/2 Schwanenmärchen, F 1987
- IB 1039/1 Doris Lessing: Hunger. Erzählung, L 1984
- IB 1039/2 Tibetische Lieder, F 1987
- IB 1040/1 Peter Göbel (Hrsg.): Afrikanische Goldgewichte. 32 farbige Tafeln, L 1980
- IB 1040/2 Joseph von Eichendorff: Wanderlieder, F 1987
- IB 1041/1 Wladimir Majakowski: Ein Tropfen Teer, L 1980
- IB 1041/2 Es kommt ein Schiff. Gedichte und Bilder zu Weihnachten, F 1987
- IB 1042 Hermann Hesse: Traumfährte. Neue Erzählungen und Märchen, L 1981
- IB 1043 Boris Pilnjak: Eisgang. Erzählungen, L 1981
- IB 1044 Rajzel Zychlinski: Vogelbrot. Gerichte, L 1981
- IB 1045 Oleg Newerow (Hrsg.): Antike Kameen. 32 farbige Tafeln, L 1981
- IB 1046 Heinrich Böll: Das Vermächtnis. Erzählung, L 1984
- IB 1047 George Bacovia: Pfahlbauten. Gedichte, L 1985
- IB 1048 Harold Pinter: Der stumme Diener. Ausgewählte Dramen, L 1981
- IB 1049 Michail A. Kusmin: Die grüne Nachtigall. Erzählungen, L 1982
- IB 1050 Heidi Manthey: Fayencen. 32 farbige Tafeln, L 1983
- IB 1051 Paul Valéry: Album alter Verse. Französisch und deutsch, L 1983
- IB 1052 James Joyce: Kammermusik. Gesammelte Gedichte. Englisch und deutsch, L 1982
- IB 1053 Frank Wedekind: Marianne und andere Erzählungen, L 1982
- IB 1054 Christian Morgenstern: Der Walfafisch oder Das Überwasser, L 1982
- IB 1055 Michael Stuhr (Hrsg.): Die Bildwerke des Meisters H.W. 24 Bildtafeln, L 1985
- IB 1056 Georg Büchner: Woyzeck. Bearbeitung von Henri Poschmann, L 1984
- IB 1057 Robert Walser: Fritz Kochers Aufsätze. Zeichnungen von Karl Walser, L 1983
- IB 1058 Dylan Thomas: Porträt des Künstlers als junger Dachs. Zeichnungen von J.K.G. Niedlich, L 1983
- IB 1059 Saul Bellow: Eine silberne Schale. Erzählung übertragen von Walter Hasenclever, L 1983
- IB 1060 Peter Paul Rubens: Zeichnungen. 25 Bildtafeln ausgewählt von Juri Kusnezow, L 1984
- IB 1061 Jean Giraudoux: Der Trojanische Krieg wird nicht stattfinden. Stück in zwei Gerichte, L 1984
- IB 1062 Martin Walser: In Goethes Hand. Szenen aus dem 19. Jahrhundert, L 1985
- IB 1063 Walter Jens: Der Untergang. Nach den Troerinnen des Euripides. Drama, L 1985
- IB 1064 Brendan Behan: Der Mann von morgen früh. Drama in Bearbeitung von Annemarie und Heinrich Böll, L 1985
- IB 1065 André Breton: Nadja. Übertragen von Max Hölzer, L 1985
- IB 1066 Elias Canetti: Die Stimmen von Marrakesch. Aufzeichnungen einer Reise, L 1987
- IB 1067 Jewgeni Samjatin: Wie der Mönch Erasmus geheilet ward. mit Zeichnungen von Boris Kustodijew, L 1986
- IB 1068 Ágnes Nemes Nagy: Dennoch schauen. Gedichte, nachgedichtet von Franz Fühmann, L 1986
- IB 1069 Gertrude Stein: Picasso. Erinnerungen, übertragen von Ursula von Wiese, L 1986
- IB 1070 Vladimír Komárek: Graphik. Mit 24 Bildtafeln. Übertragen von Eckhart Thiele, L 1986
- IB 1071 Die Geschichte von Aucassin und Nicolette. übertragen von Paul Hansmann (siehe auch IB 14), L 1986
- IB 1072 Heinrich Vogeler: Dir. Gedichte mit farbigen Zeichnungen des Autors, L 1986
- IB 1073 Jean Paul: Des Luftschiffers Giannozzo Seebuch, mit kolorierten Zeichnungen von Emil Preetorius, L 1986
- IB 1074 Otto Julius Bierbaum: Gugeline. ein Bühnenspiel in 5 Aufzügen, L 1986
- IB 1075 Philipp Otto Runge: Von dem Fischer un syner Fru. mit Bildern von Marcus Behmer (reprint von IB 315), L 1986
- IB 1076/1 Cesare Pavese: Junger Mond. Roman übertragen von Charlotte Birnbaum, L 1986
- IB 1076/2 Theo Stemmler: Vom Jeu de paume zum Tennis. Eine Kurzgeschichte des Tennisspiels, F 1988
- IB 1077/1 Aubrey Beardsley: Zeichnungen. 32 Bildtafeln ausgewählt von Ursula Horn, L 1986
- IB 1077/2 Eliza Orzeszkowa: Blumenhochzeit. Ein Märchen. Zeichnungen von Rebecca Gerichte, F 1988
- IB 1078/1 Heinrich Böll: Die schwarzen Schafe. Illustrationen von Wiltraud Jasper, F 1988
- IB 1078/2 Marina Zwetajewa: Irdische Zeichen. Prosaskizzen übertragen von Larissa Robine, L 1990
- IB 1079 Johannes R. Becher: Wiedergeburt. Buch der Sonette, L 1987
- IB 1080 Renate Krauspe (Hrsg.): Altägyptische Götterfiguren. mit 24 farbige Bildtafeln, L 1986
- IB 1081 Martin Gregor-Dellin: Schlabrendorf oder Die Republik. Roman, L 1987
- IB 1082 Peter Rühmkorf: Kleine Fleckenkunde, L 1988
- IB 1083 Donald Barthelme: Am Ende des mechanischen Zeitalters, L 1989
- IB 1084 Lob des Steinquells. Klassische koreanische Lyrik, L 1988
- IB 1085 Alexander Olbricht: Zeichnungen. 24 farbige Abbildungen, L 1988
- IB 1086 Frans Masereel: Holzschnitte gegen den Krieg. 32 Bildtafeln, L 1988
- IB 1087 Wladimir Korolenko: Der blinde Musiker. Mit Zeichnungen von Arnd Schultheiß, 1991
- IB 1088 Walter Benjamin: Kleine Kunst-Stücke, L 1989
- IB 1089 T. S. Eliot: Das wüste Land, L 1990
- IB 1090 Max Beckmann: Drei graphische Folgen, L 1989
- IB 1091 Tao Yüan-ming: Pfirsichblütenquell. Gedichte. Aus dem Chinesischen von Ernst Schwarz, 1992
- IB 1092 Manfred Lemmer (Hrsg.): Der Heidelberger Totentanz von 1485. 42 Holzschnitte, 1991
- IB 1093 Marga Erb (Hrsg.): Im Schatten des Glücks. Sieben Versuche die Welt zu verbessern. Erzählungen, L 1990
- IB 1094 Stephan Hermlin: Drei Erzählungen, L 1990
- IB 1095 Robert Sterl: Zeichnungen. Hrsg. Natalia Kardinar, 1991
- IB 1096 Walter Vogt: Spiegelungen. Geschichten. Ausgewählt von Katrin Faber, 1991
- IB 1097 Klaus Werner (Hrsg.): Fäden, ins Nichts gespannt. Deutschsprachige Dichtung aus der Bukowina, 1991
- IB 1098 Inoue Yasushi: Die Berg-Azaleen auf dem Hira-Gipfel. Erzählung, 1991
- IB 1099 Gabriel García Lorca: Tragikomödie des Don Cristóbal und der Doña Rosita, 1992
- IB 1100 Dieter Kühn: Bettines letzte Liebschaften, 1992

### IB 1101–1200
| \| 1–100 \| 101– \| 201– \| 301– \| 401– \| 501– \| 560– \| 601–\| 701– \| 801– \| 901– \| 1001– \| 1101–1200 \| 1201– \| 1301– \| 1401– \| 1501– \| 2001– \| 2501– \| |
| --- |

- IB 1101 Thomas Bernhard: Die Irren – Die Häftlinge, F 1988
- IB 1102 Pablo Picasso, Paul Eluard: Das Antlitz des Friedens. Zweisprachig, F 1988
- IB 1103 Ernst Penzoldt (Hrsg.): Spiel mit der Schere. Scherenschnitte von Ulla Penzoldt und Jürgen Sandweg, F 1988
- IB 1104 Reinhold Hohl (Hrsg.): Oskar Schlemmer. Die Fensterbilder, F 1988
- IB 1105 Wilhelm Hauff: Das kalte Herz. Mit Illustrationen von Monika Schliephack, F 1989
- IB 1106 Robert Walser: Der Spaziergang. Mit Illustrationen von Rita Berger, F 1989
- IB 1107 Fürstin Maria Wolkonskaja: Erinnerungen. Nachdichtungen von Martin Remané, F 1989
- IB 1108 Catherine Pozzi: Agnes, F 1989
- IB 1109 Willi Pumin (Hrsg.): Anekdoten Lexikon, F 1989
- IB 1110 Gerhard Ebeling: Martin Luthers Weg und Wort, F 1989
- IB 1111 Truman Capote: Das Geheimnis. Mit Bildern von Barry Moser, F 1990
- IB 1112 Ali Baba und die vierzig Räuber. Mit Holzstichen von Imre Reiner, F 1990
- IB 1113 Anatole France: Crainquebille. Mit Zeichnungen von Théophile-Alexandre Steinlen, F 1990
- IB 1114 Allgemeine Erklärung der Menschenrechte. Mit Radierungen von Christoph Meckel, F 1990
- IB 1115 Hermann Lenz: Hotel Memoria. Erzählungen, F 1990
- IB 1116 Robert Gernhardt: Achterbahn. Ein Lesebuch, F 1990
- IB 1117 Theo Stemmler: Ansichten eines Königs. Heinrich VIII. 1991
- IB 1118 Robert Walser: Fritz Kochers Aufsätze. Illustrationen von Karl Walser, Nachwort von Jochen Greven, 1991
- IB 1119 Rolf Hochhuth: Tell gegen Hitler. Historische Studien, 1992
- IB 1120 Jakob Michael Reinhold Lenz: Briefe zu Werthers Leiden. Mit einem Essay von Christoph Hein, 1992
- IB 1121 Glückloser Engel. Dichtungen zu Walter Benjamin, 1992
- IB 1123 Erica Pedretti: Mal laut und falsch singen, 1992
- IB 1124 Bambusregen. Haiku und Holzschnitte, 1995
- IB 1125 Cyrano de Bergerac: Die Reise zum Mond, 1991
- IB 1126 Ingeborg Weber-Kellermann: Die Kinderstube, 1991
- IB 1127 Das Kissenbuch. Gedichte und Zeichnungen, 1995
- IB 1128 E. Y. Meyer: Wilde Beeren. Zwölf farbige Bilder von Sabine Schroer-Hofkunst, 1992
- IB 1129 Rainer Maria Rilke: In einem fremden Park. Gartengedichte, 1993
- IB 1130 Die Worte der Ameisen. Persische Weisheiten, 1993
- IB 1131 Hermann Hesse: Boccaccio. Der Dichter des Dekameron, 1995
- IB 1132 Friedrich Hölderlin: Elegien, 1993
- IB 1133 Gennadij Ajgi: Veronikas Heft. Gedichte, 1993
- IB 1134 Ludwig van Beethoven: Briefe und Aufzeichnungen, 1993
- IB 1135 Hanno Helbling: Die Jagd. Mythos, Metapher, Motiv, 1993
- IB 1136 Herbert Pfeiffer: Wende-Köpfe. Von der Kunst der drehbaren Bilder, 1993
- IB 1137 Paul Verlaine: Ausgewählte Gedichte, 1993
- IB 1138 Die Affenkapelle aus Meissener Porzellan. 21 farbige Tafeln, 1993
- IB 1139 Das Evangelium des Johannes. Aus dem Griechischen übersetzt von Harald Vocke, 1995
- IB 1140 Johann Wolfgang Goethe: Die Tafeln zur Farbenlehre und deren Erklärungen, 1994
- IB 1141 Wilhelm Müller: Die schöne Müllerin, 1994
- IB 1142 Josef Weisz: Alpenblumen im Frühling, 1994
- IB 1143 Eugène Delacroix: Das Jugendtagebuch, 1994
- IB 1144 Johann Wolfgang Goethe: Gedichte. Mit Steinzeichnungen von Ernst Barlach, 1994
- IB 1145 Johann Wolfgang Goethe: Gedichte. Mit Zeichnungen von Max Liebermann, 1994
- IB 1146 Johann Wolfgang Goethe: Gedichte. Mit Steinzeichnungen von Hans Meid, 1994
- IB 1147 Johann Wolfgang Goethe: Gedichte. Mit Steinzeichnungen von Karl Walser, 1994
- IB 1148 Frank Wedekind: Mine-Haha oder Über die körperliche Erziehung der jungen Mädchen, 1994
- IB 1149 Johann Wolfgang Goethe: Skizze zu einer Schilderung Winckelmanns, 1994
- IB 1150 Rainer Maria Rilke: Wie soll ich meine Seele halten. Liebesgedichte, 1994
- IB 1151 Guillaume Apollinaire: Bestiarium. Mit Holzschnitten von Raoul Dufy, 1995
- IB 1152 Der Naumburger Dom. Ein Rundgang. Fotografien von Klaus G. Beyer. Mit einem Essay von Uwe Grüning, 1995
- IB 1153 Rainer Maria Rilke: Weihnachtsbriefe an die Mutter, 1995
- IB 1154 Catull: Gedichte. Lateinisch und deutsch. Übertragen von Carl Fischer. Mit Zeichnungen von Bele Bachem, 1995
- IB 1155 Johann Wolfgang Goethe: Das Römische Carneval. Mit den farbigen Figurinen von 1789, 1995
- IB 1156 Antonia S. Byatt: Die Geschichte von der ältesten Prinzessin und andere Märchen, 1995
- IB 1157 Marie Luise Kaschnitz: Florens. Eichendorffs Jugend. Mit Skizzen aus Eichendorffs Jugendtagebuch, 1996
- IB 1158 Wladyslawa Wlodarzewska: Frauen mit Blumen. Bilder einer polnischen Bäuerin, 1996
- IB 1159 Joachim Ringleben: Dornenkrone und Purpurmantel. Zu Bildern von Grünewald bis Paul Klee, 1996
- IB 1160 Rainer Maria Rilke: Über Gott. Zwei Briefe, 1996
- IB 1161 Wolfgang Hildesheimer: Janssen und wir, 1996
- IB 1162 Wilhelm Heinse: Düsseldorfer Gemäldebriefe, 1996
- IB 1163 Die Besteigung des Mont Ventoux. Francesco Petrarca an Francesco Dionigi von Borgo San Sepolcro in Paris, 1996
- IB 1164 Jakob Böhme: Wege zum wahren Selbst. Aus den Schriften des Mystikers und Theosophen, 1996
- IB 1165 Norbert Elias: Die Ballade von armen Jakob. Mit Illustrationen von Karl-Georg Hirsch, 1996
- IB 1166 Gerhard Richter: Abstraktes Bild 824-11. 69 Details. Mit einer Nachbemerkung von Hans Ulrich Obrist, 1996
- IB 1167 Franz Schubert: Briefe, Gedichte, Notizen. Ausgewählt und mit einem Nachwort versehen von Rüdiger Görner, 1996
- IB 1168 Gerhard Altenbourg: Entwurf eines einsamen Lebens. Bilder und Texte, 1997
- IB 1169 Rainer Maria Rilke, Lally Horstmann: Eine Begegnung in Val-Mont, 1996
- IB 1170 Oskar Kokoschka: Die träumenden Knaben und Der weiße Tiertöter, 1996
- IB 1171 Johannes Brahms: Ausgewählte Briefe. Herausgegeben von Rüdiger Görner, 1997
- IB 1172 Leben und Legende der heiligen Elisabeth. Nach Dietrich von Apolda. Mit 14 Miniaturen der Handschrift von 1481. Übersetzt und mit einem Nachwort versehen von Rainer Kößling, 1997
- IB 1173 Wasser ist Leben. Mit Bildern von Friedrich Hechelmann, 1997
- IB 1174 Karl Krolow: Gedichte, die von Liebe reden, 1997
- IB 1175 Heinrich Heine: Neue Melodien spiel ich. Gedichte, 1997
- IB 1176 Martin Walser: Umgang mit Hölderlin. Zwei Reden, 1997
- IB 1177 José Maria Eça de Queiróz: Die Rose. Mit Fotografien von Marion Nickig, 1997
- IB 1178 Brigitte Richter (Hrsg.): Frauen um Felix Mendelssohn Bartholdy, 1997
- IB 1179 Gisela Linder: Leise rieselt der Schnee, 1997
- IB 1180 Theo Stemmler: Kleine Geschichte des Fußballspiels, 1998
- IB 1181 Dieter Borchmeyer: Das Tribschener Idyll. Friedrich Nietzsche, Cosima und Richard Wagner, 1998
- IB 1182 Rainer Maria Rilke: Die weisse Fürstin. Eine Szene am Meer. Nachwort von Manfred Engel, 1998
- IB 1183 Gisela Linder: Roter Mohn. Texte und Bilder, 1998
- IB 1184 Hinter Mauern ein Paradies. Der mittelalterliche Garten, 1998
- IB 1185 Otto von Bismarck: Ich sehe so viel Schönes, leider ohne Dich. Briefe an Johanna, 1998
- IB 1186 Heinrich Hoffmann: Koch-Rezepte für Lina. Hrsg. von Monika Hessenberg, 1998
- IB 1187 Emily Brontë: Ums Haus der Sturm. Gedichte. Deutsch von Wolfgang Held, 1998
- IB 1188 Siegfried Unseld: Goethe und der Ginkgo. Ein Baum und ein Gedicht, 1998
- IB 1189 Johann Wolfgang Goethe: Geschichte meines Herzens. Briefe an Behrisch, 1998
- IB 1190 Sigrid Damm (Hrsg.): Behalte mich ja lieb! Christianes und Goethes Ehebriefe, 1998
- IB 1191 Robert Walser: Märchenspiele. Mit einem Essay von Siegfried Unseld, 1998
- IB 1192 Adam Mickiewicz: Dich anschaun. Liebesgedichte, 1998
- IB 1193 Romain Rolland: Goethe und Beethoven. Übertragen von Anton Kippenberg, 1999
- IB 1194 Hans Christian Andersen: Reise von Leipzig nach Dresden und in die Sächsische Schweiz, 2000
- IB 1195 Alexander Puschkin: Der eherne Reiter. Aus dem Russischen von Rolf-Dietrich Keil. Mit Illustrationen von Alexander Benois, 1999
- IB 1196 August Jacob Liebeskind: Lulu oder die Zauberflöte. Nachwort von Friedrich Dieckmann, 1999
- IB 1197 Martin Walser: Der edle Hecker. Mit zehn Bildern von Johannes Grützke, 1999
- IB 1198 Johann Wolfgang Goethe: Die neue Melusine. Mit acht Illustrationen von Willi Harwerth, 1999
- IB 1199 Karl Kraus: Die chinesische Mauer. Mit acht Illustrationen von Oskar Kokoschka, 1999
- IB 1200 Franz Kafka: In der Strafkolonie. Mit Illustrationen von Karl-Georg Hirsch, 1999

### IB 1201–1300
| \| 1–100 \| 101– \| 201– \| 301– \| 401– \| 501– \| 560– \| 601–\| 701– \| 801– \| 901– \| 1001– \| 1101– \| 1201–1300 \| 1301– \| 1401– \| 1501– \| 2001– \| 2501– \| |
| --- |

- IB 1201 Ingeborg Bachmann: Die Geheimnisse der Prinzessin von Kagran. Mit Bildern von Arik Brauer
- IB 1202 Christian Morgenstern: Sphinx-Geburten. Gedichte
- IB 1203 Herbert Kästner (Hrsg.): Von A bis Zweitausend. Graphische Neujahrsgrüße 1976 bis 2000
- IB 1204 Richard Strauss: Ausgewählte Briefe
- IB 1205 Dieter Wynards: Der Dom zu Aachen. Ein Rundgang
- IB 1206 Marc Chagall: Mein Leben. Zwanzig Radierungen. Mit einem Nachwort von Werner Schmidt
- IB 1207 Friedrich Nietzsche: Über Wahrheit und Lüge. Ein Essay, Aphorismen und Briefe
- IB 1208 Rainer Maria Rilke: In und nach Worpswede. Gedichte. Mit Bildern von Heinrich Vogeler
- IB 1209 Charles Dickens: Der Weihnachtsabend. Übertragen von Leo Feld
- IB 1210 Bertolt Brecht: Über Verführung. Erotische Gedichte. Mit Illustrationen nach Radierungen von Pablo Picasso
- IB 1211 Es werde Licht! Texte und Bilder. Auswahl und Nachwort von Charitas Jenny-Ebeling
- IB 1212 Hermann Hesse: Wege nach Innen. 25 Gedichte. Nachwort von Siegfried Unseld
- IB 1213 Julio Cortázar: Im Silvaland. Mit 15 farbigen Bildern von Julio Silva. Aus dem Spanischen von Elke Wehr
- IB 1214 Gisela Linder (Hrsg.): Blau – die himmlische Farbe. Texte und Bilder
- IB 1215 Zbigniew Herbert: Der Tulpen bitterer Duft. Mit farbigen Abbildungen
- IB 1216 E. T. A. Hoffmann: Nußknacker und Mausekönig. Mit farbigen Illustrationen von Monika Wurmdobler
- IB 1217 Pablo Picasso: Das Antlitz der Muse. Ein Bild und seine Vor-Bilder
- IB 1218 Jannis Ritsos: Die Rückkehr der Iphigenie. Monologe. Mit zwölf farbigen Steinzeichnungen des Autors
- IB 1219 Und die Blumen des Sommers, die schön im Winde läuten. Mit Fotografien von Martina Hochheimer
- IB 1220 Hans Christian Andersen: Bericht einer Reise in die Sächsische Schweiz
- IB 1221 Gustave Flaubert: November. Fragmente irgendwelchen Stils
- IB 1222 Ki No Tsurayuki: Elegische Heimreise. Ein japanisches Tagebuch aus dem Jahre 935
- IB 1223 Karl Krolow: Die Handvoll Sand. Gedichte aus dem Nachlaß
- IB 1224 Thomas Rosenlöcher: Am Wegrand steht Apollo. Wiepersdorfer Tagebuch. Gedichte. Mit vier Zeichnungen von Dieter Goltzsche
- IB 1225 Adelbert von Chamisso: Peter Schlemihls wundersame Geschichte
- IB 1226 Zauberfest des Lichts. Henri Matisse in Marokko. Gemälde und Zeichnungen. Mit Reiseimpressionen von Pierre Loti
- IB 1227 Peter Bichsel: Eisenbahnfahren. Nachwort von Rainer Weiss
- IB 1228 John Elsas: Meine Bilder werden immer wilder. 33 Blätter mit Versen und Zeichnungen
- IB 1229 Dagmar von Gersdorff: Goethes erste große Liebe – Lili Schönemann
- IB 1230 Ted Hughes: Prometheus auf seinem Felsen
- IB 1231 Hermann Hesse: Stufen des Lebens. Briefe. Auswahl und Nachwort von Siegfried Unseld
- IB 1232 Ursula Voß: Kleider wie Kunstwerke. Marcel Proust und die Mode
- IB 1233 Herbert Kästner (Hrsg.): Neue Totentänze. Holzstiche von Karl-Georg Hirsch
- IB 1234 Patrick Roth: Magdalena am Grab
- IB 1235 Michelangelo: Zweiundvierzig Sonette. In der Übertragung von Rainer Maria Rilke. Zweisprachige Ausgabe
- IB 1236 Thomas Rosenlöcher: Liebst Du mich ich liebe Dich. Geschichten zum Vorlesen
- IB 1237 Durs Grünbein: Una Storia Vera. Ein Kinderalbum in Versen
- IB 1238 Arthur Schnitzler: Traumnovelle. Mit Zeichnungen von Egon Schiele und einem Essay von Hilde Spiel
- IB 1239 Teofila und Marcel Reich-Ranicki: Wir sitzen alle im gleichen Zug. Bilder und Texte
- IB 1240 Johann Wolfgang Goethe: Wie herrlich leuchtet mir die Natur. Gedichte und Bilder
- IB 1241 Veilchen träumen schon. Die Blumen des Frühlings. Mit Fotografien von Martina Hochheimer
- IB 1242 Paula Modersohn-Becker: Briefwechsel mit Rainer Maria Rilke
- IB 1243 Franz Kafka: Ein Landarzt. Kleine Erzählungen. Mit 6 Illustrationen von Alfred Kubin
- IB 1244 Siegfried Unseld: Und jeder Schritt ist Unermeßlichkeit. Gedanken über Goethe
- IB 1245 Pindar: Achte pythische Ode. Illustriert von Pablo Picasso
- IB 1246 Samuel Beckett: Lang nach Chamfort. Acht Maximen. Dreisprachig. Deutsche Übertragung und Nachwort von Wolfgang Held
- IB 1247 Robert Schindel: Zwischen dir und mir wächst tief das Paradies. Liebesgedichte. Vorwort von André Heller
- IB 1248 Gisela Linder (Hrsg.): Rot – Farbe der Liebe. Texte und Bilder
- IB 1249 Johann Gottfried Herder: Laßt in die Herzen sie dringen. Volkslieder
- IB 1250 Elisabeth Borchers (Hrsg.): Das ist die Nachtigall, sie singt. Eine Versammlung der Vögel.
- IB 1251 Petra Maisak (Hrsg.): Goethe und Tischbein in Rom. Bilder und Texte
- IB 1252 Martin Luther: Lob des irdischen Friedens.
- IB 1253 Peter Bichsel: Wo wir wohnen. Geschichten
- IB 1254 Karl Kraus: Wiese im Park. Gedichte an Sidonie Nádherný.
- IB 1255 James Joyce: Ulysses. Texte und Bilder
- IB 1256 Eduard Mörike: Laßt dies Herz alleine haben seine Wonne, seine Pein. Gedichte, ausgewählt von Peter Härtling
- IB 1257 Hans Magnus Enzensberger: Natürliche Gedichte.
- IB 1258 Joachim Rönneper (Hrsg.): Picasso geht spazieren. Eine poetische Hommage. Gedichte und Bilder
- IB 1259 Volker Braun: Der berüchtigte Christian Sporn. Ein anderer Woyzeck. Zwei Erzählungen
- IB 1260 Georg Büchner: Woyzeck. Mit Illustrationen von Bernhard Heisig
- IB 1261 Rainer Maria Rilke: Gedichte an die Nacht.
- IB 1262 Clemens Brentano: Die mehreren Wehmüller und ungarischen Nationalgesichter
- IB 1263 Friedrich Schiller: Die seligen Augenblicke. Gedichte. Ausgewählt und mit einem Nachwort versehen von Sigrid Damm
- IB 1264 Joachim Ringelnatz: Warten auf den Bumerang. Gedichte, ausgewählt und illustriert von Robert Gernhardt
- IB 1265 Dagmar von Gersdorff (Hrsg.): Goethes späte Liebe. Die Geschichte der Ulrike von Levetzow
- IB 1266 Thomas Rosenlöcher: Wie ich in Ludwig Richters Brautzug verschwand. Zwei Dresdner Erzählungen
- IB 1267 Das Gastmahl des Trimalchio. Übertragen von Otto Weinreich. Nachwort von Durs Grünbein. Mit Scherenschnitten von Luise Neupert
- IB 1268 Octavio Paz: Figuren und Variationen. Zwölf Gedichte. Mit zwölf Collagen von Marie José Paz
- IB 1269 Simone Frieling (Hrsg.): Reich mir die Hand. Buch der Freundschaft und der Versöhnung.
- IB 1270 Hans Traxler: Mein Morgenstern. 24 Bilder zu 24 Gedichten.
- IB 1271 Jörg Steiner: Mit deiner Stimme überlebe ich. Geschichten
- IB 1272 Peter Cornelius Mayer-Tasch, Bernd Mayerhofer: Die Himmelsleiter. Stufen zum Paradies.
- IB 1273 Martina Hochheimer (Hrsg.): Die Blumen in den Wintertagen
- IB 1274 Friedrich Dieckmann: Orpheus, eingeweiht. Eine Mozart-Erzählung
- IB 1275 Klaus Berger (Hrsg.): Zwischen Welt und Wüste. Worte christlicher Araber
- IB 1276 Tief in angenehmen Abenteuern. Giacomo Casanova über Glück, Liebe, Frauen
- IB 1277 Johann Wolfgang Goethe: Allen Gewalten zum Trutz sich erhalten. Gedichte und Bilder.
- IB 1278 George Mitran (Hrsg.): Die zehn Tugenden. Bilder und Texte.
- IB 1279 Herbert Schnierle-Lutz (Hrsg.): Es kommt ein neuer Tag, eine neue Nacht. Ermutigungen
- IB 1280 Martin Buber: Erzählungen von Engeln, Geistern und Dämonen. Mit Illustrationen von Regina Gail
- IB 1281 Martin Buber: Erzählungen von Engeln, Geistern und Dämonen. Mit Illustrationen von Mandy Schlundt
- IB 1282 Robert Walser: Vor Bildern. Geschichten und Gedichte. Nachwort von Bernhard Echte
- IB 1283 Günter Eich: Maulwürfe. Mit Illustrationen von Florian Ruhig
- IB 1284 Wolfgang Hildesheimer: Wo wir uns wohlfühlen. Mitteilungen aus Italien und Poschiavo
- IB 1285 Patrick Roth: Lichternacht. Weihnachtsgeschichte. Mit einem Essay von Michaela Kopp-Marx
- IB 1286 Blumen des Herbstes. Texte und Bilder. Fotografien und Textauswahl von Martina Hochheimer
- IB 1287 Heinrich Vogeler: An den Frühling. Mit 10 Radierungen und Gedichten
- IB 1288 Peter Rühmkorf: Aufwachen und Wiederfinden. Gedichte
- IB 1289 Volker Braun: Das Mittagsmahl. Mit 8 Kupferstichen von Baldwin Zettl
- IB 1290 Angela Krauß: Triest. Theater am Meer. Mit Fotografien von Franz Marc Frei
- IB 1291 Jean Paul: Des Luftschiffers Giannozzo Seebuch. Mit fünfzehn Zeichnungen von Jörg Hülsmann
- IB 1292 Johann Wolfgang Goethe: Das römische Carneval. Mit den farbigen Figurinen von 1789
- IB 1293 Annette Seemann: Die Geschichte der Herzogin Anna Amalia Bibliothek
- IB 1294 Wolfgang Frühwald: Goethes Hochzeit
- IB 1295 Peter Bichsel: Dezembergeschichten
- IB 1296 Thomas Rosenlöcher: Das Flockenkarussell. Blüten-Engel-Schnee-Gedichte
- IB 1297 Uwe Kolbe: Diese Frau. Liebesgedichte
- IB 1298 Ursula Voß: Im Auge des Minotaurus die Wimper der Sphinx. Dora Maar und Pablo Picasso
- IB 1299 Paula Modersohn-Becker: »Kunst ist doch das Allerschönste«. Briefe einer jungen Künstlerin
- IB 1300 Arthur Rimbaud: Le Bateau ivre. Das trunkene Schiff. Nachwort von Joachim Seng

### IB 1301–1400
| \| 1–100 \| 101– \| 201– \| 301– \| 401– \| 501– \| 560– \| 601–\| 701– \| 801– \| 901– \| 1001– \| 1101– \| 1201– \| 1301–1400 \| 1401– \| 1501– \| 2001– \| 2501– \| |
| --- |

- IB 1301 Ludwig Harig: Ein Fall für Epikur. Erzählungen
- IB 1302 Galsan Tschinag: Das Menschenwild. Eine Erzählung aus dem Altai
- IB 1303 Monika Steinkopf: Ton und Krüge. Texte und Bilder
- IB 1304 Gisela Linder (Hrsg.): Die Farbe Grün. Texte und Bilder
- IB 1305 Ursula Voß: Der Katzenkönig der Kinder
- IB 1306 Jan Assmann: Osiris, mit den Toten reden. Szenen für vier Sprecher. Aus dem Totenbuch und anderen altägyptischen Quellen
- IB 1307 Oleg Jurjew: Zwanzig Facetten der russischen Natur. Mit 10 Bildern von Kusma Petrow-Wodkin
- IB 1308 Durs Grünbein: Lob des Taifuns. Reisetagebücher in Haikus
- IB 1309 Michael Krüger: Reden und Einwürfe. Gedichte
- IB 1310 Albert Ostermaier: Wer sehen will. Gedichte zu Photographien von Pietro Donzelli
- IB 1311 Martina Hochheimer: Blumensterne. Texte und Bilder
- IB 1312 John Donne: Erleuchte, Dame, unsere Finsternis. Songs, Sonette, Elegien. Zweisprachige Ausgabe
- IB 1313 Arno Schmidt: Stürenburg-Geschichten
- IB 1314 Heinrich Hoffmann: Dukatenbilder
- IB 1315 Angela Krauß: Ich muss mein Herz üben. Gedichte. Zeichnungen von Hanns Schimansky
- IB 1316 Marion Giebel (Hrsg.): Hero und Leander / Musaios. Aus dem Altgriechischen neu übersetzt
- IB 1317 Maria-Therese Tietmeyer: Weiße Blumen. Bilder und Texte
- IB 1318 Carlos Ruiz Zafón: Gaudí in Manhattan. Eine phantastische Erzählung
- IB 1319 Hans Christian Andersen: Bilderbuch ohne Bilder
- IB 1320 Paul Fleming: Ich habe satt gelebt. Gedichte. Nachwort von Thomas Rosenlöcher
- IB 1321 Michel Mettler: Der Blick aus dem Bild. Von Gemaltem und Ungemaltem
- IB 1322 Andrzej Stasiuk: Winter. Fünf Geschichten. Aus dem Polnischen von Olaf Kühl und Renate Schmidgall
- IB 1323 Uwe Tellkamp: Reise zur blauen Stadt
- IB 1324 Annette Seemann: Das Weimarer Residenzschloss
- IB 1325 Wilhelm Busch: Der Kuchenteig. Eine Bildergeschichte
- IB 1326 Friedrich-Karl Praetorius: Botschaften von einem anderen Stern
- IB 1327 Peter Hacks: Der Schuhu und die fliegende Prinzessin
- IB 1328 Victor Hugo: Der Rhein. Mit Zeichnungen des Autors
- IB 1329 Erica Pedretti: Fremd genug
- IB 1330 Hans-Joachim Simm (Hrsg.): Liebesgedichte des Mittelalters
- IB 1331 Martina Hochheimer: Oh, wer um alle Rosen wüßte. Texte und Bilder
- IB 1332 Raimund Fellinger (Hrsg.): »Seismograph«. Kurt Wolff im Kontext
- IB 1333 Wilhelm Müller: Die Winterreise. Mit einem Nachwort von Dietrich Fischer-Dieskau
- IB 1334 Peter Kropmanns: Das Atelier im Grünen. Henri Matisse – die Jahre in Issy
- IB 1335 Wilhelm Raabe: Altershausen. Nachwort von Andreas Maier
- IB 1336 Gustav Theodor Fechner: Das Büchlein vom Leben nach dem Tode. Nachwort von Thomas Macho
- IB 1337 Karl-Georg Hirsch: Ein rabenschwarzer Schnee. Groteske Gedichte
- IB 1338 Gottfried Benn, Thomas Florschuetz, Durs Grünbein: Blumen. Gedichte und Fotografien, 2011
- IB 1339 Thomas Bernhard: Der Kulterer. Erzählung. Mit 8 Tuschfederzeichnungen von Peter Herzog, 2011
- IB 1340 Paul Nizon: Goya, 2011
- IB 1341 Joachim Ringelnatz: Im Aquarium in Berlin. Mit Illustrationen von Renée Sintenis, 2011
- IB 1342 Ursula Voß: Kindheiten um Marcel Proust, 2011
- IB 1343 Günter Grass: Lebenslang. Ausgewählte Gedichte, 2012
- IB 1344 Herman Bang: Ihre Hoheit, 2011
- IB 1345 Else Lasker-Schüler: Meine Wunder. Gedichte. Nachwort von Ricarda Dick, 2011
- IB 1346 Johannes Roth: Gartenlust im Herbst. Mit farbigen Fotografien von Marion Nickig, 2011
- IB 1347 Bernd Brunner: Die Erfindung des Weihnachtsbaums, 2011
- IB 1348 Hermann Hesse: Schmetterlinge, 2011
- IB 1349 Peter O. Büttner: Das Ur-Heidi. Eine Enthüllungsgeschichte, 2011
- IB 1350 Rainer Maria Rilke: Die Weise von Liebe und Tod des Cornets Christoph Rilke. Illustriert von Karl-Georg Hirsch, 2012
- IB 1351 Mathias Mayer (Hrsg.): Goethes Monde. Gedichte und Zeichnungen, 2012
- IB 1352 Friederike Mayröcker: Von den Umarmungen. Gedichte, 2012
- IB 1353 Johannes Roth: Gartenlust im Frühling. Mit farbigen Illustrationen von Marion Nickig, 2012
- IB 1354 Ralf Rothmann: Schicke Mütze. Gethsemane. Zwei Erzählungen, 2012
- IB 1355 Christa Wolf: Unter den Linden. Erzählung. Mit Aquarellen von Harald Metzkes, 2012
- IB 1356 Bertolt Brecht: Liebesgedichte. Ausgewählt von Elisabeth Hauptmann, 2012
- IB 1357 Das Kopfkissenbuch der Dame Sei Shonagon, 2012
- IB 1358 Rainer Maria Rilke: Wie soll ich meine Seele halten. Liebesgedichte. Nachwort von Siegfried Unseld, 2012
- IB 1359 Honoré de Balzac: Das unbekannte Meisterwerk. mit Illustrationen von Pablo Picasso, 2012
- IB 1360 Siegfried Unseld: Goethe und der Ginkgo. Ein Baum und ein Gedicht, 2012
- IB 1361 Gisela Linder (Hrsg.): Blau die himmlische Farbe. Texte und Bilder, 2012
- IB 1362 Stefan Zweig: Sternstunden der Menschheit. Fünf historische Miniaturen, 2012
- IB 1363 Edgar Allan Poe: Der Rabe. Holzschnitte von d’Aragues, 2012
- IB 1364 Martina Hochheimer: Die Blumen des Frühlings. Veilchen träumen schon. Texte und Bilder, 2012
- IB 1365 Hermann Hesse: Wege nach innen. 25 Gedichte, ausgewählt von Siegfried Unseld, 2012
- IB 1366 Urs Faes: Paris. Eine Liebe. Erzählung. Zeichnungen von Nanne Meyer
- IB 1367 Peter Handke: Notizbuch. 31. August 1978 – 18. Oktober 1978. Editorischer Bericht von Raimund Fellinger
- IB 1368 Stanisław Lem: Professor A. Donda. Illustriert von Benjamin Courtault
- IB 1369 Thomas Rosenlöcher: Hirngefunkel. Gedichte
- IB 1370 Johannes Roth: Gartenlust im Winter. Mit farbigen Fotografien von Marion Nickig
- IB 1371 Sophie Tieck, Henrik Schrat: Belinde. Märchen
- IB 1372 Ernst Büchner: Versuchter Selbstmord durch Verschlucken von Stecknadeln
- IB 1373 Dietrich Mack: Wagners Frauen
- IB 1374 Meret Oppenheim: Warum ich meine Schuhe liebe. Mode - Zeichnungen und Gedichte. Hrsg. Christiane Meyer-Thoss
- IB 1375 Jean Paul: Des Feldpredigers Schmelzle Reise nach Flätz
- IB 1376 Johannes Roth: Gartenlust im Sommer. Mit farbigen Fotografien von Marion Nickig
- IB 1377 Rainer Maria Rilke: In einem fremden Park. Gartengedichte. Mit Fotos von Marion Nickig
- IB 1378 Johann Wolfgang Goethe: Die Tafeln zur Farbenlehre und deren Erklärungen. Nachwort von Jürgen Teller
- IB 1379 Das kleine Baumbuch. Farbige Bilder von Willi Harwerth. Geleitwort von Friedrich Schnack
- IB 1380 Brüder Grimm: Jorinde und Joringel. Acht Märchen der Brüder Grimm. Mit acht farbigen Bildern von Heinrich Vogeler
- IB 1381 Oscar Wilde: Das Gespenst von Canterville. Eine hylo-idealistische Erzählung
- IB 1382 Ralf Rothmann: Sterne tief unten. Erzählung
- IB 1383 Sibylle Lewitscharoff: Pong redivivus. Illustrationen von Friedrich Meckseper
- IB 1384 Roberto Yañez: Frühlingsregen. Gedichte und Bilder
- IB 1385 Nicolas Mahler: Gedichte
- IB 1386 Cees Nooteboom: Venezianische Vignetten. Fotografien von Simone Sassen
- IB 1387 Arno Schmidt: Tina oder über die Unsterblichkeit. Mit Radierungen und einem Nachwort von Eberhard Schlotter
- IB 1388 Peter Bichsel: Dezembergeschichten
- IB 1389 Gottfried Natalis (Hrsg.): Es kommt ein Schiff. Gedichte und Bilder zu Weihnachten
- IB 1390 Gisela Linder (Auswahl und Nachwort): Leise rieselt der Schnee. Texte und Bilder
- IB 1391 Rainer Maria Rilke: Weihnachtsbriefe an die Mutter
- IB 1392 Eva Maria Alves: Unter Teufeln. Literarische Bilder. Mit Bildern von Jonathan Meese
- IB 1393 Hermann Hesse: Bäume
- IB 1394 Else Lasker-Schüler: Denk dir ein Wunder aus. Nachwort von Brigitte Landes
- IB 1395 Albert Ostermaier: Flügelwechsel. Fußball-Oden. Mit Bildern von Florian Süssmayr. Vorwort von Oliver Kahn
- IB 1396 Robert Walser: Der Teich. Szenen. Holzschnitte von Christian Thanhäuser
- IB 1397 Max Beckmann: Apokalypse. Nachwort von Annette Schavan
- IB 1398 Hans Magnus Enzensberger: Verschwunden! Zeichnungen von Jonathan Penca
- IB 1399 Prosper Mérimée: Carmen. Illustrationen von Larissa Bertonasco
- IB 1400 Heiner Boehncke und Joachim Seng (Hrsg.): Will keiner trinken? Keiner lachen? Goethe und der Wein

### IB 1401–1500
| \| 1–100 \| 101– \| 201– \| 301– \| 401– \| 501– \| 560– \| 601–\| 701– \| 801– \| 901– \| 1001– \| 1101– \| 1201– \| 1301– \| 1401–1500 \| 1501– \| 2001– \| 2501– \| |
| --- |

- IB 1401 Aristophanes: Lysistrate. Mit Illustrationen von Pablo Picasso
- IB 1402 Susanne Koppe: Habt ihr schon einen Namen? Die schönsten Vornamen
- IB 1403 Hermann Hesse: Wanderung. Aufzeichnungen
- IB 1404 Mathias Mayer: Goethes Venedig
- IB 1405 Bernd Mayerhofer: Die Himmelsleiter
- IB 1406 Eduard Mörike: Mozart auf der Reise nach Prag
- IB 1407 Rainer Maria Rilke: Im ersten Augenblick. Bildbetrachtungen
- IB 1408 Bertolt Brecht: Als ich nachher von dir ging. Erotische Gedichte
- IB 1409 Johann Heinrich Merck: Literarische Briefe
- IB 1410 Antoine de Saint-Exupéry: Der kleine Prinz
- IB 1411 Antoine de Saint-Exupery: The Little Prince
- IB 1412 Edmund Spenser: Die Lilienhand. Sämtliche Sonette
- IB 1413 Isolde Ohlbaum (Hrsg. u. Photographie): Als es noch richtige Winter gab. Ein Lesebuch
- IB 1414 Marie von Ebner-Eschenbach: Ein ganzes Buch – ein ganzes Leben. Aphorismen
- IB 1415 Hafis: Offenbares Geheimnis. Fünfzig Gedichte aus dem Divan
- IB 1416 Adolph Freiherr Knigge: Über den Umgang mit Menschen. Eine Auswahl
- IB 1417 Augusto Monterroso: Gesammelte Werke (und andere Geschichten)
- IB 1418 Ursula Voß: Der Flieder im Garten von Combray. Prousts Blumen
- IB 1419 Mark Twain: The Awful German Language
- IB 1420 Wolfgang Frühwald: Goethes Ehe
- IB 1421 Martin Luther: Tischreden
- IB 1422 Alfred Neumann: König Haber
- IB 1423 Kakuzo Okakura: Das Buch vom Tee
- IB 1424 Sylvia Plath: Das Bett-Buch
- IB 1425 Potter: Peter Rabbit
- IB 1426 Charles Dickens: A Christmas Carol
- IB 1427 Ulrich Moritz: Muschel mit Landschaft. Eine Erkundung in Bildern und Texten
- IB 1428 Matthias Reiner (Hrsg.): Ich wollt’ dein Bett mit einer Rose schmücken. Ein Rosenbuch
- IB 1429 Kate Greenaway: Kinderspiele
- IB 1430 Wilhelm Hauff: Der Zwerg Nase
- IB 1431 Hermann Hesse: Klingsors letzter Sommer. Erzählung
- IB 1432 Jan Philipp Reemtsma: Einige Hunde
- IB 1433 Omar Chajjam: Die Sinnsprüche Omars des Zeltmachers
- IB 1434 Lichtenberg: Unser Lichtenberg (Traxler/Traxler)
- IB 1435 Max Frisch: Questionnaire
- IB 1436 Nicht belegt (Der geplante Titel von Markus Hilgert): Klage über den Untergang Sumers ist laut Verlagsangaben aus dem Programm genommen. Ob er noch erscheint ist aktuell (2025) ungewiss.
- IB 1437 Sibylle Lewitscharoff/Friedrich Meckseper: Pong am Ereignishorizont
- IB 1438 Peter Cornelius Mayer-Tasch: Die Buchstaben der Philosophie
- IB 1439 Matthias Reiner (Hrsg.): Die schönsten deutschen Anekdoten
- IB 1440 Rainer Maria Rilke: Diese vollkommenen Wunderwerke. Rodins Aquarelle
- IB 1441 Theodor Storm: Der kleine Häwelmann
- IB 1442 Beatrix Potter: Die Geschichte der gestiefelten Kitty
- IB 1443 William Shakespeare: Love Poems
- IB 1444 Bernd Brunner: Das Granatapfelbuch
- IB 1445 Matthias Reiner (Hrsg.): Pilze. Ein Lesebuch. Anthologie
- IB 1446 Paul Raabe: Goethe und Sylvie. Briefe und Gedichte
- IB 1447 Stephanie Schneider: Das Knopfbuch
- IB 1448 Kia Vahland: Ansichtssachen. Alte Bilder, neue Zeiten
- IB 1449 Robert Walser: Der Spaziergang
- IB 1450 Rainer Maria Rilke: Letters to a Young Poet
- IB 1451 Matthias Reiner (Hrsg.): Das Waldbuch. Anthologie
- IB 1452 Urs Faes: Raunächte
- IB 1453 O. Henry: Das Geschenk der Weisen. Briefe und Gedichte
- IB 1454 E. T. A. Hoffmann: Das fremde Kind
- IB 1455 Lutz Seiler: Am Kap des guten Abends. Acht Bildgeschichten
- IB 1456 Werner Völker: Weihnachten bei Goethe
- IB 1457 Jorge Amado: Der gestreifte Kater und die Schwalbe Sinhá
- IB 1458 Elena Ferrante: Der Strand bei Nacht
- IB 1459 Walt Whitman: Leaves of Grass
- IB 1460 Uwe Tellkamp: Die Carus-Sachen
- IB 1461 Philip Kovce (Hrsg.): Die schönsten deutschen Aphorismen
- IB 1462 Priya Basil: Gastfreundschaft
- IB 1463 Gloria Köpnick (Hrsg.): Die Bauhaus-Postkarten
- IB 1464 Michael Hagner: Die Lust am Buch
- IB 1465 Hermann Hesse: Magie der Farben. Aquarelle aus dem Tessin. Mit Betrachtungen und Gedichten
- IB 1466 Herman Melville: Bartleby, der Schreiber
- IB 1467 Wassilissa, die Wunderschöne. Russische Märchen nacherzählt von Elisabeth Borchers mit Illustrationen von Ivan Bilibin
- IB 1468 Virginia Woolf: A Room of One’s Own
- IB 1469 Jaume Cabré: Claudi
- IB 1470 Christian Lehnert: Gebete der Menschheit
- IB 1471 Theo Stemmler: Goethe und Friederike. Wahrheit und Dichtung
- IB 1472 Brigitte Landes (Hrsg.): Im Romanischen Café. Ein Gästebuch
- IB 1473 Gerhard Meier: Ob die Granatbäume blühen
- IB 1474 Silke Trojahn: Die Prinzessinnenbibliothek. Die Bücher der Sofia Albertina von Schweden
- IB 1475 Rainer Maria Rilke: Die Walliser Vierzeiler / Les Quatrains Valaisans
- IB 1476 Dylan Thomas : Weihnachten in meiner Kindheit
- IB 1477 Sabine Eickenrodt (Hrsg.): Robert Walsers Wälder. Anthologie
- IB 1478 Birgit Haustedt: Im Alten Land
- IB 1479 Christoph Hein: Ein Wort allein für Amalia
- IB 1480 Mathias Mayer: Goethe und die Kinder
- IB 1481 Matthias Reiner: Das Meerbuch
- IB 1482 Herman Melville: Bartleby, the Scrivener
- IB 1483 Sylvia Plath: Mary Ventura und das neunte Königreich
- IB 1484 Isaac Bashevis Singer: Der Golem
- IB 1485 Nikolai Gogol: Die Nacht vor Weihnachten
- IB 1486 E.T.A. Hoffmann: Nussknacker und Mausekönig
- IB 1487 Peter Huchel: Havelnacht. mit Fotografien von Roger Melis
- IB 1488 Ole Könnecke: Der zweite Weihnachtsmann
- IB 1489 Oliver Matuschek: Goethes Elefanten
- IB 1490 Matthias Reiner (Hrsg.): Die schönsten Gedichte für Kinder. mit Illustrationen von Antje Damm
- IB 1491 Hans Traxler: Ignaz, die gelbe Dogge und die Höllenhunde
- IB 1492 Anthony Trollope: Weihnachten auf Thompson Hall
- IB 1493 H. C. Artmann: Übrig blieb ein moosgrüner Apfel. Gedichte und Prosa
- IB 1494 Matthias Reiner (Hrsg.): Katzen kann man alles sagen. Geschichten und Gedichte
- IB 1495 Sibylle Lewitscharoff: Pong am Abgrund
- IB 1496 Peter Burschel: Die Herzog August Bibliothek
- IB 1497 Erwin Seitz: Das Gasthaus – Ein Heimatort
- IB 1498 Gloria Köpnick, Rainer Stamm (Hrsg.): Max Liebermanns Garten
- IB 1499 Kia Vahland: Gartenreich Wörlitz. Ausflug in eine Utopie
- IB 1500 Marcel Proust: Briefe an seine Nachbarin

### IB 1501–1600
| \| 1–100 \| 101– \| 201– \| 301– \| 401– \| 501– \| 560– \| 601–\| 701– \| 801– \| 901– \| 1001– \| 1101– \| 1201– \| 1301– \| 1401– \| 1501–1600 \| 2001– \| 2501– \| |
| --- |

2024 waren Titel bis IB 1543 erschienen.
- IB 1501 Matthias Reiner (Hrsg.): »Ein ganzes Leben«. Ehegeschichten, 2021
- IB 1502 Hermann Hesse: Piktors Verwandlungen, 2021
- IB 1503 Sibylle Lewitscharoff: Warum Dante?, 2021
- IB 1504 Angelika Overath: Krautwelten, 2021
- IB 1506 Kia Vahland: Schattenkünstler. Von Caravaggio bis Velazquez, 2021
- IB 1507 Oscar Wilde: I am always satisfied with the best, 2021
- IB 1508 Deutsche Sprichwörter. Ausgewählt von Marie Bernhard, gesammelt von Karl Simrock, 2022
- IB 1509 Die Briefe der Frau Rath Goethe. Herausgegeben von Joachim Seng, 2022
- IB 1510 Michael Maul: J. S. Bach – »Wie wunderbar sind deine Werke!«, 2023[1]
- IB 1511 Jürgen Ritte: Marcel Proust am Genfer See, 2021
- IB 1512 Franz Marc: Tierschicksale, 2022
- IB 1513 Marie Bernhard (Hrsg.): Freundinnen. Ein Lesebuch, 2022
- IB 1514 Christian Lehnert: Heiligenlegenden. Geschichten aus der Legenda aurea des Jacobus de Voragine, 2022
- IB 1515 Hermann Hesse: Vom Baum des Lebens. Ausgewählte Gedichte, 2022
- IB 1516 Brigitte Landes (Hrsg.): Auftritt: Die Neue Frau, 2022
- IB 1517 Mathias Mayer (Hrsg.): Goethe – Von Ende und Anfang, 2022
- IB 1518 Ludwig Tieck: Weihnacht-Abend, 2022
- IB 1519 Ingrid Westerhoff: Das Sternenbilderbuch, 2022
- IB 1520 Marie Bernhard (Hrsg.): Einfacher leben. Ein Lesebuch, 2023
- IB 1521 Hans Magnus Enzensberger: Leichte Gedichte, 2023
- IB 1522 Johann Peter Hebel: Die schönsten Kalendergeschichten, 2023
- IB 1523 Claude Monets Garten in Giverny. Herausgegeben von Gloria Köpnick und Rainer Stamm, 2023
- IB 1524 Stefan Zweig: Die Kunst, ohne Sorgen zu leben. Letzte Aufzeichnungen und Aufrufe, 2023
- IB 1525 Marie Bernhard (Hrsg.): Das Glück dieser Erde. Pferdegeschichten, 2023
- IB 1526 Selma Lagerlöf: Ein Weihnachtsgast, 2023
- IB 1527 Daphnis und Chloe. Übersetzt von Otto Schönberger, 2023
- IB 1528 Kia Vahland: Farbe bekennen. Alte Bilder, neue Zeiten, 2023
- IB 1529 Rahel Levin Varnhagen: »Das Herz ist ganz im Dunklen«. Ein Lesebuch, 2023
- IB 1530 Ursula Voß: Rilkes Sternenfrauen, 2023
- IB 1531 Elizabeth von Arnim: Elizabeth und ihr Garten. Übersetzt von Adelheit Dormagen, Illustrationen von Constanze Guhr, 2024
- IB 1532 Jane Austen: Lady Susan, 2024
- IB 1533 Hermann Hesse: Erinnerungen an Hans, 2024
- IB 1534 Vincent van Gogh: „Schwefelgelb und zitronengrün“. Briefe und Bilder, 2024
- IB 1535 Kia Vahland: Caspar David Friedrich und der weite Horizont, 2024
- IB 1536 Marie Bernhard (Hrsg.): Das Traumbuch, 2024
- IB 1537 Fjodor M. Dostojewski: Weiße Nächte (Illustrationen von Stella Dreis), 2024
- IB 1538 Marie Bernhard (Hrsg.): »Ich richte mir ein Zimmer ein in der Luft«. Gedichte von Frauen (Illustrationen von Gerda Raidt), 2024
- IB 1539 Brigitte Landes (Hrsg.): Die verschwundene Stadt. Im Berliner Tiergartenviertel, 2024
- IB 1540 Manfred Papst: Zeichen und Wunder. Bilder zur Weihnacht, 2024
- IB 1541 Friedrich Schiller (Hrsg. Paula Schmid): »Ihr habt mir das Herz bezwungen«. Balladen und Gedichte (Illustrationen von Antje Damm), 2024
- IB 1542 Anthony Trollope: Weihnachten in Kirkby Cottage (Illustrationen von Irmela Schautz), 2024
- IB 1543 Friederike Mayröcker: Larifari (Illustrationen von Nicolas Mahler), 2024
- IB 1544 Paula Schmid (Hrsg.): Warte mal, hab ich zu Hause mein Buch zugemacht? Vom Älterwerden (Cartoons von BECK), 2025
- IB 1545 Marie Bernhard (Hrsg.): Das Glück des Lesens  (Illustrationen von Katrin Stangl), 2025
- IB 1546 Colette: Mein Blumenalbum. Mit Aquarellen von Raoul Dufy, 2025
- IB 1547 Karel Čapek: Das Jahr im Garten (Illustrationen von Katja Spitzer), 2025
- IB 1548 Silke Kipper: Vom Glück des Vogelgesangs, 2025
- IB 1549 Noch nicht erschienen (Geplant für den Herbst 2025): Rilkes Tiere (Hrsg. Angelika Overath und Manfred Koch)
- IB 1550 Gloria Köpnick/Rainer Stamm (Hrsg.): Murnau. Wiege des Blauen Reiter, 2025
- IB 1551 Kia Vahland: Kunstgeschichten. Alte Bilder, neue Zeiten, 2025
- IB 1552–1554 Noch nicht erschienen
- IB 1555 Christoph Hein: Das Havelberger Konzert. Bach-Novellen, 2025

## IB-Titel im Großformat 2001–2100
Beginnend 2012 mit IB 2001 [2012 noch: S2001, S2002] waren bis Frühjahr 2025 Titel bis IB 2057 erschienen.

### IB 2001–2100
| \| 1–100 \| 101– \| 201– \| 301– \| 401– \| 501– \| 560– \| 601–\| 701– \| 801– \| 901– \| 1001– \| 1101– \| 1201– \| 1301– \| 1401– \| 1501– \| 2001–2100 \| 2501– \| |
| --- |

- IB 2001 Robert Gernhardt: Achterbahn. Ein Lesebuch
- IB 2002 Matthias Reiner (Hrsg.): Vom Himmel hoch. Die schönsten Weihnachtslieder, mit farbigen Illustrationen von Selda Marlin Soganci
- IB 2003 Anna Achmatowa: Ich lebe aus dem Mond, du aus der Sonne. Liebesgedichte
- IB 2004 Maria Sibylla Merian: Neues Blumenbuch. Mit farbigen Abbildungen
- IB 2005 Anton Tschechow: Die Dame mit dem Hündchen. Mit Essay von Bernhard Schlink, illustriert von Hans Traxler
- IB 2006 Und noch fünfzehn Minuten bis Buffalo. Deutsche Balladen mit farbigen Illustrationen von Burkhard Neie
- IB 2007 Matthias Reiner (Hrsg.): Und wie schön ist noch die Welt. Frühlingsgedichte
- IB 2008 Véronique Witzigmann: Das Marmeladenbuch
- IB 2009 Tschingis Aitmatow: Dshamilja. Aus dem Russischen von Gisela Drohla
- IB 2010 Charles Dickens: Der Weihnachtsabend. Eine weihnachtliche Gespenstergeschichte
- IB 2011 Tand, Tand ist das Gebilde  von Menschenhand. Deutsche Balladen mit farbigen Illustrationen von Burkhard Neie
- IB 2012 Maria Sibylla Merian: Das Insektenbuch. Mit farbigen Abbildungen
- IB 2013 Matthias Reiner (Hrsg.): Die schönsten Fabeln. Mit farbigen Illustrationen von Reinhard Michl
- IB 2014 Till Eulenspiegel. 30 Streiche und Narreteien, nacherzählt von Clemens J. Setz mit Illustrationen von Philip Waechter
- IB 2015 Hans Hipp: Das Lebkuchenbuch. Mit farbigen Abbildungen
- IB 2016 Alles Theater. Schauspielerporträts, Fotografien: Margarita Broich, Texte: Brigitte Landes
- IB 2017 Antoine de Saint-Exupéry: Der kleine Prinz. Übersetzt von Peter Sloterdijk
- IB 2018 Mario Vargas Llosa: Sonntag. Aus dem Spanischen von Thomas Brovot mit Illustrationen von Kat Menschik
- IB 2019 Matthias Reiner (Hrsg.): Königin Luise. Bilder und Briefe
- IB 2020 Matthias Reiner (Hrsg.): »Ich geh mit meiner Laterne!« Die schönsten Kinderlieder. Mit farbigen Illustrationen von Isabel Pin
- IB 2021 Jean de La Fontaine: Fabeln. Aus dem Französischen von Johanna Wege
- IB 2022 Die schönsten deutschen Volkssagen. Nacherzählt von Marjana Gaponenko, mit Illustrationen von Burkhard Neie
- IB 2023 Theodor Storm: Ein Doppelgänger. Mit farbigen Illustrationen von Julie Völk
- IB 2024 Matthias Reiner (Hrsg.): Die schönsten Mondgedichte. Mit Illustrationen von Reinhard Michl
- IB 2025 Adalbert Stifter: Bergkristall. Mit farbigen Illustrationen von Gerda Raidt
- IB 2026 Jonathan Swift: Gullivers Reisen. Illustriert von Flix
- IB 2027 E.T.A. Hoffman: Das Fräulein von Scuderi. Illustriert von Lisbeth Zwerger
- IB 2028 Martin Schönleben: Heimat. Das Backbuch
- IB 2029 Véronique Witzigmann: Mein Einmachbuch. Mit farbigen Illustrationen von Kat Menschik
- IB 2030 Deutsche Heldensagen. Nacherzählt von Gretel und Wolfgang Hecht mit Illustrationen von Burkhard Neie
- IB 2031 Grimms Märchen. Mit Illustrationen von Flix
- IB 2032 Dagmar Manzel: Mein Liederbuch. Mit Abbildungen und Noten
- IB 2033 Matthias Reiner (Hrsg.): Theodor Fontane: »Der Zauber steckt immer im Detail«. Auswahl der schönsten Texte
- IB 2034 Gottfried Keller: Kleider machen Leute. Mit farbigen Illustrationen von Ulrike Möltgen
- IB 2035 Hans Traxler: Mama, warum bin ich kein Huhn? Kindheitserinnerungen
- IB 2037 Reineke Fuchs. Nacherzählt von Matthias Reiner mit Illustrationen von Reinhard Michl
- IB 2036 Die Nibelungen. Nacherzählt von Gretel und Wolfgang Hecht, illustriert von Burkhard Neie
- IB 2038 Reisende Erzählungen - Tausendundeine Nacht zwischen Orient und Europa. Mit farbigen Illustrationen
- IB 2039 Gottfried Keller: Spiegel, das Kätzchen. Tiermärchen mit Illustrationen von Joëlle Tourlonias
- IB 2040 Friederike Mayröcker: Jimi. Illustriert von Angelika Kaufmann
- IB 2041 Die Schildbürger. Illustriert von Katrin Stangl
- IB 2042 David T. Smith: Das Gin-Buch. Alles Wissenswerte von Gin & Tonic bis Wacholder
- IB 2043 Hans Christian Andersen: Die schönsten Märchen
- IB 2044 Gottfried August Bürger: Münchhausen - Wunderbare Reisen zu ...
- IB 2045 Renate Schipke (Hrsg.): Das Kräuterbuch des Johann Christoph Ende
- IB 2046 Brüder Grimm: Die zertanzten Schuhe und andere Märchen. Illustriert von Burkhard Neie
- IB 2047 Peter Hacks: Der Bär auf dem Försterball. Illustriert von Reinhard Michl
- IB 2048 Ludwig Bechstein: Die schönsten Märchen. Illustriert von Markus Lefrançois
- IB 2049 Die schönsten Sagen der Antike. Nacherzählt von Matthias Reiner, illustriert von Burkhard Neie
- IB 2050 Esther Kinsky: Der Käptn und die Mimi Kätt. Ein Wintermärchen. Illustriert von Gerda Raidt
- IB 2051 Martin Schönleben: Die besten Weihnachtsplätzchen
- IB 2052 Hugh Lofting: Die Geschichte von Doktor Dolittle. Illustriert von Reinhard Michl
- IB 2053 Rosie Sanders: Überwältigende Blüten
- IB 2054 L. Frank Baum: Der Weihnachtsmann. Illustriert von Lihie Jacob
- IB 2055 Ali Baba und die vierzig Räuber. Illustriert von Burkhard Neie
- IB 2056 Die schönsten Geschichten aus dem Alten Testament. Nacherzählt von Matthias Reiner, illustriert von Burkhard Neie, 2024
- IB 2057 Homer. Die Odyssee.Nacherzählt von

Matthias Reiner, illustriert von Burkhard Neie, 2025

## IB-Titel im Kleinformat 2501–2600
Beginnend 2013 mit IB 2501 waren bis Frühjahr 2024 Titel bis IB 2535 erschienen.

### IB 2501–2600
| \| 1–100 \| 101– \| 201– \| 301– \| 401– \| 501– \| 560– \| 601–\| 701– \| 801– \| 901– \| 1001– \| 1101– \| 1201– \| 1301– \| 1401– \| 1501– \| 2001– \| 2501–2600 \| |
| --- |

- IB 2501 Herbert Schnierle-Lutz (Hrsg.): Neue Freuden, neue Kräfte. Ermutigungen
- IB 2502 Matthias Reiner (Hrsg.): Von drauß’ vom Walde. Die schönsten Weihnachtsgedichte
- IB 2503 Matthias Reiner (Hrsg.): »Bereit zum Abschied sein«. Gedichte und Gedanken der Trauer
- IB 2504 Gute Besserung! Geschichten zum Gesundwerden
- IB 2505 Wilhelm Schmid: Vom Glück der Freundschaft. Mit Illustrationen von Alexandra Klobouk
- IB 2506 Ursula Gräfe (Hrsg.): Blauer Berg und Weiße Wolke. Buddhistische Weisheiten
- IB 2507 Matthias Reiner (Hrsg.): »Liebe Mutter!«
- IB 2508 Antoine de Saint-Exupéry: Bekenntnis einer Freundschaft. Übersetzt von Julia Schoch
- IB 2509 Wilhelm Schmid: Vom Nutzen der Feindschaft. Mit Illustrationen von Caroline List
- IB 2510 Clara Paul (Hrsg.): Schlimmstenfalls wird alles gut. Gedichte der Gelassenheit
- IB 2511 Hermann Hesse: Entdecke dich selbst! Vom Reiz der Individuation
- IB 2512 Matthias Reiner (Hrsg.): Heiligabend. Die schönsten Weihnachtsgeschichten
- IB 2513 Wilhelm Schmid: Von den Freuden der Eltern und Großeltern. Mit Illustrationen von Kat Menschik
- IB 2514 Seither schlief sie bei meiner Frau. Katzengeschichten, mit farbigen Illustrationen von Isabel Pin
- IB 2515 Clara Paul (Hrsg.): Freundschaft. Geschichten für uns
- IB 2516 Palmer Brown: Das Weihnachtsgeschenk. Aus dem Englischen von Claudia Feldmann
- IB 2517 Wilhelm Schmid: Vom Schenken und Beschenktwerden
- IB 2518 Herbert Schnierle-Lutz (Hrsg.): Prächtige Natur erheitert die Tage. Gedichte
- IB 2519 Der Tag war so glücklich. Geschichten und Gedichte des Dankes
- IB 2520 Matthias Reiner (Hrsg.): Lob der Engel. Mit Illustrationen von Selda Marlin Soganci
- IB 2521 Kurt Tucholsky: Vorn die Ostsee, hinten die Friedrichstraße. Mit Illustrationen mit Katrin Stangl
- IB 2522 Wilhelm Schmid: Von der Kraft der Berührung
- IB 2523 Träume deine Träume in Ruh. Gedichte der Stille
- IB 2524 Matthias Reiner (Hrsg.): Das Herz bleibt ein Kind. Weihnachten mit Fontane
- IB 2525 Matthias Reiner (Hrsg.): Mir träumte, du bliebest mir gut. Die schönsten Liebesgedichte
- IB 2526 Clara Paul (Hrsg.): Sei gut zu dir – Ermunterungen
- IB 2527 Maurice Maeterlinck: Mein Hund. Aus dem Französischen von Melanie Walz mit den Illustrationen von Cecil Aldin
- IB 2528 Matthias Reiner (Hrsg.): Unter dem Tannenbaum. Geschichten zur Weihnacht
- IB 2529 Gustave Flaubert: Bibliomanie
- IB 2530 Matthias Reiner (Hrsg.): Die schönsten Herbstgedichte. Mit Illustrationen von Philippe Robert
- IB 2531 Marie Bernhard (Hrsg.): »Lieber Papa!« Ein Lesebuch. Mit Illustrationen von Antje Damm
- IB 2532 Hans Fallada: Der gestohlene Weihnachtsbaum. Mit Illustrationen von Ulrike Möltgen
- IB 2533 Paula Schmid (Hrsg.): Wenn man nachts nicht schlafen kann. Ein Lesebuch. Mit Illustrationen von Katrin Stangl
- IB 2534 Paula Schmid (Hrsg.): Ein kleiner Regen macht nicht nass. Mit Illustrationen von Gerda Raidt
- IB 2535 Wilhelm Busch: „Wer Sorgen hat, hat auch Likör“, 2024
- IB 2536  Christoph Hein: Schöne Bescherung. Mit Illustrationen von Rotraut Susanne Berner, 2024